# Região Nordeste do Brasil
A Região Nordeste do Brasil é uma das cinco regiões brasileiras definidas pelo Instituto Brasileiro de Geografia e Estatística (IBGE) em 1969. Possui área equivalente ao território da Mongólia ou do estado do Amazonas, população equivalente à da África do Sul e um IDH alto, também comparável com o da África do Sul. Em comparação com as outras regiões brasileiras, tem a segunda maior população, o terceiro maior território, o segundo maior colégio eleitoral (36 727 931 eleitores em 2010), o menor IDH (2017) e o terceiro maior PIB (2018).
É a região brasileira que possui o maior número de estados (nove no total): Alagoas, Bahia, Ceará, Maranhão, Paraíba, Piauí, Pernambuco, Rio Grande do Norte e Sergipe. Em função de suas diferentes características físicas, a região é dividida em quatro sub-regiões: meio-norte, sertão, agreste e zona da mata, tendo níveis muito variados de desenvolvimento humano ao longo de suas zonas geográficas.
A região Nordeste foi o berço da colonização europeia no país, uma vez que nela ocorreu a descoberta do Brasil e se consolidou a colonização exploratória que consistia, em suma, na extração do pau-brasil (ou pau-de-pernambuco), cuja tinta da madeira era utilizada para tingir as roupas da nobreza do Velho Mundo. Com a criação das capitanias hereditárias em 1534, foi fundada a vila de Olinda, e anos mais tarde deu-se o início da construção da primeira capital do Brasil, Salvador, para abrigar o governo-geral. O Nordeste foi também o centro financeiro do Brasil até meados do século XVIII, uma vez que a Capitania de Pernambuco foi o principal centro produtivo da colônia e Recife a cidade de maior importância econômica.

## História

### Pré-história
A pesquisa arqueológica no Brasil surgiu mediante a curiosidade e os estudos dos exploradores, naturalistas, viajantes, botânicos, geólogos, e paleontólogos europeus. Nesse sentido, os registros científicos dessas diversas áreas confundem-se e complementam-se. De maneira geral, as numerosas informações arqueológicas existentes na bibliografia sobre o Nordeste, até a década de 1960, eram produtos de achados casuais e/ou de apressadas coletas de superfície.
Os estudos arqueológicos no Nordeste brasileiro começaram sistematicamente no século XX, a partir da década de 1960. Desde então, foram se constituindo núcleos de estudos nesta área, que têm hoje consolidado o reconhecimento nacional e internacional. A partir do avanço das pesquisas acerca da temática arqueológica nordestina em conjunto com desenvolvimento de novas tecnologias de datação, como por exemplo, o carbono-14, pode-se ter noção do período das primeiras ocupações estabelecidas na região.
Numerosos sítios no Nordeste são registrados sob a convencional denominação de Arte Rupestre. Gabriela Martín e André Prous apontam para a mais antiga referência a uma gravura rupestre, no Brasil, feita por Feliciano Coelho de Carvalho, na Paraíba, em 1598. Para a Bahia, encontramos um documento do século XVIII, no Arquivo Histórico Ultramarino, que faz menção a locais com pinturas rupestres, com figuras humanas e de animais, encontradas durante uma viagem pelo interior do estado à procura de salitre.
O território do Nordeste possui um enorme acervo de pinturas e gravuras realizadas sobre um suporte fixo pétreo, seja em abrigos, em paredões tipo cânion ou em afloramentos rochosos. Os grafismos foram localizados até o momento em quase todos os estados nordestinos. Os trabalhos sistemáticos de muitos arqueólogos que trabalham no Nordeste, nesse campo da Arqueologia, permitem hoje reconhecer unidades estilísticas que foram denominadas de tradições. Existem algumas variações localizadas, feitas sobre a estrutura temática das tradições que os arqueólogos chamam de subtradições. A distribuição de sítios dessas tradições varia de estado para estado, havendo em alguns, maior frequência de uma ou de outra. Por outro lado, devemos considerar que ainda não foram esgotadas as possibilidades de achados e que alguns territórios poderão apresentar um patrimônio insuspeitado.
Na época da chegada dos europeus ao Brasil, o litoral nordestino era habitado por povos falantes de línguas tupis, embora existissem algumas áreas litorâneas habitadas por indígenas não-tupis, enquanto o interior do Nordeste era habitado por povos falantes de línguas macro-jê, conhecidos pelos portugueses e tupis como “tapuias”.

### Período colonial

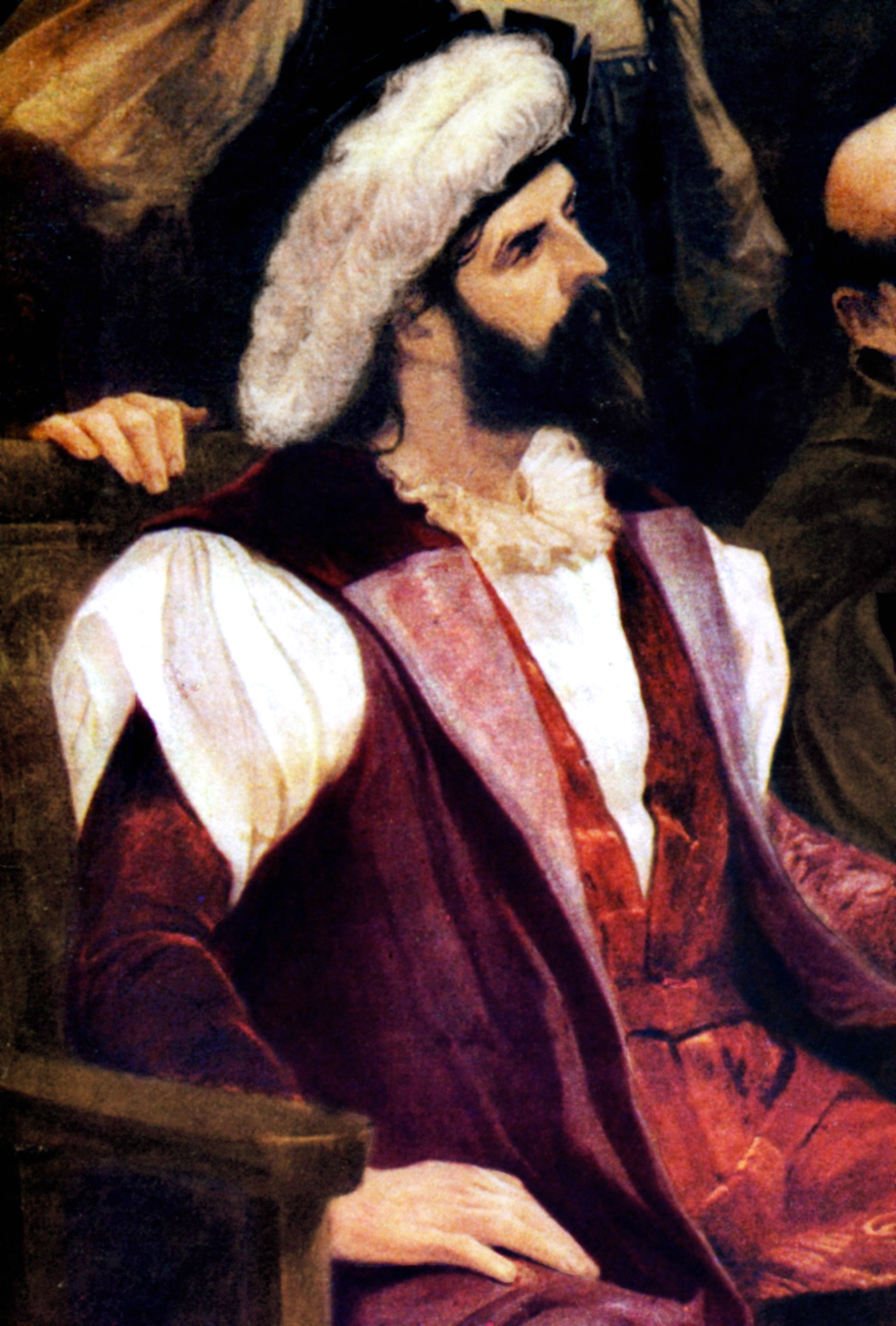
Pedro Álvares Cabral desembarcou em Porto Seguro no litoral sul da Bahia em 22 de abril de 1500, tornando a região colônia do Reino de Portugal.

Foi na costa nordestina que os europeus desembarcaram em terras brasileiras pela primeira vez. Em dia 26 de janeiro de 1500, o navegador espanhol Vicente Yañez Pinzón desembarcou em localidade do litoral nordestino controversa: alguns apontam que foi em Cabo de Santo Agostinho (Pernambuco); outros afirmam que foi no litoral do Ceará, na Ponta do Mucuripe (Fortaleza) ou Praia de Ponta Grossa (Icapuí). O "descobrimento" oficial do Brasil ocorreu em 22 de abril de 1500, quando a expedição portuguesa liderada por Pedro Álvares Cabral desembarcou na região do atual município de Porto Seguro, no litoral da Bahia.
Foi no litoral nordestino que se deu início a primeira atividade econômica do país, a extração do pau-brasil. Essa árvore era extraída pelos indígenas, que, em troca, recebiam itens considerados novos por eles das mãos dos portugueses. Nessa época, não houve uma colonização do Brasil, apenas feitorias em que o pau-brasil era armazenado para ser enviado para a Europa. Países como a França, que não concordavam com o Tratado de Tordesilhas, realizavam constantes ataques ao litoral nordestino com o objetivo de contrabandear a madeira para a Europa.
Ao longo do tempo, a população indígena na região da Zona da Mata foi dizimada pelos portugueses, seja pela escravização, guerras contra os colonizadores ou doenças introduzidas pelos europeus.
Com a falha do sistema das capitanias hereditárias, estabelecido pelo rei português João III em 1534, em 1548 a Coroa Portuguesa estabeleceu um governo geral no Brasil e, no ano seguinte, o fidalgo Tomé de Sousa, primeiro governador-geral do Brasil, fundou Salvador para ser a sede da colônia.
A partir de meados do século XVI, o cultivo da cana-de-açúcar, presente desde o tempo das capitanias hereditárias, se tornou a base econômica da região da Zona da Mata, por causa dos solos férteis e condições climáticas favoráveis. A Coroa Portuguesa cedeu sesmarias para a criação de engenhos. A resistência dos indígenas à escravização e a dizimação dos povos originários levaram os portugueses a importar uma grande quantidade de africanos escravizados para trabalhar nas lavouras açucareiras, sendo o tráfico transatlântico de escravos uma atividade que dava grandes lucros para a Coroa Portuguesa.
A criação de gado foi introduzida no Brasil junto com a cana-de-açúcar e era atividade complementar às lavouras canavieiras. No entanto, ao longo das décadas seguintes, com o aumento do número de cabeças de gado, o rebanho bovino foi pressionado para a região da Caatinga. A pecuária foi a responsável pela ocupação do Sertão Nordestino e até hoje é uma atividade econômica crucial nessa sub-região nordestina.
Em 1612, os franceses invadem a costa norte do Maranhão para criar uma colônia ali, denominada França Equinocial, mas os portugueses souberam disso e reuniram tropas a partir da Capitania de Pernambuco, sob o comando de Alexandre de Moura (ver: Batalha de Guaxenduba). Essas operações militares culminaram com a rendição francesa no final de 1615 e o início da colonização do Maranhão pelos portugueses. Durante muito tempo, o Maranhão era parte das mesmas organizações administrativas coloniais do que a Amazônia Brasileira.

#### Invasões holandesas
Em 1580, com a morte do rei português D. Henrique I, o rei Filipe II de Espanha assumiu também o trono português, com o título Felipe I, assim surgindo uma união entre os dois países ibéricos, a União Ibérica (1580-1640). As Províncias Unidas dos Países Baixos (Holanda), antes dominada pela Espanha, tendo depois conseguido sua independência através da força, se voltou contra os domínios ibéricos, incluindo os portugueses. Os neerlandeses antes da União Ibérica foram parceiros dos portugueses na produção de açúcar e na construção de engenhos.
Em 1624, os neerlandeses capturaram Salvador e a cidade foi retomada pela sua população e tropas luso-espanholas no ano seguinte. Com isso, os holandeses voltaram seus interesses para Pernambuco, uma importante região produtora de açúcar, a qual foi conquistada pelos Países Baixos, por meio da Companhia Holandesa das Índias Ocidentais, em fevereiro de 1630, estabelecendo a colônia da Nova Holanda. Nos anos seguintes, conquistaram de Alagoas até o Ceará.
Em 1637, o conde teuto-neerlandês Maurício de Nassau assumiu o governo da Nova Holanda. Ele contratou arquitetos para a construção da Cidade Maurícia (atual Recife) para ser a sede da colônia e esta se torna a cidade mais rica e urbanizada das Américas. Além disso, Nassau ordenou a expansão da Nova Holanda até Sergipe e o Maranhão e a conquista das feitorias portuguesas escravistas na Guiné e Angola, o que dava aos holandeses controle sobre o açúcar e o tráfico negreiro, administradas pela Companhia das Índias Ocidentais.

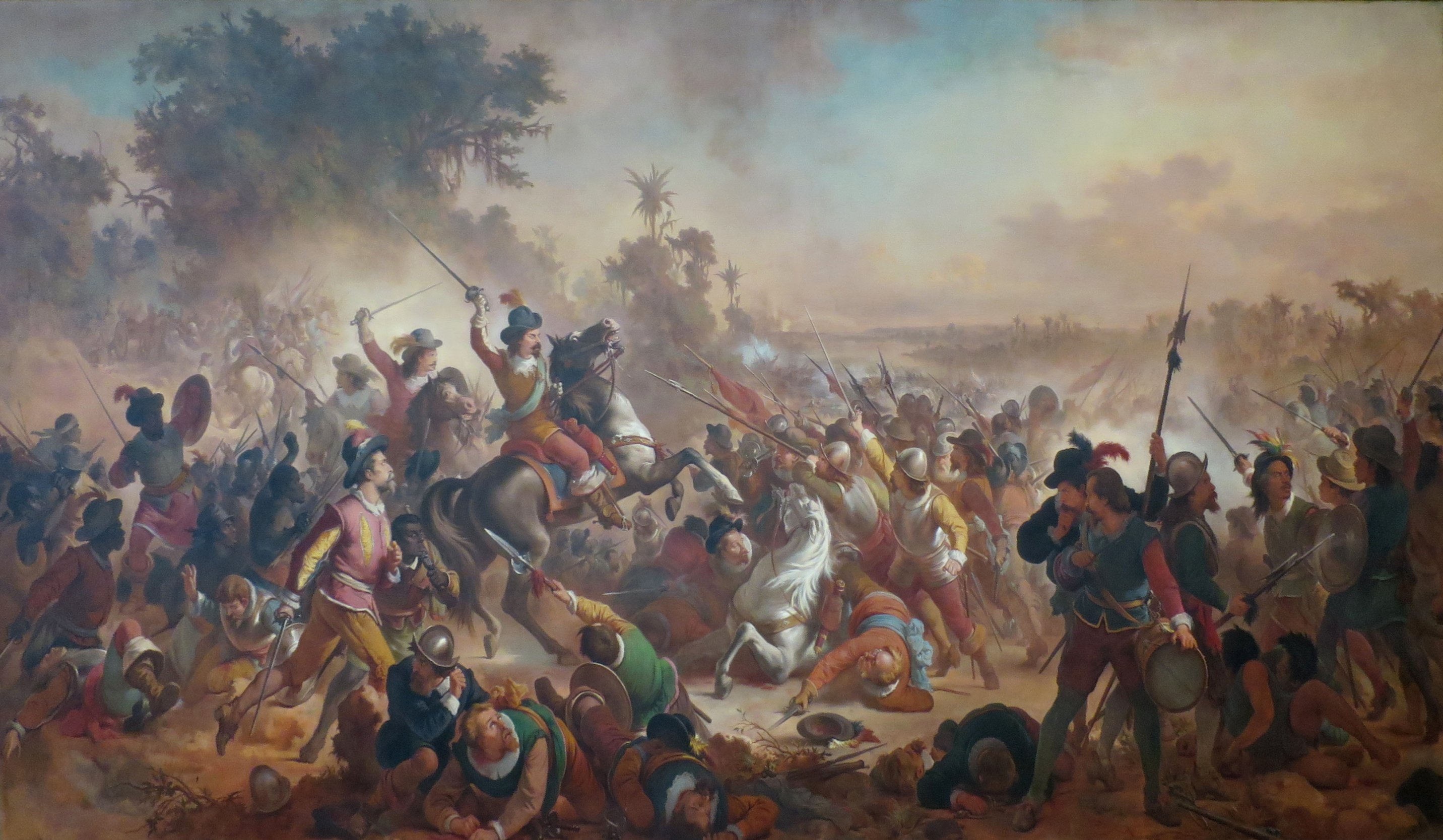
As Batalhas dos Guararapes, episódios decisivos na Insurreição Pernambucana, são consideradas a origem do Exército Brasileiro.

Maurício de Nassau realizou uma política de tolerância religiosa, dando liberdade de culto a católicos e protestantes e permitindo a migração de judeus ao Recife, que passou a abrigar a maior comunidade judaica de todo o continente, e a criação de uma sinagoga, a Kahal Zur Israel, inaugurada em 1642 e considerada a primeira das Américas.
Devido aos seus altos gastos com a colonização no Nordeste e a concessão de empréstimos aos senhores de engenhos, Nassau foi exonerado do governo pela Companhia das Índias Ocidentais em 1643. Isso desagradou à população pernambucana, que se rebelou contra os holandeses na Insurreição Pernambucana, iniciada em 1645. Com a chegada gradativa de reforços portugueses, os holandeses por fim foram expulsos em 1654, na segunda Batalha dos Guararapes. Foi nesta ocasião que se diz ter nascido o Exército brasileiro.

#### Após os holandeses
Após os holandeses serem expulsos do Brasil, levaram a cana-de-açúcar para suas colônias nas Antilhas e forneceram a planta para os espanhóis, ingleses e franceses, que também passaram a cultivá-la nas suas colônias no Caribe. Com isso, o ciclo do açúcar entrou em declínio. No entanto, o cultivo de cana continuou sendo uma importante atividade econômica para a Zona da Mata nordestina por muito tempo.
Entre 1694 e 1695, bandeirantes destruíram o Quilombo dos Palmares, localizado na Serra da Barriga (Alagoas), fundado por escravos fugidos dos engenhos de açúcar ao longo dos cem anos anteriores.
No final do século XVII, jazidas de ouro foram descobertas em Minas Gerais e o Sudeste se tornou o principal eixo econômico do Brasil. Com isso, acentuou-se a decadência econômica do Nordeste. A mudança do eixo econômico brasileiro teve como consequência a transferência da capital de Salvador para o Rio de Janeiro em 1763.
No século XVIII, ganharam destaque, ao lado do açúcar, dois produtos agrícolas. O tabaco, cultivado na Bahia e em Alagoas e utilizado para trocar por escravizados na África, atingiu seu auge. No contexto da Revolução Industrial e Guerra de Independência dos EUA, o algodão passou a ser cultivado em larga escala, sobretudo no Maranhão, nesse local com amplo emprego da mão-de-obra africana escravizada, mas também em Pernambuco, neste com o uso predominante da mão-de-obra livre.
Ao longo da segunda metade do século XVIII, circularam entre a elite brasileira, incluindo a nordestina, ideais liberais e iluministas. Com isso, surgiram movimentos separatistas contra o domínio colonial, os quais fracassaram: a Conjuração Baiana (1798) – com forte participação das camadas populares – e a Revolução Pernambucana (1817).

### Império
Após a proclamação da independência do Brasil, em 1822, as províncias da Bahia, Piauí, Maranhão e Grão-Pará continuaram sob domínio português e só se integraram à nação brasileira no ano seguinte, após a derrota das tropas portuguesas.
Em 1824, várias províncias nordestinas tentaram se separar em reação ao autoritarismo do imperador Dom Pedro I, na chamada Confederação do Equador.
A instabilidade política, o centralismo administrativo e a marginalização de províncias distantes do Rio de Janeiro levaram a diversas revoltas no período regencial (1831-40), dentre as quais no Nordeste estão a Cabanada (PE, 1832-4), Revolta dos Malês (BA, 1835), Sabinada (BA, 1837-8) e Balaiada (MA, 1838-41).
Posteriormente, já no Segundo Reinado, ocorreu em Pernambuco a Revolução Praieira (1848), inspirada nas revoluções que ocorriam na Europa naquele tempo. Essa foi a última grande revolta do Império do Brasil.
Entre 1877 e 1879, grande parte do Sertão Nordestino foi assolada por uma grave seca, conhecida como Grande Seca, em que a região mais afetada foi a do Ceará. Embora a região seja sempre afetada por secas, essa foi a mais grave da história. Além do grande número de mortos, milhares de sertanejos tiveram que migrar, sobretudo para a Amazônia.

### República
Durante a República Velha (1889-1930), o interior do Nordeste esteve sob o domínio de oligarquias locais denominadas coronéis, que impunham seu poder por meio da violência e medo. Como exemplos de reação ao coronelismo e a sua opressão, estão a comunidade messiânica de Canudos, no interior da Bahia, que existiu nos primeiros anos da República e foi destruída na Guerra de Canudos (1896-7), e o Cangaço, nome dado a movimentos banditistas que agiam no semiárido nordestino compostos por sertanejos armados, que perdeu força após a morte de seu mais conhecido líder, Lampião, em 1938.
No Governo Juscelino Kubitschek (1956-61), foi criada a Sudene - Superintendência de Desenvolvimento do Nordeste – com o objetivo de promover o desenvolvimento dessa região do Brasil. Nas décadas seguintes, no contexto dos governos desenvolvimentistas da República Populista e Ditadura Militar, com os investimentos da Sudene e incentivos fiscais, houve um processo de industrialização ao redor de Salvador, Fortaleza e Recife e um desenvolvimento da agropecuária, inicialmente sobretudo na região do Vale do São Francisco.

## Geografia

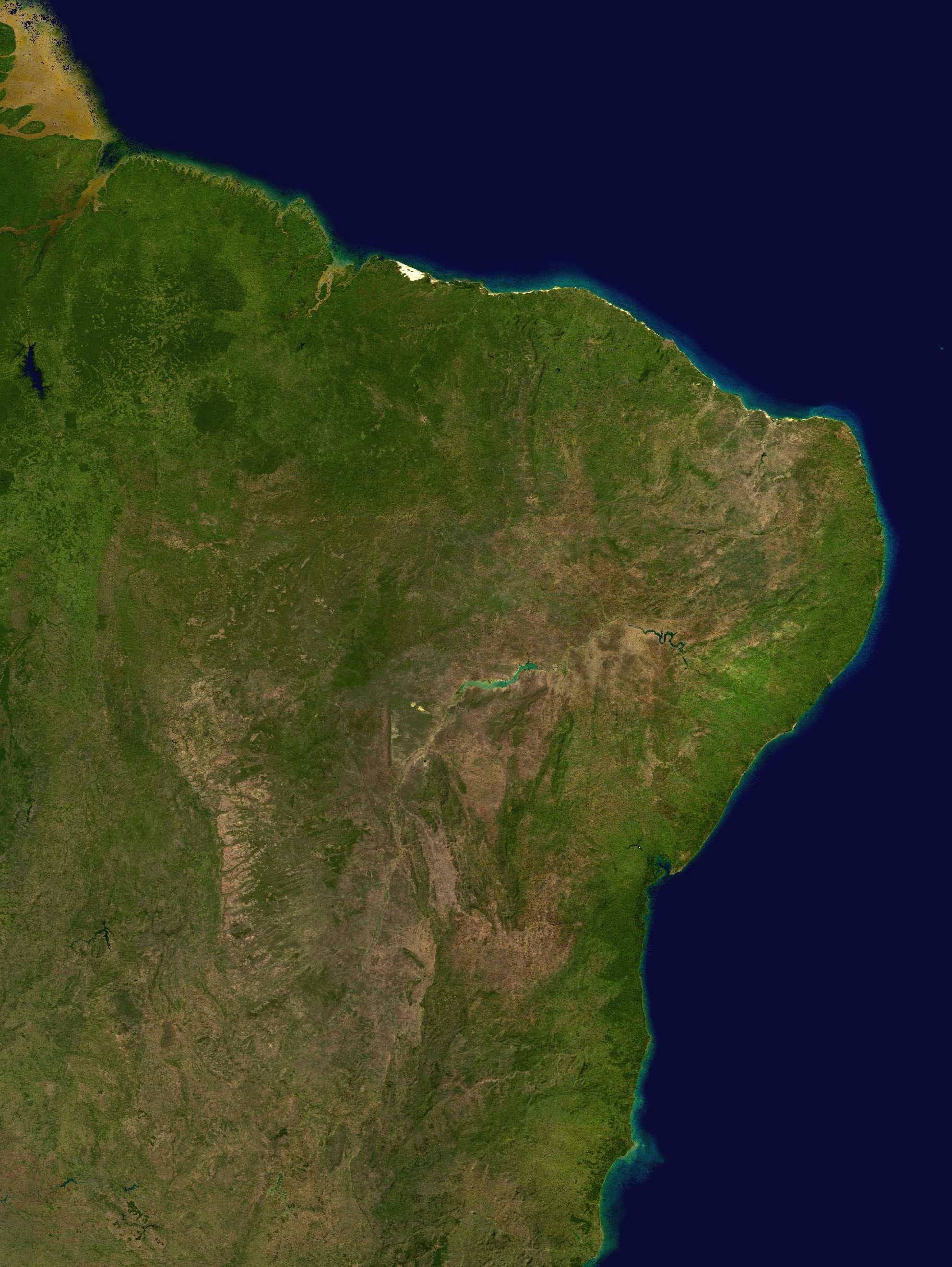
Imagem de satélite da NASA mostrando a Região Nordeste do Brasil e partes do Norte, Sudeste e Centro-Oeste.

A área do Nordeste brasileiro é de 1 554 291,744 km², equivalente a 18% do território nacional e é a região que possui a maior costa litorânea. A região possui os estados com a maior e a menor costa litorânea, respectivamente Bahia, com 932 km de litoral e Piauí, com 60 km de litoral. A região toda possui 3 338 km de praias.
Está situado entre os paralelos de 07° 12' 35" de latitude sul e 48° 20' 07" de latitude sul e entre os meridianos de 34° 47' 30" e 48° 45' 24", a oeste do meridiano de Greenwich. Limita-se a norte e a leste com o oceano Atlântico, ao sul com os estados de Minas Gerais e Espírito Santo e a oeste com os estados do Pará, Tocantins e Goiás.

### Relevo
Uma das características do relevo nordestino é a existência de dois antigos e extensos planaltos, o Borborema e a bacia do rio Parnaíba e de algumas áreas altas e planas que formam as chamadas chapadas, como a Diamantina, onde se localiza o ponto mais elevado da região, o Pico do Barbado, com 2 033 metros de altitude, na Bahia, e a do Araripe, nas divisas entre os Estados do Ceará, Piauí, Pernambuco e a Paraíba. Entre essas regiões há algumas depressões, nas quais está localizado o sertão, região de clima semiárido.
Segundo o professor Jurandyr Ross, que com sua equipe compilou informações do Projeto Radam (Radar da Amazônia) e mostrou uma divisão do relevo brasileiro mais rica e subdivida em 28 unidades, no Nordeste ficam localizados os já citados planalto da Borborema e planaltos e chapadas da bacia do rio Parnaíba, a depressão Sertaneja-São Francisco e parte dos planaltos e serras do leste-sudeste, além das planícies e tabuleiros litorâneos.

### Clima

Mapa climático da Região Nordeste do Brasil segundo Köppen-Geiger.

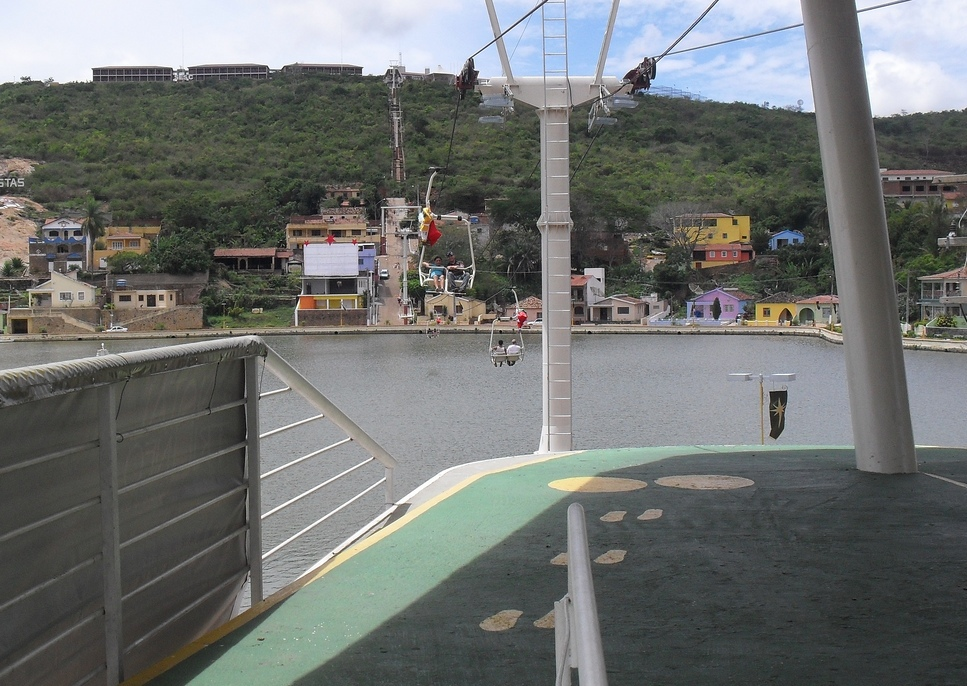
Triunfo, no estado de Pernambuco, tem temperatura amena apesar de estar localizada no Semiárido. Isso é possível graças à sua altitude (1 004 m), uma das mais elevadas do sertão nordestino.

A região Nordeste do Brasil apresenta média anual de temperatura entre 20° e 28° C. Nas áreas situadas acima de 200 metros e no litoral oriental, as temperaturas variam de 24° a 26 °C. As médias anuais inferiores a 20 °C encontram-se nas áreas mais elevadas da Chapada Diamantina e do planalto da Borborema. O índice de precipitação anual varia de 300 a 2 000 mm. Quatro tipos de climas estão presentes no Nordeste:
- Clima equatorial: presente em uma pequena parte do estado do Maranhão;
- Clima litorâneo úmido: presente nos litorais da Bahia ao Rio Grande do Norte;
- Clima tropical: presente em boa parte do Maranhão, oeste da Bahia e partes do Ceará e do Piauí;
- Clima semiárido: predominante no sertão e em parte do agreste.

Com precipitação média de chuvas de cerca de 300 milímetros por ano, às quais ocorrem durante no máximo três meses, dando vazão a estiagens que duram às vezes mais de dez meses, Cabaceiras, na Paraíba, tem o título de município mais seco do país. A Região Nordeste encontra-se com 72,24% de seu território dentro do polígono das secas, segundo dados da Organização das Nações Unidas para Agricultura e Alimentação (FAO).

### Vegetação
A vegetação nordestina vai desde a Mata Atlântica no litoral até a Mata dos Cocais no Meio Norte, com ecossistemas como os manguezais, a caatinga, o cerrado, as restingas, dentre outros, que possuem fauna e flora exuberantes, diversas espécies endêmicas e animais ameaçados de extinção.

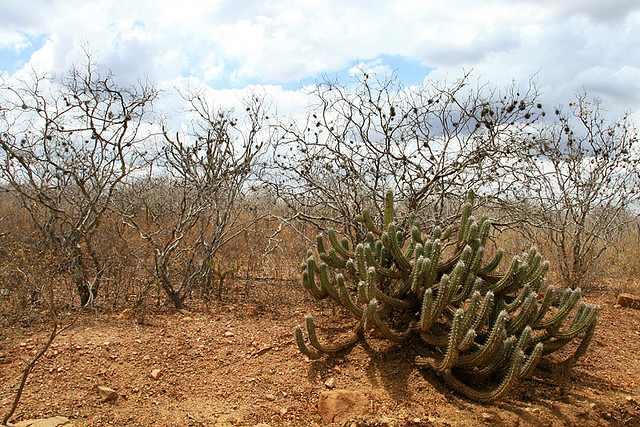
A caatinga, vegetação típica do Sertão nordestino.

- Mata Atlântica: também chamada de Floresta tropical úmida de encosta, a mata atlântica estendia-se originalmente do Ceará até o Rio Grande do Sul, porém, em consequência dos desmatamentos que ocorreram em função principalmente da indústria açucareira, hoje só restam cerca de 5% da vegetação original, dispersos em "ilhas". Foi na mata atlântica nordestina que começou o processo de extração do pau-brasil; existem também florestas semideciduais e úmidas nos estados do Ceará, Rio Grande do Norte, Paraíba e Bahia, que constituem encraves de Mata Atlântica de forma não contínua como no litoral, ocorrendo somente em serras e chapadas do interior desses territórios e caracterizando o chamado brejo de altitude.
- Mata dos cocais: formação vegetal de transição entre os climas semiárido, equatorial e tropical. As espécies principais são o babaçu e a carnaúba, além do buriti. Ocorre em parte do Maranhão, do Piauí, do Ceará, do Rio Grande do Norte e do Tocantins na região Norte. Representa menos de 3% da área do Brasil.
- Cerrado: ocupa 25% do território brasileiro, mas no Nordeste só abrange o sul do estado do Maranhão, o sudoeste do Piauí, o oeste da Bahia, áreas interioranas das regiões Sul e Centro-Sul do Ceará (nestas, ilhadas pela caatinga), Microrregião de Araripina em Pernambuco e algumas áreas da faixa litorânea que vai do Piauí até Sergipe. Apresenta árvores de baixo porte, com galhos retorcidos, com o chão coberto por gramíneas e solos de alta acidez; no Cariri cearense também existe a formação do cerradão, um cerrado com árvores mais altas.
- Caatinga: vegetação típica do sertão, tem como principais espécies o pereiro, a aroeira, as leguminosas e as cactáceas. É uma formação de vegetais xerófitos (vegetais de regiões secas), mas é rica ecologicamente. Ocorre em todos os estados nordestinos exceto no Maranhão.
- Vegetações litorâneas e matas ciliares: na categoria de vegetação litorânea, pode-se incluir os mangues, um rico ecossistema local de moradia e reprodução dos caranguejos e importante para a preservação de rios e lagoas. Também pode-se incluir as restingas e as dunas. As matas ciliares ou matas de galeria são comuns em regiões de cerrados, mas também podem ser vistas na Zona da Mata. São pequenas florestas que acompanham as margens dos rios, onde existe maior concentração de materiais orgânicos no solo, e funcionam como uma proteção para os rios e mares.

### Hidrografia

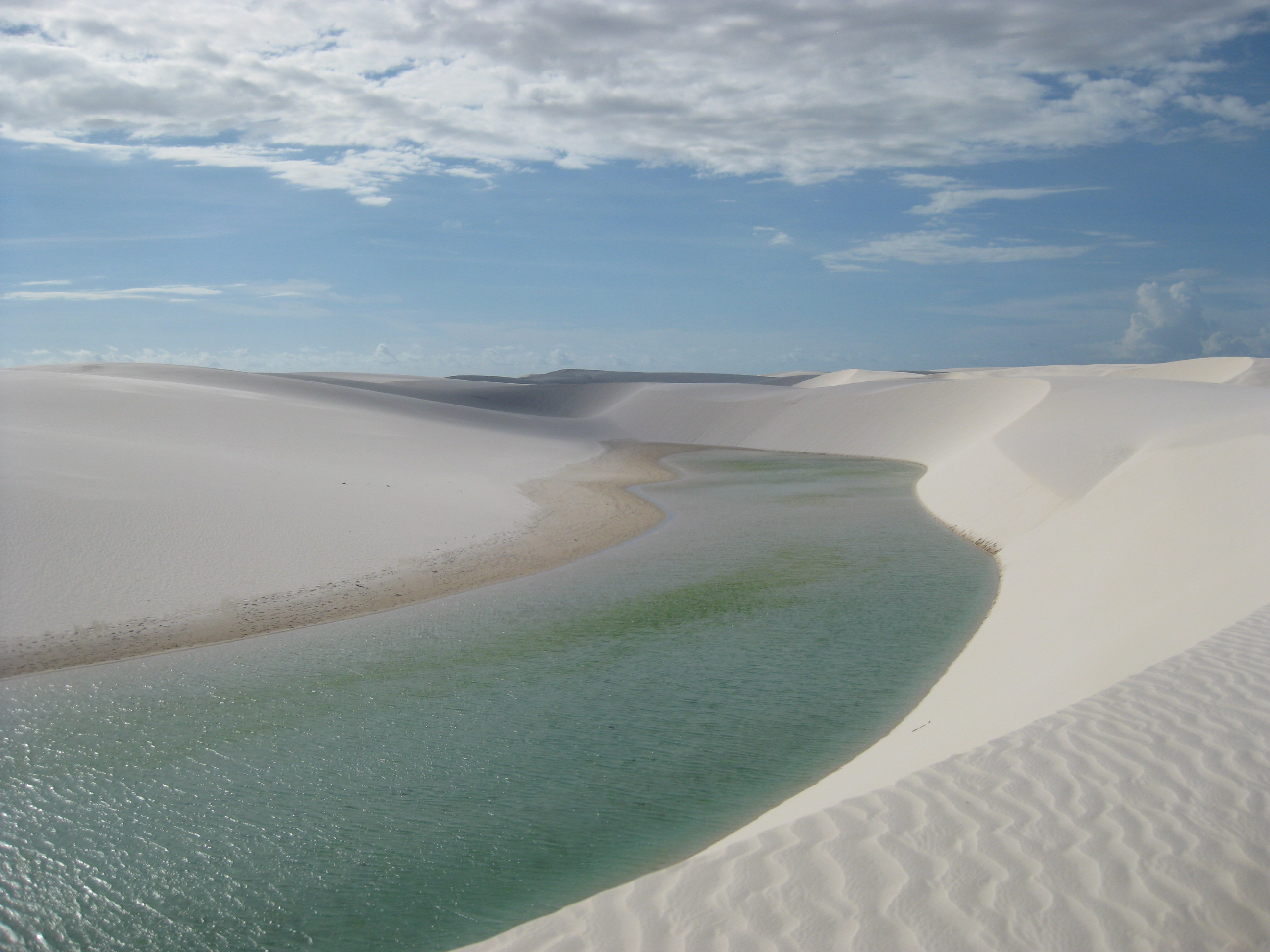
Parque Nacional dos Lençóis Maranhenses, no estado do Maranhão.

As bacias hidrográficas do Nordeste são:
- Bacia do São Francisco: é a principal da região, formada pelos rios São Francisco e seus afluentes. As principais atividades econômicas são: agricultura irrigada, pesca, piscicultura, navegação e produção de energia elétrica pelas hidrelétricas de Três Marias, Sobradinho, Paulo Afonso, Luiz Gonzaga e a de Xingó. A bacia delimita as divisas naturais de Bahia com Pernambuco e também de Sergipe e Alagoas, que é onde está localizada sua foz.
- Bacia do Parnaíba: é a segunda mais importante, ocupando uma área de cerca de 344 112 km² (3,9% do território nacional) e drena quase todo o estado do Piauí, parte do Maranhão e Ceará. O rio Parnaíba é um dos poucos no mundo a possuir um delta em mar aberto, com uma área de manguezal de aproximadamente, 2 700 km².
- Bacia do Atlântico Nordeste Oriental: ocupa uma área de 287 384 km², abrangendo seis estados: Piauí, Ceará, Pernambuco, Alagoas, Paraíba e Rio Grande do Norte . Os rios principais são o Jaguaribe, Piranhas-Açú, Apodi, Acaraú, Curimataú, Mundaú, Paraíba, Capibaribe,  Ipojuca e Una (esses três últimos no estado de Pernambuco).
- Bacia do Atlântico Nordeste Ocidental: situada entre o Nordeste e a região Norte, fica localizada, quase que em sua totalidade, no estado do Maranhão. Algumas de suas sub-bacias constituem ricos ecossistemas, como manguezais, babaçuais e várzeas. Os rios principais são o Gurupi, Turiaçu, Mearim, e Itapecuru.
- Bacia do Atlântico Leste: compreende uma área de 364 677 km², dividida entre dois estados do Nordeste (Bahia e Sergipe) e dois do Sudeste (Minas Gerais e Espírito Santo). Na bacia, a pesca é utilizada como atividade de subsistência.

### Zonas geográficas

Sub-regiões do Nordeste: Meio-Norte, Sertão, Agreste e Zona da Mata.

Em função de suas diferentes características físicas, a região Nordeste é dividida em quatro zonas ou sub-regiões:
- Meio-Norte: É uma faixa de transição entre a Amazônia e o Sertão nordestino. Engloba o estado do Maranhão e o oeste do estado do Piauí. Esta zona geográfica também é conhecida como Mata dos Cocais. No litoral, chove cerca de 2 000 mm anuais. Indo mais para o leste ou para o interior, esse número cai para 1 500 mm anuais, e, no sul do Piauí, uma região mais parecida com o Sertão, chove em média 700 mm por ano.
- Sertão: Está localizado, em quase sua totalidade, no interior da Região Nordeste, sendo sua maior zona geográfica. Possui clima semiárido. Em estados como Ceará e Rio Grande do Norte chega a alcançar o litoral, e, descendo mais ao sul, alcança a divisa entre Bahia e Minas Gerais. As chuvas nesta sub-região são irregulares e escassas, ocorrendo constantes períodos de estiagem. A vegetação típica é a caatinga.
- Agreste: É uma faixa de transição entre o Sertão e a Zona da Mata. É a menor zona geográfica da Região Nordeste. Está localizada no alto do Planalto da Borborema, um obstáculo natural para a chegada das chuvas ao sertão. Estende-se do Rio Grande do Norte até o sul da Bahia. Do lado leste do planalto estão as terras mais úmidas (Zona da Mata); do outro lado, para o interior, o clima vai ficando cada vez mais seco (Sertão).
- Zona da Mata: Localizada no leste, entre o Planalto da Borborema e a costa, estende-se do Rio Grande do Norte ao sul da Bahia. As chuvas são abundantes nesta região. Recebeu este nome por ter sido coberta pela Mata Atlântica. Os cultivos de cana-de-açúcar e cacau substituíram as áreas de florestas. É a zona mais desenvolvida da Região Nordeste.[48]

## Demografia
Assim como acontece em todo o território brasileiro, a população nordestina é mal distribuída. Cerca três quintos dela fica concentrada na faixa litorânea e nas principais capitais. No sertão e interior, os níveis de densidade populacional são mais baixos, principalmente por causa do clima semiárido. Ainda assim, a densidade demográfica no semiárido nordestino é uma das mais altas do mundo para esse tipo de área climática.
Segundo dados do IBGE, a região possui mais de 54 milhões de habitantes, quase 30% da população brasileira. É a segunda região mais populosa do país, depois do região Sudeste, e a terceira quanto à densidade demográfica, com 32 hab/km². As maiores cidades nordestinas, em termos populacionais, são: Fortaleza, Salvador, Recife, São Luís, Maceió, Teresina, João Pessoa, Natal, Jaboatão dos Guararapes, Feira de Santana, Aracaju, Campina Grande, Petrolina, Caruaru, Vitória da Conquista, Caucaia, Olinda, Paulista, Camaçari, Juazeiro do Norte, Imperatriz, Mossoró, Parnamirim, São José de Ribamar, Juazeiro, Arapiraca, Maracanaú, Lauro de Freitas, Cabo de Santo Agostinho e Sobral todas com mais de duzentos mil habitantes.
De acordo com os dados do IBGE (2004), 71,5% da dos nordestinos estão em áreas urbanas. A urbanização do Nordeste foi mais lenta em relação ao resto do país, mas se acelerou nas últimas décadas. No período 1991-1996, a população rural no total da população teve queda de 45,8%.

#### Regiões metropolitanas

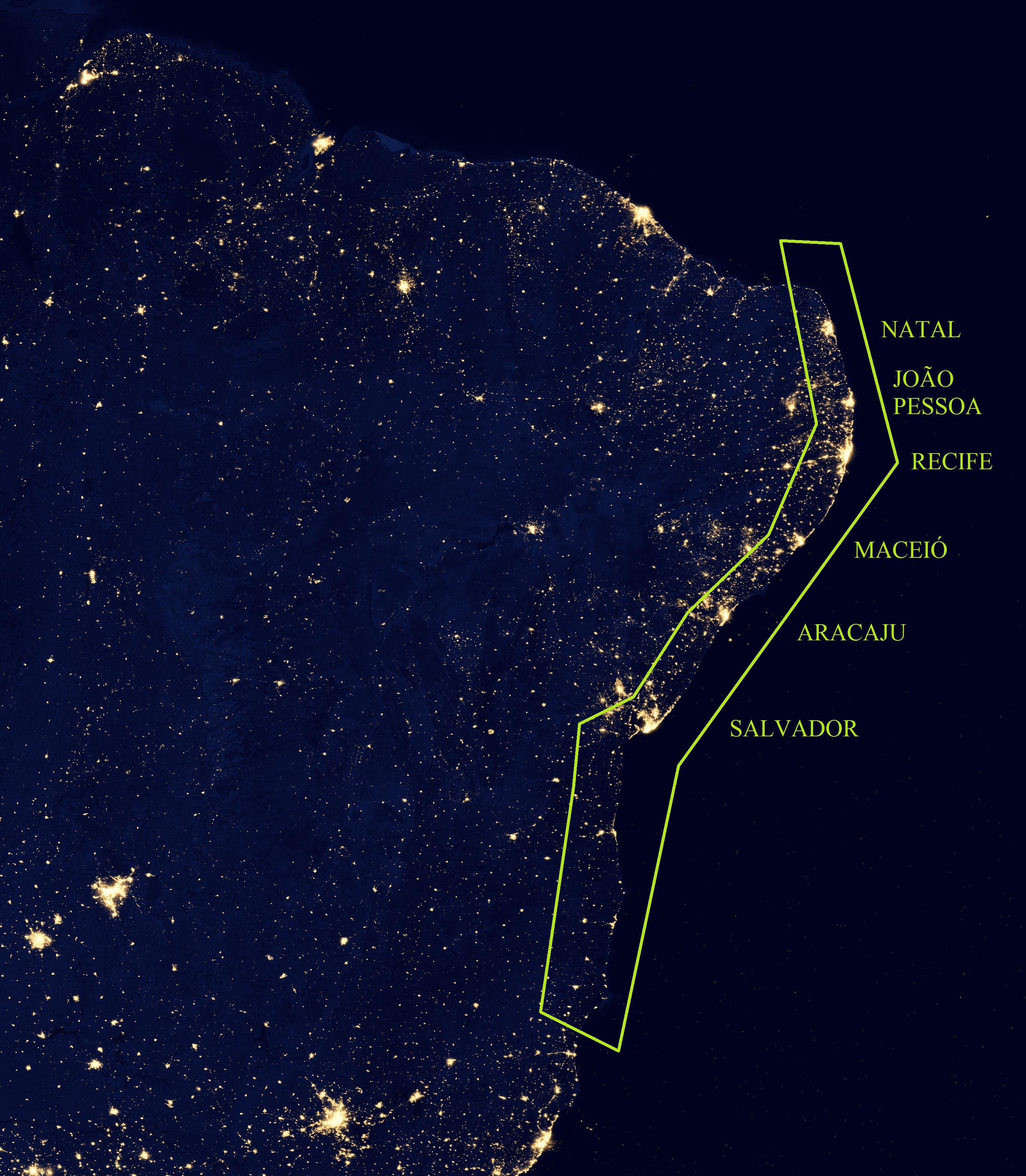
Imagem de satélite noturna destaca a concentração urbana, reconhecida pelas luzes emitidas, na Zona da Mata

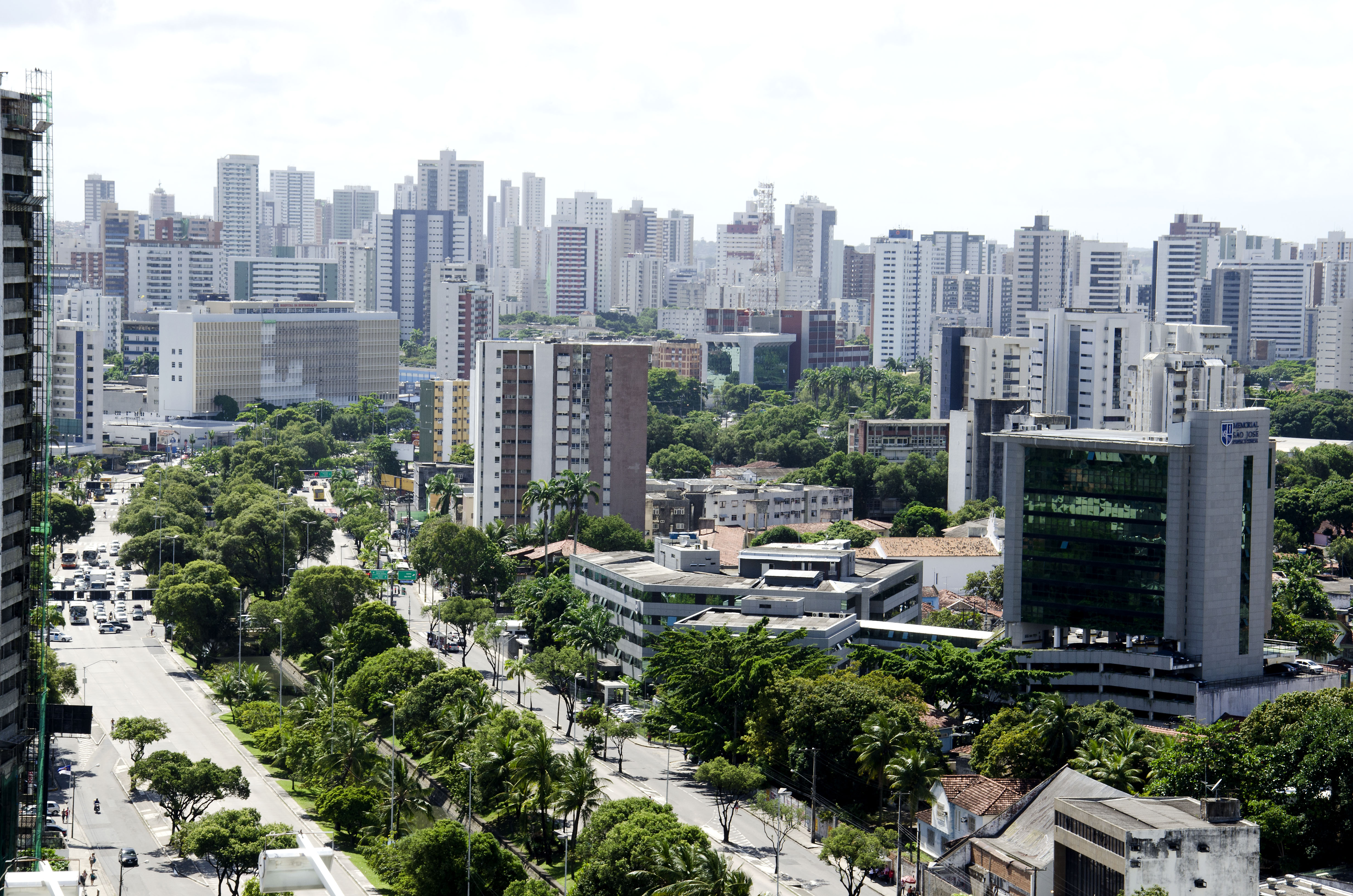
A Região Metropolitana do Recife, no estado de Pernambuco, é o maior aglomerado urbano do Nordeste

A região de Petrolina e Juazeiro e a do Cariri somadas a Sousa configuram uma dinâmica rede urbana triangular no semiárido central do Brasil, nucleada nas capitais regionais Petrolina (PE)/Juazeiro (BA) e Juazeiro do Norte (CE) e no centro sub-regional Sousa (PB)

Todas as capitais da região Nordeste possuem região metropolitana (RM), com exceção de Teresina, que possui região integrada de desenvolvimento econômico (RIDE), por abrigar municípios de diferentes unidades federativas. Além das capitais, outras áreas metropolitanas figuram no interior. As regiões metropolitanas mais antigas são as de Recife, Salvador e Fortaleza, as quais foram criadas pela Lei Complementar Federal do Brasil 14 de 1973, e são também as mais populosas. As outras foram criadas por meio de leis complementares estaduais, como a Região Metropolitana de Feira de Santana.
Todos os nove estados nordestinos possuem ao menos uma área metropolitana em seu território, seja na sua totalidade (como Rio Grande do Norte e Sergipe) ou parcialmente (Piauí). Nesse sentido, Maranhão possui três no total. São duas (São Luís e Sudoeste Maranhense), localizadas integralmente dentro do território maranhense, e outra (Grande Teresina) expande-se pelo Piauí. O estado da Paraíba possui o maior número de regiões metropolitanas (doze no total).
Dados do censo de 2010 do IBGE confirmavam a Região Metropolitana do Recife como a mais populosa do Nordeste Brasileiro, a quinta do Brasil e a 107ª do mundo. A Região Metropolitana de Salvador caiu uma colocação na classificação regional e nacional, sendo ultrapassada pela Região Metropolitana de Fortaleza; esta passa a ocupar a segunda posição no Nordeste, a sexta do Brasil e a 108ª do mundo. No censo de 2022 essa tendência foi novamente confirmada.
| Posição | Região Metropolitana                                 | Estado              | População 2022 |
| ------- | ---------------------------------------------------- | ------------------- | --- |
| 1       | Recife                                               | Pernambuco          | 3.783.639 |
| 2       | Fortaleza                                            | Ceará               | 3.424.978 |
| 3       | Salvador                                             | Bahia               | 3.320.568 |
| 4       | Grande Teresina e conurbação com RM Leste Maranhense | Piauí/ Maranhão     | 1.624.000https://www.ibge.gov.br/cidades-e-estados/ma/codo.html </ref>https://g1.globo.com/ma/maranhao/noticia/2023/06/28/populacao-de-sao-joao-do-soter-ma-e-de-16-889-pessoas-aponta-o-censo-do-ibge.ghtml</ref> |
| 5       | São Luís                                             | Maranhão            | 1.458.836 |
| 6       | Natal                                                | Rio Grande do Norte | 1.263.738 |
| 7       | Maceió                                               | Alagoas             | 1.194.596 |
| 8       | João Pessoa                                          | Paraíba             | 1.173.268 |
| 9       | Aracaju                                              | Sergipe             | 1.019.011 |
| 10      | Polo Petrolina e Juazeiro                            | Pernambuco/ Bahia   | 752 433 |
| 11      | Feira de Santana                                     | Bahia               | 739 615 |
| 12      | Campina Grande                                       | Paraíba             | 630 777 |
| 13      | Cariri                                               | Ceará               | 590 209 |
| 14      | Agreste                                              | Alagoas             | 508 073 |
| 15      | Sobral                                               | Ceará               | 489 272 |
| 16      | Sudoeste Maranhense                                  | Maranhão            | 740 415 |
| 17      | Zona da Mata                                         | Alagoas             | 303 236 |
| 18      | Patos                                                | Paraíba             | 233 768 |
| 19      | Vale do Paraíba                                      | Alagoas             | 210 751 |
| 20      | Guarabira                                            | Paraíba             | 188 060 |
| 21      | Cajazeiras                                           | Paraíba             | 174 671 |
| 22      | Palmeira dos Índios                                  | Alagoas             | 158 812 |
| 23      | Médio Sertão                                         | Alagoas             | 150 638 |
| 24      | Vale do Piancó                                       | Paraíba             | 148 739 |
| 25      | Esperança                                            | Paraíba             | 139 576 |
| 26      | Itabaiana                                            | Paraíba             | 135 487 |
| 27      | Vale do Mamanguape                                   | Paraíba             | 119 049 |
| 28      | Sousa                                                | Paraíba             | 116 093 |
| 29      | Barra de Santa Rosa                                  | Paraíba             | 80 397 |
| 30      | Araruna                                              | Paraíba             | 66 925 |

##### Regiões metropolitanas por número de municípios
| Posição | Nº municípios | Região metropolitana   | Estado              | Cidade-sede           |
| ------- | ------------- | ---------------------- | ------------------- | --------------------- |
| 1       | 24            | RM Patos               | Paraíba             | Patos                 |
| 2       | 20            | RM Guarabira           | Paraíba             | Guarabira             |
| 3       | 19            | RM Campina Grande      | Paraíba             | Campina Grande        |
| 3       | 19            | RM Fortaleza           | Ceará               | Fortaleza             |
| 5       | 18            | RM Sobral              | Ceará               | Sobral                |
| 6       | 17            | RM Vale do Piancó      | Paraíba             | Piancó                |
| 7       | 15            | RM Agreste             | Alagoas             | Arapiraca             |
| 7       | 15            | RM Cajazeiras          | Paraíba             | Cajazeiras            |
| 7       | 15            | RM Recife              | Pernambuco          | Recife                |
| 7       | 15            | RM Zona da Mata        | Alagoas             | União dos Palmares    |
| 11      | 14            | RM Maceió              | Alagoas             | Maceió                |
| 11      | 14            | RM Natal               | Rio Grande do Norte | Natal                 |
| 13      | 13            | RM Salvador            | Bahia               | Salvador              |
| 13      | 13            | RM Grande São Luís     | Maranhão            | São Luís              |
| 13      | 13            | RM Vale do Paraíba     | Alagoas             | Atalaia               |
| 16      | 12            | RM Itabaiana           | Paraíba             | Itabaiana             |
| 16      | 12            | RM João Pessoa         | Paraíba             | João Pessoa           |
| 18      | 9             | RM Esperança           | Paraíba             | Esperança             |
| 18      | 9             | RM Cariri              | Ceará               | Juazeiro do Norte     |
| 18      | 9             | RM Médio Sertão        | Alagoas             | Santana do Ipanema    |
| 18      | 9             | RM Sousa               | Paraíba             | Sousa                 |
| 18      | 9             | RM Vale do Mamanguape  | Paraíba             | Mamanguape            |
| 23      | 8             | RM Barra de Santa Rosa | Paraíba             | Barra de Santa Rosa   |
| 23      | 8             | RM Sudoeste Maranhense | Maranhão            | Imperatriz            |
| 25      | 7             | RM Palmeira dos Índios | Alagoas             | Palmeira dos Índios   |
| 25      | 7             | RM Sertão              | Alagoas             | Delmiro Gouveia       |
| 27      | 6             | RM Araruna             | Paraíba             | Araruna               |
| 27      | 6             | RM Feira de Santana    | Bahia               | Feira de Santana      |
| 29      | 5             | RM Caetés              | Alagoas             | São Miguel dos Campos |
| 29      | 5             | RM São Francisco       | Alagoas             | Penedo                |
| 31      | 4             | RM Aracaju             | Sergipe             | Aracaju               |

### Composição étnica
| Cor/Raça (2009)    | Cor/Raça (2009) |
| ------------------ | --------------- |
| Parda              | 62,7%           |
| Branca             | 28,8%           |
| Negra              | 8,1%            |
| Indígena e amarela | 0,3%            |

Segundo pesquisa do IBGE de 2018, a população do Nordeste autodeclarou-se da seguinte maneira: pardos (63,2%), brancos (24,6%), pretos (11,30%) e outros (0,9%).

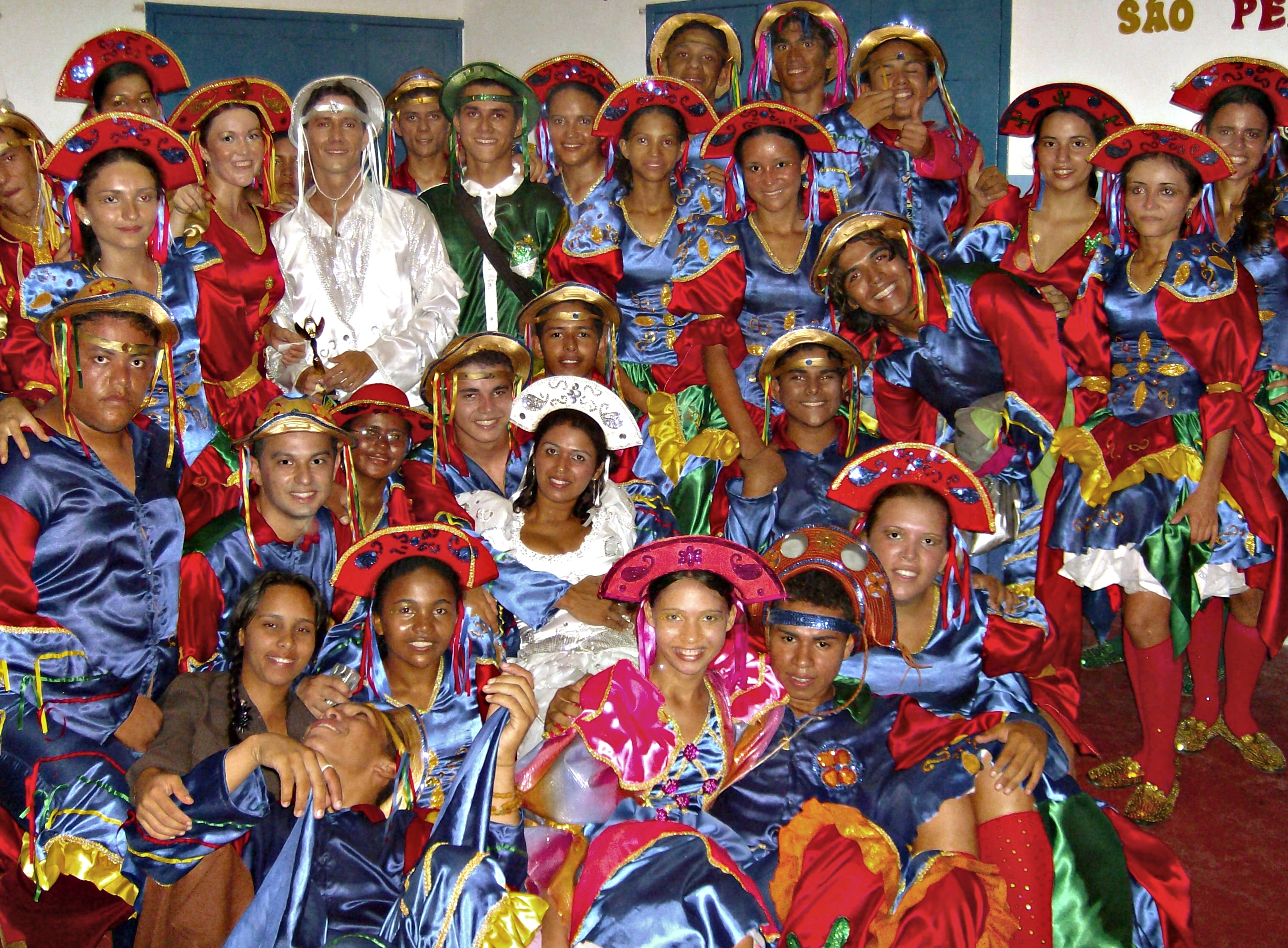
Quadrilha junina em Belém, na Paraíba.

Segundo o censo de 2010, os estados com maior população branca são Pernambuco (36,6%), Paraíba (36,4%) e Rio Grande do Norte (36,3%); os com maior população negra, Bahia (16,8%), Maranhão (6,6%) e Piauí (5,9%); os com maior população indígena, Maranhão (0,9%), Bahia (0,3%) e Paraíba (0,3%); e os com maior população parda, Piauí (69,9%), Maranhão (68,6%) e Alagoas (67,7%).
A população do Nordeste, assim como a do resto do Brasil, foi formada por três grupos: o indígena, o europeu e o africano subsaariano.
O povoamento do Nordeste brasileiro ocorreu basicamente durante o período colonial. O Nordeste foi a primeira região brasileira a ser ocupada pelos portugueses e também foi a primeira a trazer escravos africanos, no século XVI. A região foi muito pouco influenciada pelas imigrações europeias e asiáticas, dos séculos XIX e XX, que tiveram papel relevante no povoamento dos estados do centro-sul brasileiro.
O antropólogo Darcy Ribeiro dividiu o povoamento do Nordeste em duas áreas específicas: a crioula e a sertaneja. A região crioula refere-se à "configuração histórico‐cultural resultante da implantação da economia açucareira e de seus complementos e anexos na faixa litorânea do Nordeste brasileiro, que vai do Rio Grande do Norte à Bahia", de populações surgidas "da fusão racial de brancos, índios e negros". Por sua vez, a área sertaneja abarca as regiões que "começam pela orla descontínua ainda úmida do agreste e prosseguem com as enormes extensões semiáridas das caatingas", onde a economia se desenvolveu em torno da criação de gado e o povoamento foi realizado por "brancos pobres" e "mestiços dos núcleos litorâneos", com uma contribuição indígena significativa, porquanto "o fenótipo típico dos povos indígenas originais daqueles sertões se imprimiu  na vaquejada e nos nordestinos em geral".

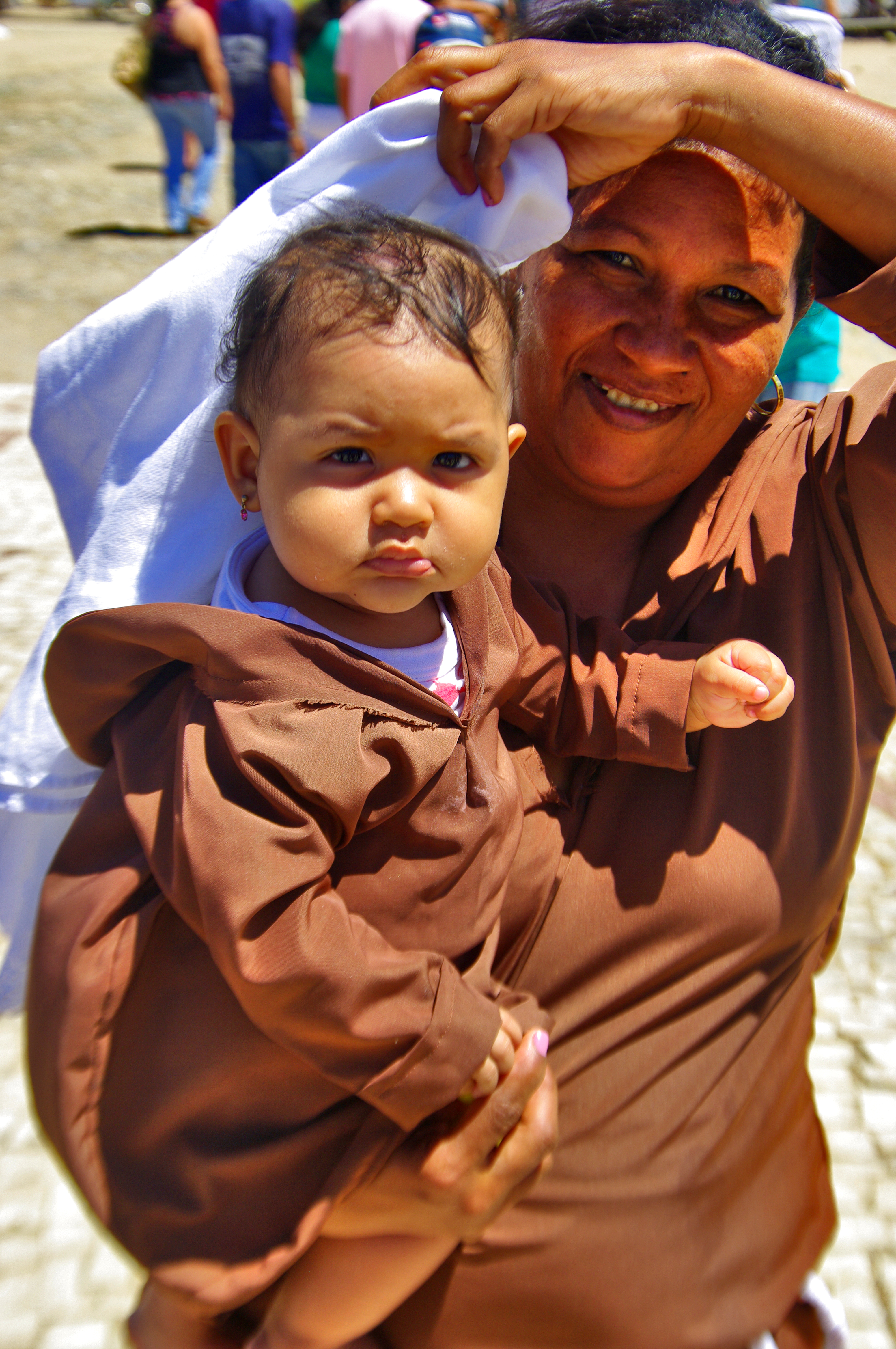
Mulher e bebê em Canindé, Ceará.

Diversos estudos genéticos mostram que a ancestralidade europeia predomina em todos os estados nordestinos analisados. Um estudo sugere que o grau de ancestralidade ameríndia ou africana varia regionalmente. Por meio da análise do DNA mitocondrial (transmitido por mulheres), verificou-se que, da metade do Piauí para cima, o DNA mitocondrial indígena predomina, e da metade do Piauí para baixo, cresce a proporção de DNA mitocondrial de origem africana. A região açucareira do litoral nordestino demandou grande número de escravos africanos trabalhando nos engenhos. Por sua vez, o interior do Nordeste sempre foi uma região muito pobre e de economia baseada na criação de gado, existindo ali um excesso de mão de obra livre branca e mestiça, portanto nunca houve a necessidade de importar grande número de escravos africanos. Essas diferenças econômicas resultaram em diferentes formas de povoamento e explicam a variabilidade de fenótipos encontrados nas diferentes regiões nordestinas.
Os africanos subsaarianos trazidos para o Nordeste eram predominantemente oriundos de Angola, do Congo ou de Moçambique, sendo a exceção o estado da Bahia, que recebeu muitos africanos da Nigéria, de Gana ou do Benim.
A contribuição genética neerlandesa no Nordeste, após os holandeses terem controlado a região por 25 anos, suscita divergências. Segundo Leonardo Dantas Silva, após a reconquista do território pelos portugueses, "não foram poucos os [holandeses] que ficaram, visto estarem unidos a mulheres da terra, com famílias e propriedades estabelecidas". Ele ainda afirma que os "tipos alvos, de cabelos louros e olhos claros, encontrados em comunidades do interior do Nordeste brasileiro" seriam descendentes deles.
Já Sônia Luyten afirma que "Alguns autores que se dedicaram ao assunto são unânimes ao dizer que praticamente nada de duradouro foi deixado aqui pelos holandeses, a não ser alguns fortes e poucos traços de cultura". Afirma, ainda, que o fato de haver nordestinos de cabelos louros não quer dizer que sejam descendentes de holandeses, até porque pessoas louras também existem na população portuguesa. De fato, não se sabe quantos holandeses viveram no Brasil ou quantos permaneceram após a retomada do território pelos portugueses, e Portugal foi a única fonte significativa de imigrantes europeus no Brasil, até 1808.
Segundo estudo genético de 2020 e outro de 2015, a ancestralidade europeia dos nordestinos é basicamente ibérica (portuguesa) e os nordestinos são geneticamente mais distantes da população holandesa. Outro estudo genético, de 2018, mostra que a ancestralidade portuguesa é a predominante em todas as regiões brasileiras, com exceção do Sul, onde as ancestralidades italiana e alemã são igualmente significativas.

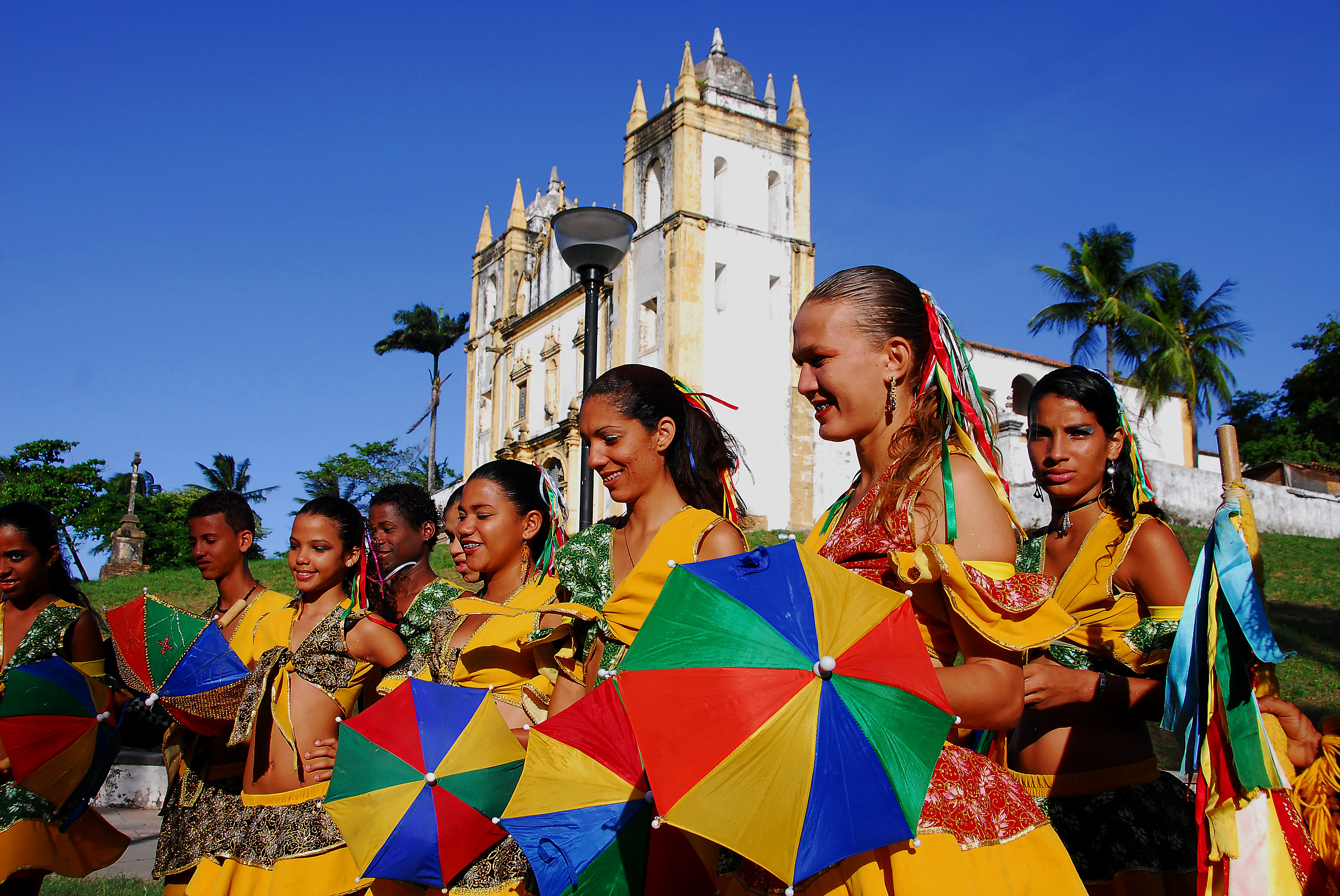
Dançarinos de frevo, em Olinda.

Segundo o professor José Luiz da Mota Menezes, essa valorização excessiva do passado holandês advém de uma vontade que algumas pessoas do Nordeste têm de se diferenciar dos outros brasileiros: "As pessoas tendem a se identificar com uma característica que seja diferente, única. No caso daqui, essa ocupação [holandesa] dá o diferencial em relação a todo o País".
Também existem relatos orais de que judeus sefarditas fugiram para o sertão nordestino, após o fim do domínio holandês. Porém, segundo Daniel Breda, do Arquivo Histórico Judaico no Recife, não existe nenhum estudo que comprove que isso ocorreu. Segundo ele, não existem descendentes de judeus praticantes do período holandês vivendo no Nordeste, pois todos fugiram do Brasil quando os portugueses retomaram o controle do território, uma vez que foram ameaçados pela Inquisição. O que há no Brasil são descendentes de judeus que já haviam se convertido há gerações ao catolicismo, os chamados cristãos-novos. De qualquer maneira, um estudo genético de 2018 afirma que a contribuição genética judaica sefardita no povo brasileiro é de apenas 1%.

#### Estudos genéticos

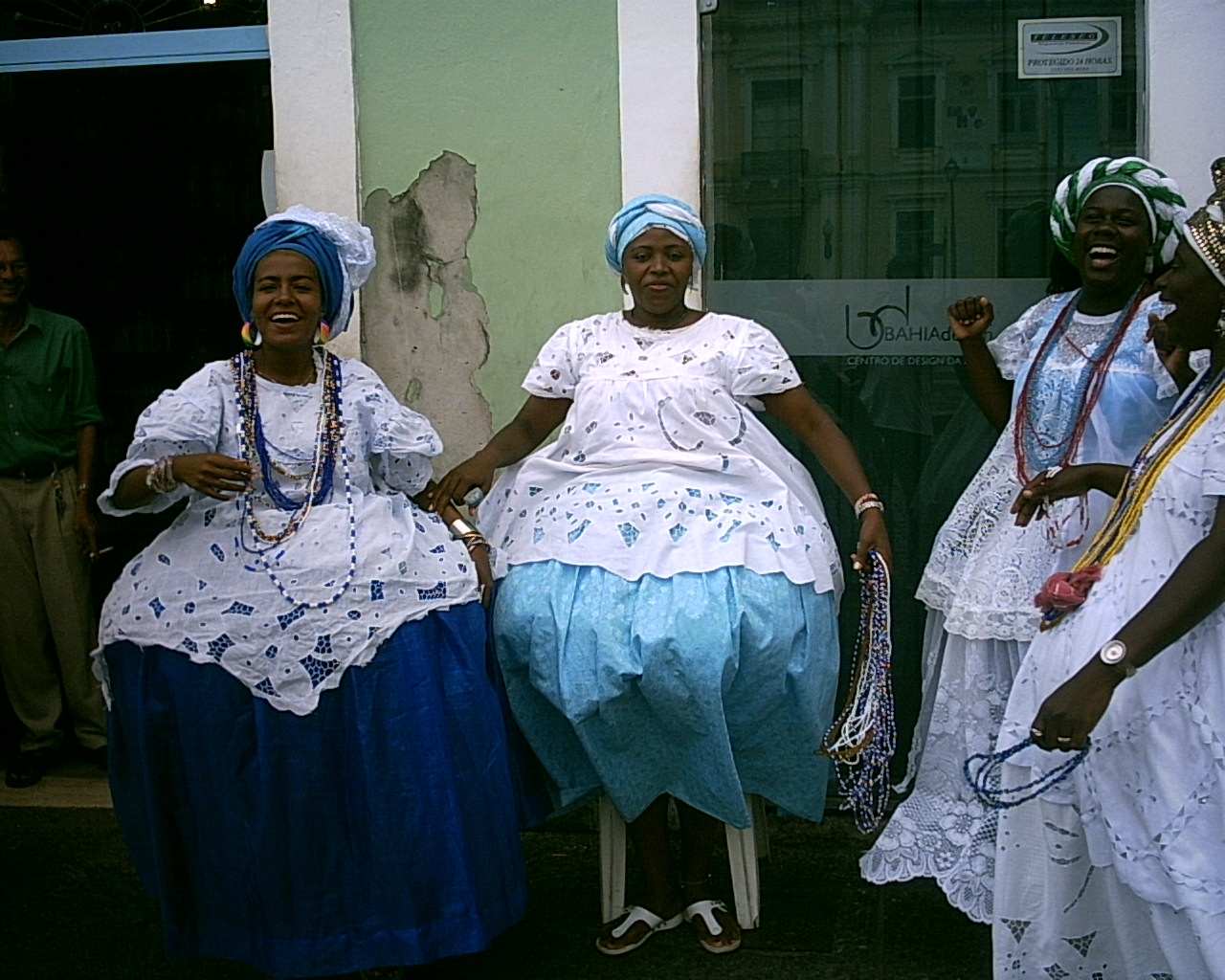
Salvador, Bahia, é a cidade com o maior número de afrodescendentes do Brasil; porém, o município com o maior percentual de indivíduos da raça negra no país é Riacho Frio-PI (61,71%). Bahia (16,8%), Maranhão (6,6%) e Piauí (5,9%) são os estados nordestinos com maior porcentagem de negros.

De acordo com estudo genético de 2017, todos os nordestinos têm algum grau de ancestralidade europeia, indígena e africana. Os brasileiros do Nordeste têm uma ancestralidade média que é 57% europeia, 20% ameríndia e 23% africana, embora a proporção de mistura de cada componente apresentou variações individuais (19-95%, 2–49% e 4–67%, respectivamente).
De acordo com o estudo autossômico de 2011, levado a cabo pelo geneticista brasileiro Sérgio Pena, o componente europeu é o predominante na população do Nordeste, com contribuições africanas e indígenas. De acordo com o estudo realizado, a composição do Nordeste pode assim ser descrita: 60,10% de herança europeia, 29,30% de herança africana e 8,90% indígena. Esse estudo foi realizado com base em doadores de sangue, sendo que a maior parte dos doadores de sangue no Brasil vêm das classes mais baixas (além de enfermeiros e demais pessoas que laboram em entidades de saúde pública, representando bem, assim, a população brasileira).
O mesmo estudo constatou que os brasileiros de diferentes regiões são geneticamente muito mais homogêneos do que se esperava, como consequência do predomínio europeu (o que já havia sido mostrado por vários outros estudos genéticos autossômicos, como se pode ver abaixo). “Pelos critérios de cor e raça até hoje usados no censo, tínhamos a visão do Brasil como um mosaico heterogêneo, como se o Sul e o Norte abrigassem dois povos diferentes”, comenta o geneticista. “O estudo vem mostrar que o Brasil é um país muito mais integrado do que pensávamos.” A homogeneidade brasileira é, portanto, muito maior entre as regiões do que dentro delas, o que valoriza a heterogeneidade individual. Essa conclusão do trabalho indica que características como cor da pele são, na verdade, arbitrárias para categorizar a população.
Segundo um estudo genético autossômico de 2009, a herança europeia é a dominante no Nordeste, respondendo por 66,70% da população, o restante sendo africana (23,30%) e ameríndia (10%). Já de acordo com um estudo genético autossômico feito em 2010 pela Universidade Católica de Brasília, publicado no American Journal of Human Biology, a herança genética europeia é a predominante no Brasil, respondendo por volta de 80% do total, sendo que no Sul esse percentual sobe para 90%. Os resultados também mostravam que, no Brasil, indicadores de aparência física, como cor da pele, dos olhos e dos cabelos, têm relativamente pouca relação com a ascendência de cada pessoa (ou seja, o fenótipo de uma pessoa não indica claramente o seu genótipo). De acordo com esse estudo, a contribuição europeia responde por 77,40% da ancestralidade dos nordestinos, a africana, 13,60% e a indígena, 8,90%. Esse estudo foi realizado com base em amostras de testes de paternidade gratuitos, conforme exposto pelos pesquisadores: "os teste de paternidade foram gratuitos, as amostras da população envolvem pessoas de variável perfil socioeconômico, embora provavelmente com um viés em direção ao grupo dos 'pardos'".

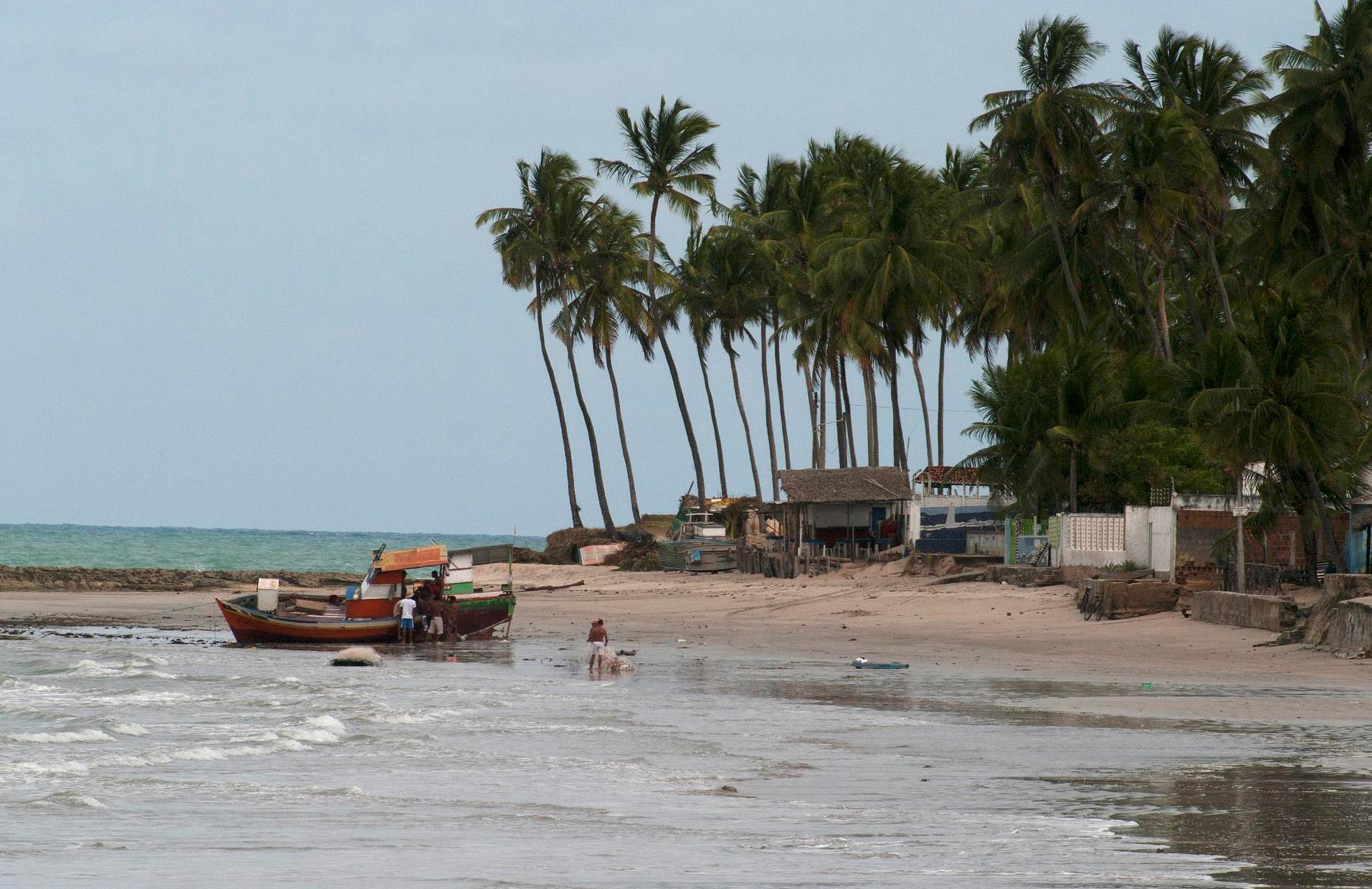
Baía da Traição, no estado da Paraíba, abriga a maior população indígena do nordeste brasileiro. É território tradicional dos índios Potiguara.

De acordo com um estudo genético realizado em 1965, pelos pesquisadores norte-americanos D. F. Roberts e R. W. Hiorns, "Methods of Analysis of a Hybrid Population" (em Human Biology, vol. 37, number 1), a ancestralIdade Média do nordestino é predominantemente europeia (grau por volta de 65%), com contribuições menores, mas importantes, da África e dos indígenas brasileiros (25% e 9% respectivamente).
Já de acordo com um estudo de DNA autossômico mais antigo (de 2003), a herança no Nordeste pode assim ser caracterizada: 75% de ancestralidade europeia, 15% africana e 10% indígena. Os pesquisadores foram cautelosos quanto à conclusão do estudo, já que ele foi feito com base em amostras de pessoas que fizeram o teste de paternidade, o que poder ter contribuído, em parte, para alterar os resultados de certa maneira.
Segundo um estudo genético do ano 2000, feito por um laboratório brasileiro, em torno de 1/5 dos nordestinos (19%) possuem um haplogrupo paterno tipo 2 originário da Europa, uma porcentagem maior que a presente (13%) na população portuguesa. Esse "excesso" na frequência do haplogrupo 2 poderia ser devido à influência genética da miscigenação com colonizadores holandeses, que estiveram no Nordeste entre 1630 e 1654. Na época da invasão holandesa, embora a miscigenação não tenha sido oficialmente estimulada, há relatos de uniões interraciais. A ausência de mulheres holandesas estimulou a união e mesmo o casamento de oficiais e colonos holandeses com filhas de abastados senhores de engenho luso-brasileiros.
Análises genéticas podem revelar ancestralidade europeia em pessoas negras e mulatas. O cantor Djavan, de Alagoas, bem como o pai da atriz Ildi Silva, da Bahia, por exemplo, descobriram que possuem ancestralidade europeia na linhagem paterna, o que atribuem a hipotéticos ancestrais holandeses.
No interior de Pernambuco, especialmente no Sertão do Araripe e em comunidades do Agreste, há pessoas de pele bem clara, cabelos louros e olhos claros. A tradição oral afirma que seriam descendentes de holandeses que se esconderam durante a Insurreição Pernambucana. Um grupo exemplar deste fenômeno são os Gangarras do Bandeira, do município de Brejo da Madre de Deus. Porém, segundo o estudo genético feito nessa população, não foi observada a presença de haplogrupos holandeses. O estudo mostrou que os habitantes de Gangarras do Bandeira são miscigenados, com uma ancestralidade 37% ameríndia, 31,5% africana e 31,5% europeia.
Estudos genéticos realizados em habitantes de capitais nordestinas têm confirmado a origem mestiça dessa população, formada pela miscigenação de europeus, africanos e índios. A contribuição de cada etnia varia de capital para capital, sendo que a europeia é a mais preponderante. Por exemplo, para a população de Natal, a ancestralidade encontrada foi 58% europeia, 25% africana e  17% indígena. Para a população de Aracaju, 62% europeia, 34% africana e 4% indígena. No caso de São Luís, a ancestralidade encontrada foi 42% europeia, 39% ameríndia e 19% africana. Em Salvador a ancestralidade predominante é africana (49,2%), seguida pela europeia (36,3%) e indígena (14,5%). O estudo também concluiu que soteropolitanos que possuem sobrenome com conotação religiosa tendem a ter maior grau de ancestralidade africana (54,9%) e a pertencer a classes sociais menos favorecidas. Já a ancestralidade de migrantes nordestinos que moram em São Paulo seria de 59% europeia, 30% africana e 11% indígena, de acordo com um estudo muito antigo de 1965, baseado em polimorfismos sanguíneos. De acordo com um outro estudo, de 1997, para toda a população nordestina, a ancestralidade estimada seria de 51% europeia, 36% africana e 13% indígena. De acordo com um estudo genético de 2011, pardos e brancos de Fortaleza, que constituem a maior parte da população, apresentaram ancestralidade europeia (por volta de 70%) sendo o restante basicamente dividido em importantes contribuições africana e indígena. De acordo com um estudo genético de 2015, a população de Fortaleza tem a seguinte composição genética: 48,9% de contribuição europeia, 35,4% de contribuição indígena e 15,7% de contribuição africana. De acordo com um estudo genético de 2013, a composição genética da população de Pernambuco é 56,8% europeia, 27,9% africana e  15,3% ameríndia. No mesmo ano, outro estudo realizado em Alagoas concluiu que a composição genética de 54,7% da população do estado é europeia, 26,6% africana e 18,7% ameríndia.
Indivíduos braquicéfalos são comuns em parte do sertão nordestino, especialmente na área que hoje compreende o estado do Ceará. Essa característica peculiar foi herdada dos seus antepassados: os índios cariris. Parte da população parda cearense, que corresponde a 66,1% da população total do estado, compartilha essa característica, além de brancos e pretos que também possuem. Alguns povos de outros países têm o mesmo tipo de crânio.

### Fluxos migratórios

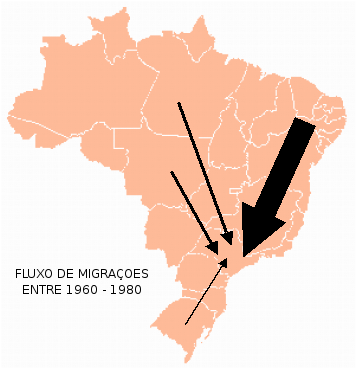
Mapa da migração no Brasil entre as décadas de 1960 e 1980.

Devido à enorme desigualdade de renda, à grande concentração fundiária e ao problema da seca no Sertão Nordestino, o Nordeste é desde a época império de D. Pedro II e especialmente na segunda metade do século XX uma região de forte repulsão populacional. Devido à oferta de empregos em outras regiões do Brasil, principalmente nas décadas de 60, 70 e 80, a migração nordestina tem sido destaque na dinâmica populacional brasileira, em especial nas regiões Norte e Sudeste do Brasil.
Na década de 1990, entretanto, devido às crises econômicas e à saturação dos mercados de várias grandes cidades, a oferta de empregos diminuiu, a qualidade da educação piorou e a renda continuou mal distribuída, fazendo com que a maioria dos nordestinos que haviam migrado, fugindo da miséria, e seus descendentes continuassem com estrutura de vida precária. Por causa da visão propagada em décadas anteriores, o suposto ideal imaginário que se formou em relação à região Sudeste e da promessa de uma qualidade de vida melhor, de fácil oportunidade de emprego, salários mais altos, entre outros; iludido por esse sonho, quando um nordestino migra para o Sudeste em busca de uma melhoria na qualidade de vida, normalmente acaba encontrando o contrário, além de sofrer, não raro, preconceito social no dia-a-dia.[carece de fontes?]
Nos últimos anos, o movimento tradicional de emigração tem reduzido ou até se invertido na região Nordeste. Segundo o estudo "Nova geoeconomia do emprego no Brasil", da Universidade Estadual de Campinas (Unicamp), os estados do Ceará, Paraíba, Sergipe e Rio Grande do Norte receberam mais migrantes entre 1999 e 2004 do que enviaram para outras regiões. O estado da Paraíba, segundo a mesma pesquisa, foi o exemplo mais radical da transformação por que tem passado os padrões migratórios na região: inverteu o padrão migratório do saldo negativo de 61 mil pessoas para o saldo positivo de 45 mil. Em todos os outros estados que continuam a contar com um saldo migratório negativo, o número de migrantes diminuiu no mesmo período analisado: no Maranhão, diminuiu de 173 mil para 77 mil; em Pernambuco, de 115 mil para 24 mil; e na Bahia, de 267 mil para 84 mil.

### Problemas sociais

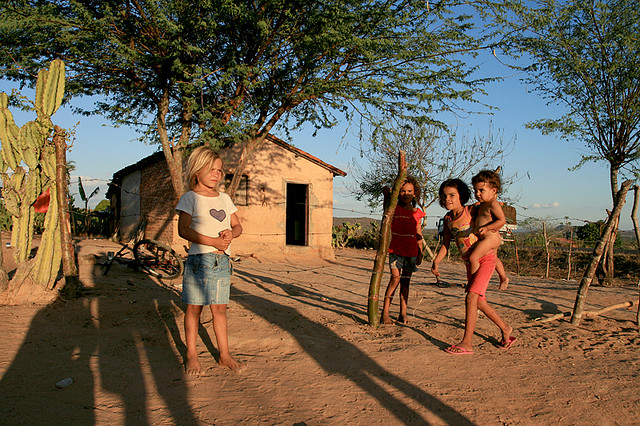
No sertão nordestino ainda existem vítimas das estiagens, que são constantes. Os estados com maior concentração de pobreza extrema são Maranhão, Alagoas e Piauí.

A região nordeste do Brasil mantém problemas históricos: agricultura atrasada e pouco diversificada, grandes latifundiários, concentração de renda e uma indústria pouco diversificada e de baixa produtividade; além do fenômeno natural de secas constantes (ver: Polígono das secas). As distintas características entre o nordeste e outras regiões do país, além de acentuar as desigualdades regionais, formaram um cenário propício à migração nordestina, em especial às áreas urbanas.[carece de fontes?]
No entanto, apesar de vir apresentando grande melhora nos últimos anos no que tange à qualidade de vida de sua população, tem ainda os mais baixos indicadores socioeconômicos do país, tais como o Índice de Desenvolvimento Humano (IDH). Os baixos indicadores são mais graves nas áreas rurais e no sertão nordestino, que sofre longos períodos sem chuva; no entanto, seus indicadores são melhores que os de países como África do Sul (maior economia do continente africano), Bolívia e Guiana. 18,7% dos nordestinos eram analfabetos em 2009 segundo informação divulgada pelo Instituto Brasileiro de Geografia e Estatística (IBGE); e, segundo o Ibope, 22% eram beneficiados pelo programa de transferência de renda Bolsa Família em 2010. A taxa de fecundidade do Nordeste era de 2,04 filhos por mulher em 2009, acima da média nacional (1,94 filho por mulher) e das taxas das regiões Sudeste (1,75 filho por mulher), Sul (1,92 filho por mulher) e Centro-Oeste (1,93 filho por mulher), e abaixo da taxa da Região Norte (2,51 filhos por mulher). Ressalte-se que a taxa de natalidade nordestina está abaixo da taxa de reposição populacional, que é de 2,1 filhos por mulher – duas crianças substituem os pais e a fração 0,1 é necessária para compensar os indivíduos que morrem antes de atingir a idade reprodutiva – e é semelhante às taxas de alguns países desenvolvidos, a exemplo dos Estados Unidos e da Islândia (ambos com taxa de 2,05 filhos por mulher).

## Política

### Fórum dos Governadores e Consórcio Nordeste
Durante o Fórum dos Governadores do Nordeste de 2019, os governos dos estados nordestinos, com respaldo na Lei Federal nº 11 107, de 6 de abril de 2005, instituíram o Consórcio Interestadual de Desenvolvimento Sustentável do Nordeste, com denominação de Consórcio Nordeste. Entidade com natureza jurídica de autarquia de consorcio público que, entre outras, tem a finalidade de fortalecimento das capacidades dos entes consorciados com a fusão de recursos e desenvolvimento de sinergias.

## Economia

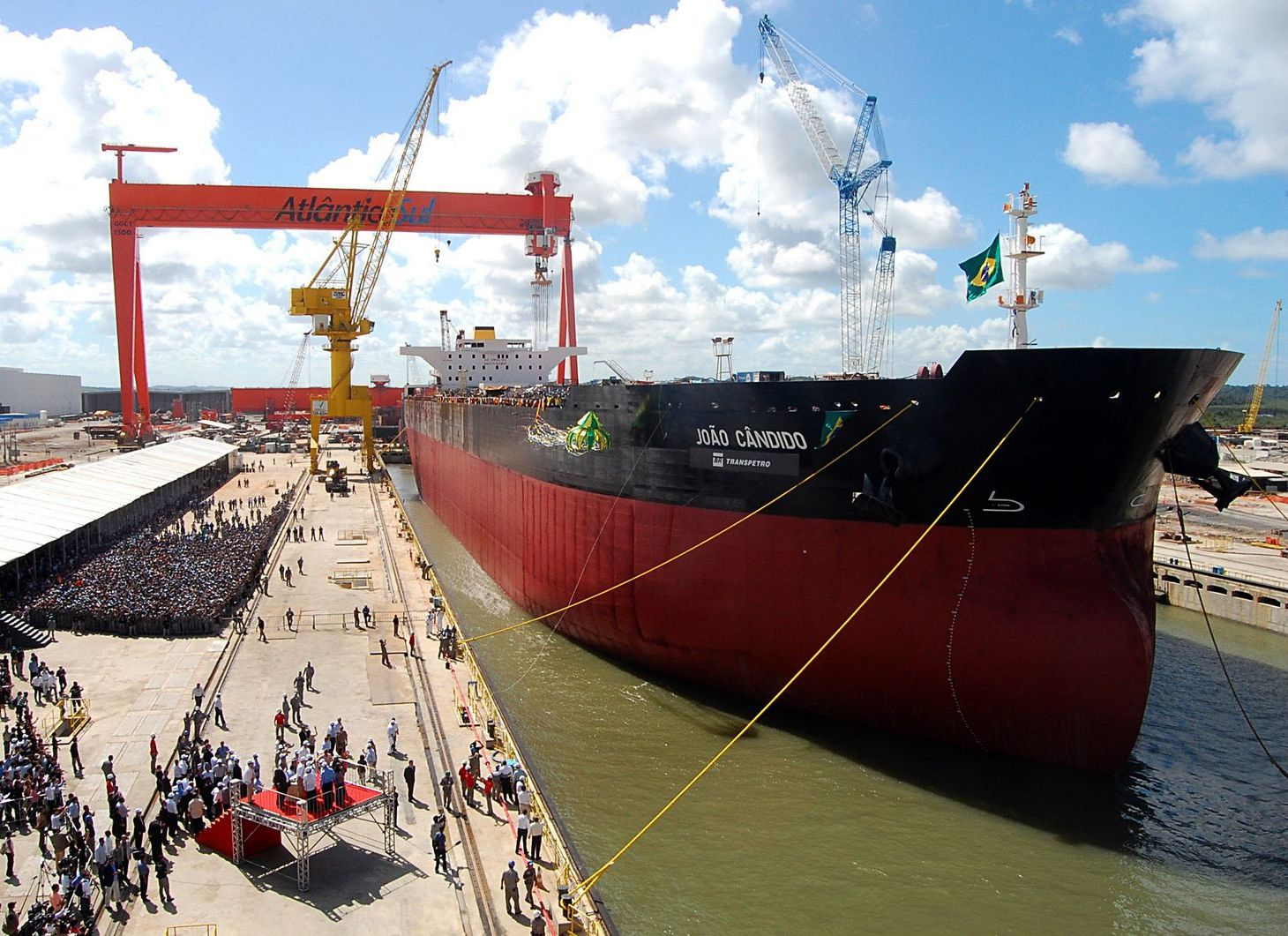
O PIB de Pernambuco cresceu 15,78% em 2010, mais que o dobro da média nacional do mesmo ano, que ficou em 7,5%. O Complexo Industrial de Suape, responsável por esse crescimento, abriga empreendimentos como o Estaleiro Atlântico Sul. O petroleiro João Cândido (na foto) foi o primeiro navio lançado pela indústria naval pernambucana.

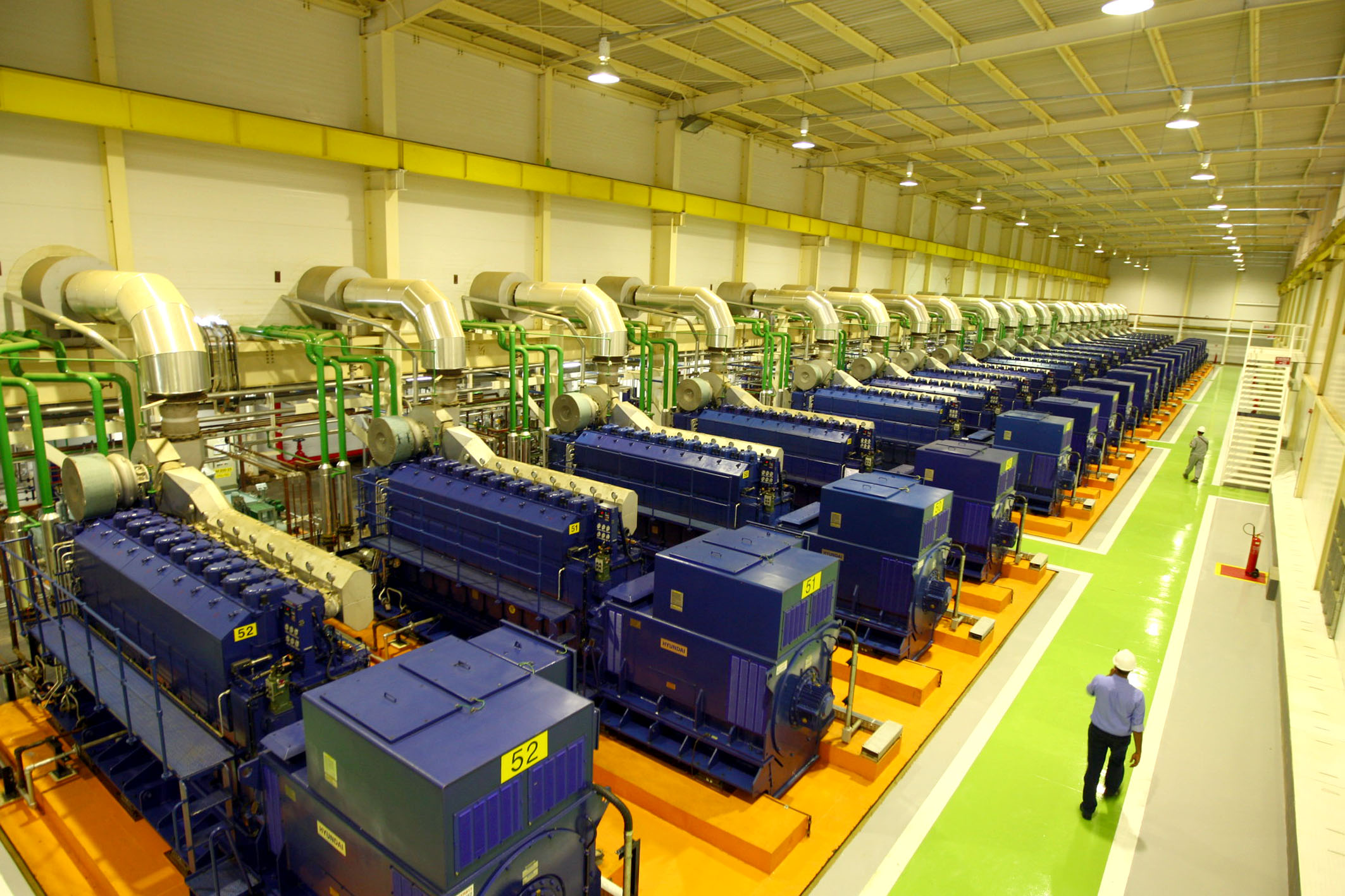
O Polo Industrial de Camaçari, no estado da Bahia, é o maior complexo industrial integrado do Hemisfério Sul.

A economia da Região Nordeste do Brasil foi a base histórica do começo da economia do Brasil, já que as atividades em torno do pau-brasil e da cana-de-açúcar predominaram e foram iniciadas no Nordeste do Brasil. O Nordeste foi a região mais rica do país até meados do século XVIII.
A Região Nordeste é, atualmente, a terceira maior economia do Brasil entre as grandes regiões. Sua participação no Produto Interno Bruto brasileiro foi de 13,4% em 2011, após a Região Sul (16,2% de participação no PIB) e à frente da Região Centro-Oeste (9,6% de participação no PIB). Ainda assim, é a região com o mais baixo PIB per capita. A distribuição de renda nessa região melhorou significativamente na década de 2000: segundo dados da Pesquisa Nacional por Amostra de Domicílios (Pnad) 2009, a renda média no Nordeste sofreu um aumento real (já descontada a inflação) de 28,8% entre 2004 e 2009, passando de R$ 570 para R$ 734. Entre 2008 e 2009, o incremento foi de 2,7%. Foi a região que apresentou o maior incremento no salário médio do trabalhador nesse período.
Em 2011 seu PIB nominal era de R$ 555,3 bilhões, superando o de países como Chile, Singapura e Portugal; e seu PIB nominal per capita, de R$ 10 379,55, superando o de países como Ucrânia, Tailândia e China. As maiores economias da Região Nordeste são, respectivamente, Bahia, Pernambuco e Ceará, estados que concentram, juntos, 8,5% do PIB nacional. Já os estados nordestinos com maior PIB per capita são Sergipe, Pernambuco, Bahia e Rio Grande do Norte, seguidos por Alagoas, Ceará, Paraíba e Piauí. Em 2011, Ipojuca, em Pernambuco, era o município com maior PIB per capita da Região Nordeste, com R$ 116.198,31, além de décimo sexto do Brasil. Outros municípios nordestinos também figuravam entre os 100 com maior PIB per capita do país, como Guamaré-RN, São Francisco do Conde-BA, Cairu-BA e Candeias-BA. Em contrapartida, no Nordeste também está localizada a cidade com o terceiro menor PIB per capita do Brasil: São Vicente Ferrer, no Maranhão, com R$ 2 679,66. Os 56 municípios de menor PIB per capita (que correspondem a 1,0% dos 5 570 municípios do país) tinham PIB per capita inferior a R$ 3 492,99 e estavam localizados em seis estados: Maranhão (19), Alagoas (7), Piauí (7), Bahia (6) e Ceará (1), na Região Nordeste; e Pará (16), na Região Norte. Entre os estados nordestinos, apenas Rio Grande do Norte, Paraíba, Pernambuco e Sergipe não possuem município com PIB per capita inferior a R$ 4 000,00.
A capacidade energética instalada é de 10.761 MW.
A Região Nordeste goza desde o final da década de 2000 de um forte crescimento econômico. Mesmo durante a Grande Recessão a Região apresentou aumento no PIB: enquanto o PIB do Brasil recuou 0,2% em 2009, o PIB de Pernambuco cresceu 4%; o PIB do Ceará, 3,4%; e o PIB da Bahia, 2,2%. Esse crescimento amenizou o impacto da maior crise do capitalismo dos últimos 80 anos na economia brasileira.
O Banco do Nordeste aumentou para 8,3% a projeção de crescimento para o Produto Interno Bruto (PIB) do Nordeste em 2010. A previsão é de que o acréscimo seja superior ao do Brasil, cuja evolução deve ser de 7,5% em 2010.

### Agricultura

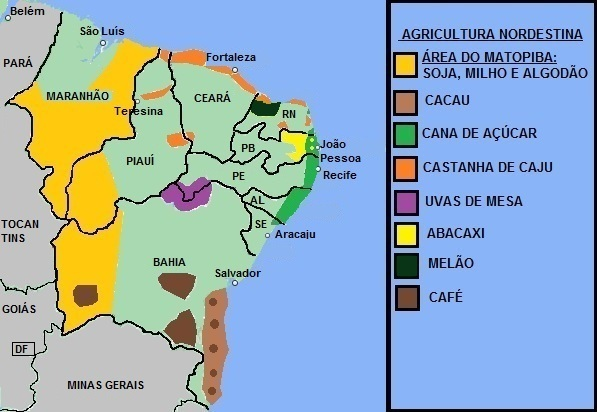
Alguns dos principais cultivos do Nordeste do Brasil.

A região é grande produtora de castanha de caju, cana-de-açúcar, cacau, algodão e frutas tropicais em geral (principalmente coco, mamão, melão, banana, manga, abacaxi e guaraná). Possui também produções relevantes de soja, milho, feijão, mandioca, laranja, café e uva.

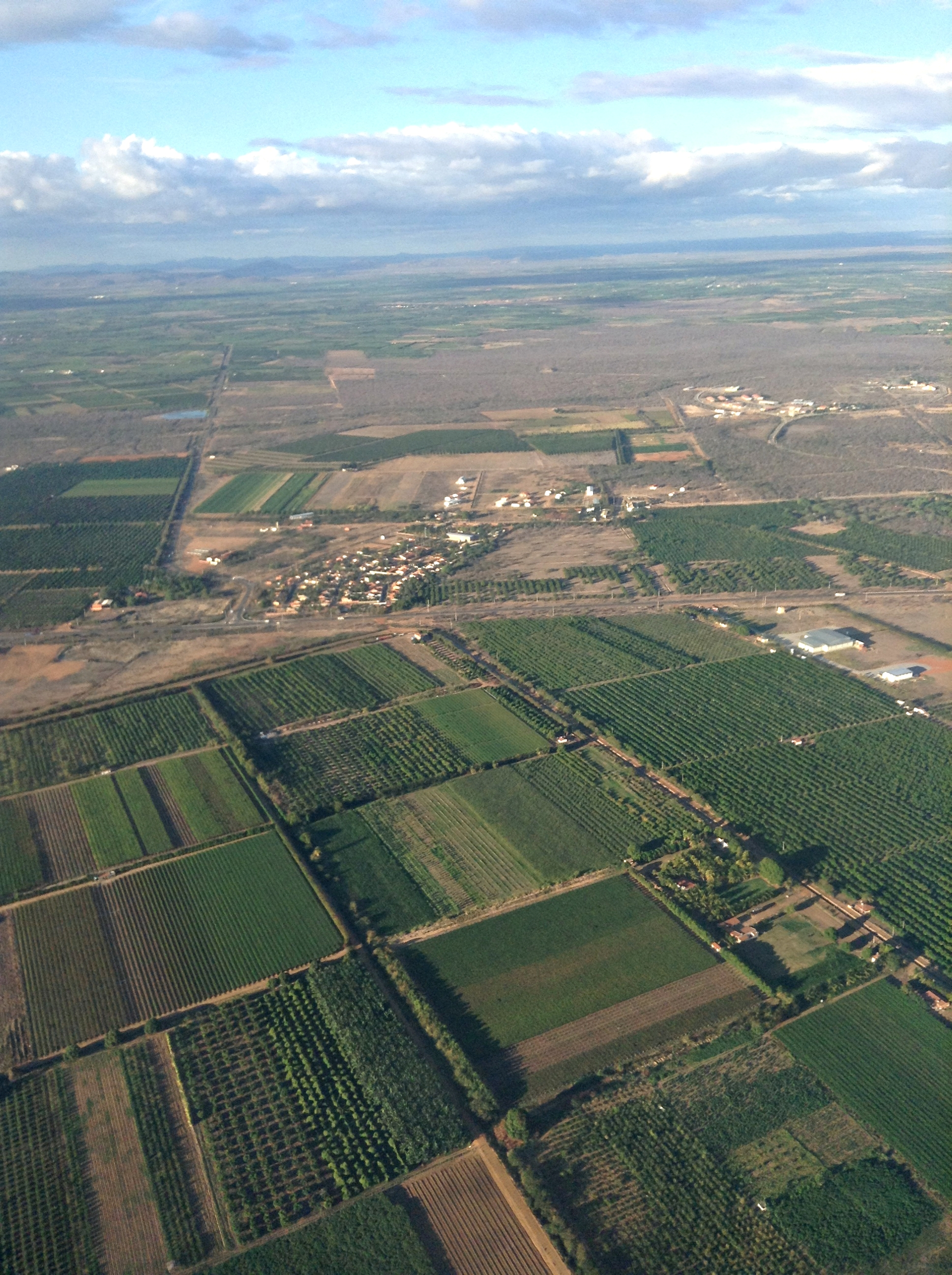
Plantação irrigada de uva na região semiárida do Submédio Vale do São Francisco, Petrolina, Pernambuco.

Em 2017, a Região Nordeste foi a maior produtora de coco do país, com 74,0% da produção nacional. A Bahia produziu 351 milhões de frutos, o Sergipe, 234 milhões, e o Ceará 187 milhões. Porém, o setor vem sofrendo forte concorrência e perdendo mercado para Indonésia, Filipinas e Índia, os maiores produtores mundiais, que chegam a exportar água de coco para o Brasil. Além dos problemas climáticos, a baixa produtividade dos coqueiros na Região Nordeste é o resultado de fatores relacionados à variedade de coco explorada e ao nível tecnológico empregado nas regiões litorâneas. Nessas áreas, ainda predomina o sistema de cultivo semiextrativista, com baixa fertilidade e sem adoção de práticas de manejo cultural. Os três estados que possuem as maiores produções, Bahia, Sergipe e Ceará, apresentam rendimento três vezes menor que o de Pernambuco, que está em 5º na produção nacional. Isso porque grande parte dos coqueirais desses três estados estão localizados em zonas litorâneas e cultivados em sistemas semiextrativistas.

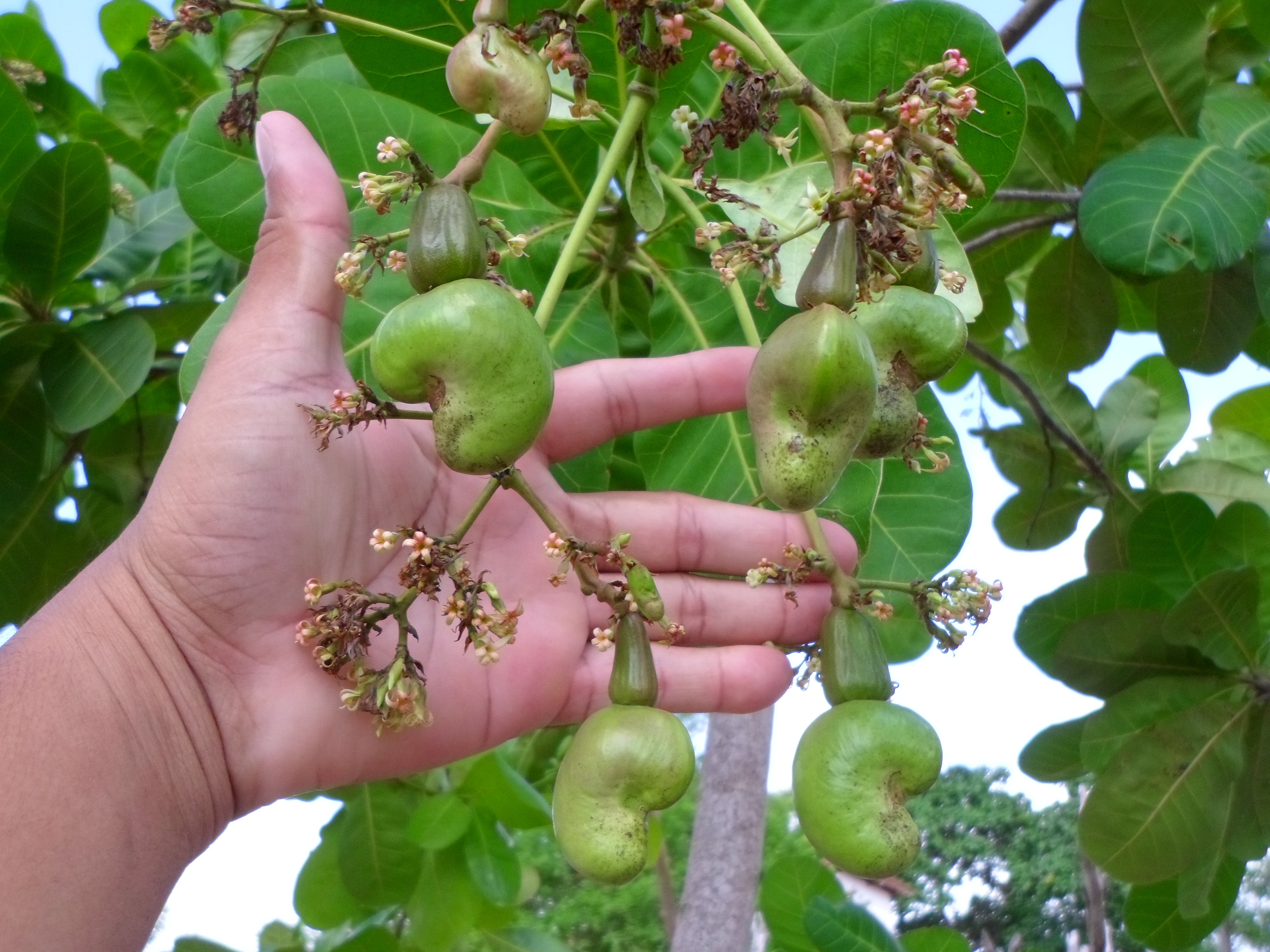
Início de produção de caju no sertão do Ceará.

A produção de caju no Brasil é realizada quase que exclusivamente no Nordeste. A área ocupada com cajueiros no Brasil em 2017 foi calculada em 505,5 mil ha; desse total, 99,5% está localizado no Nordeste. Os principais produtores dessa região são o Ceará (61,6% da área nacional), Rio Grande do Norte e Piauí. Porém, o Brasil, que em 2011 era o quinto maior produtor mundial de castanha de caju, em 2016, caiu para a 14ª posição, com 1,5% do volume total de castanha produzido no mundo. O Vietnã, a Nigéria, a Índia e a Costa do Marfim foram os maiores produtores mundiais de castanha de caju em 2016, com 70,6% da produção global. Nos últimos anos, tem ocorrido acirramento da concorrência com alguns países africanos, onde programas governamentais têm impulsionado a expansão da cultura e da capacidade de processamento. Estima-se que em 295 mil toneladas por ano a capacidade instalada de processamento de castanha de caju no Nordeste, porém, a Região só conseguiu produzir em torno de um quarto dessa quantidade. Dentre os principais produtores mundiais, o Brasil é o que possui a menor produtividade. Diversos fatores são apontados como causa da baixa produtividade e da queda na produção brasileira de castanha de caju. Um dos motivos é que a maior parte dos pomares está em fase de declínio natural da produção. Além disso, os cajueirais gigantes, que são maioria na Região, são explorados de forma quase extrativista, com baixa utilização de tecnologia.

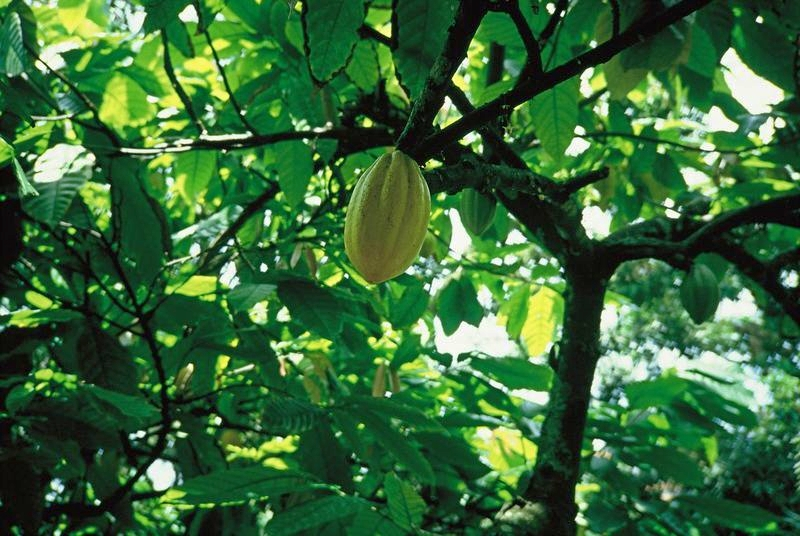
Cultivo de cacau em Ilhéus, Bahia.

Na produção de cacau, por um longo tempo, a Bahia liderou a produção brasileira. Hoje, disputa com o estado do Pará a liderança da produção nacional. Em 2017 o Pará obteve a liderança pela primeira vez. Em 2019, os paraenses colheram 135 mil toneladas de cacau, e os baianos, 130 mil toneladas. A área de cacau da Bahia é praticamente três vezes maior do que a do Pará, mas a produtividade do Pará é praticamente três vezes maior. Alguns fatores que explicam isto são: as lavouras da Bahia são mais extrativistas, e as do Pará tem um estilo mais moderno e comercial, além dos paraenses usarem sementes mais produtivas e resistentes, e à sua região propiciar resistência à vassoura-de-bruxa.

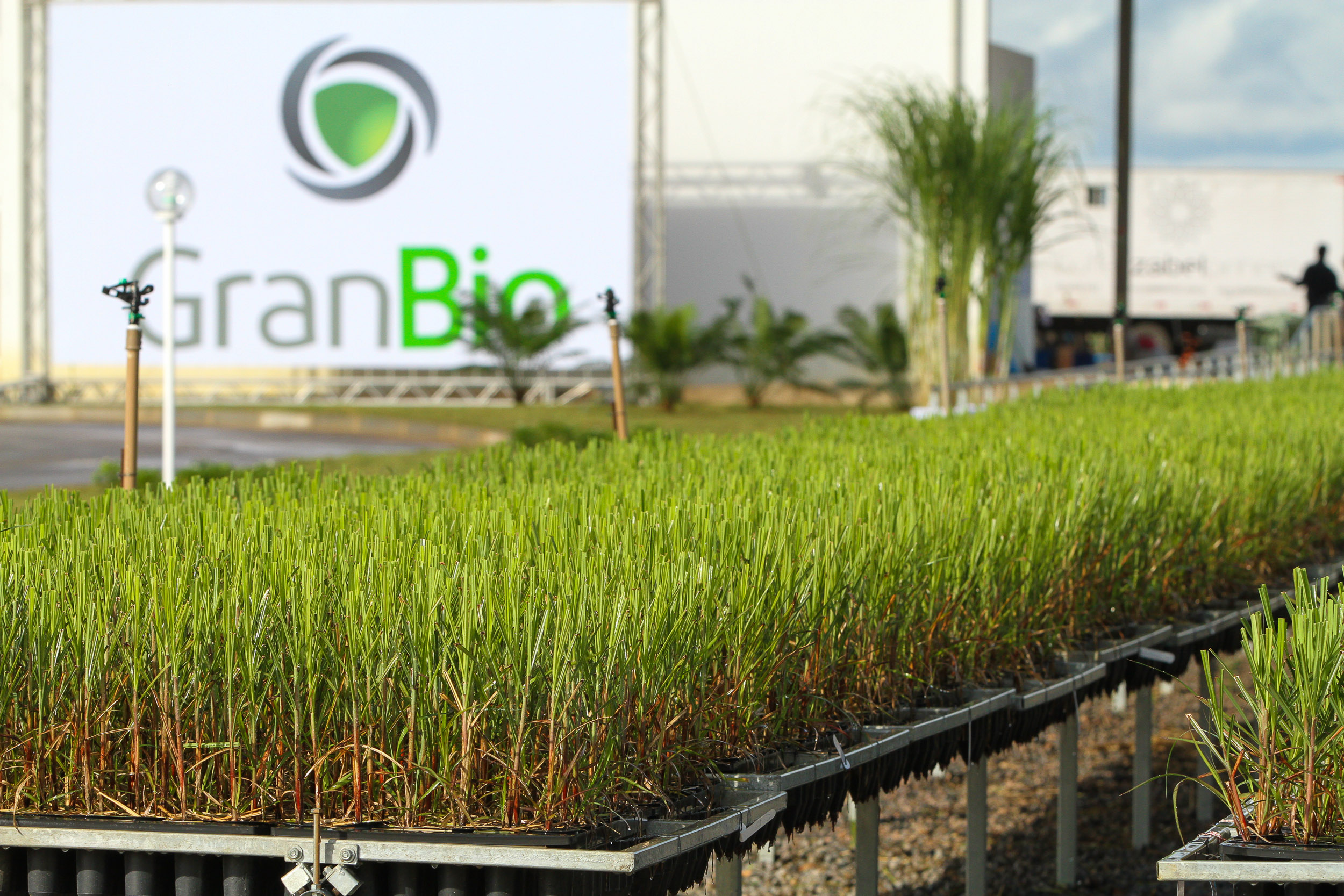
Mudas de cana-de-açúcar em Barra de São Miguel, Alagoas.

Em 2018, o Nordeste estava em 3º lugar entre as regiões que mais produzem cana-de-açúcar no país. O Brasil é o maior produtor mundial, com 672,8 milhões de toneladas colhidas neste ano. O Nordeste colheu 45,7 milhões de toneladas, 6,8% da produção nacional. Alagoas é o maior produtor, com 33,3% da produção nordestina (15,2 milhões de toneladas). Pernambuco é o 2º maior produtor do Nordeste, com 22,7% do total da região (10,3 milhões de toneladas). A Paraíba tem 11,9% da produção nordestina (5,5 milhões de toneladas) e a Bahia, 10,24% da produção (4,7 milhões de toneladas).

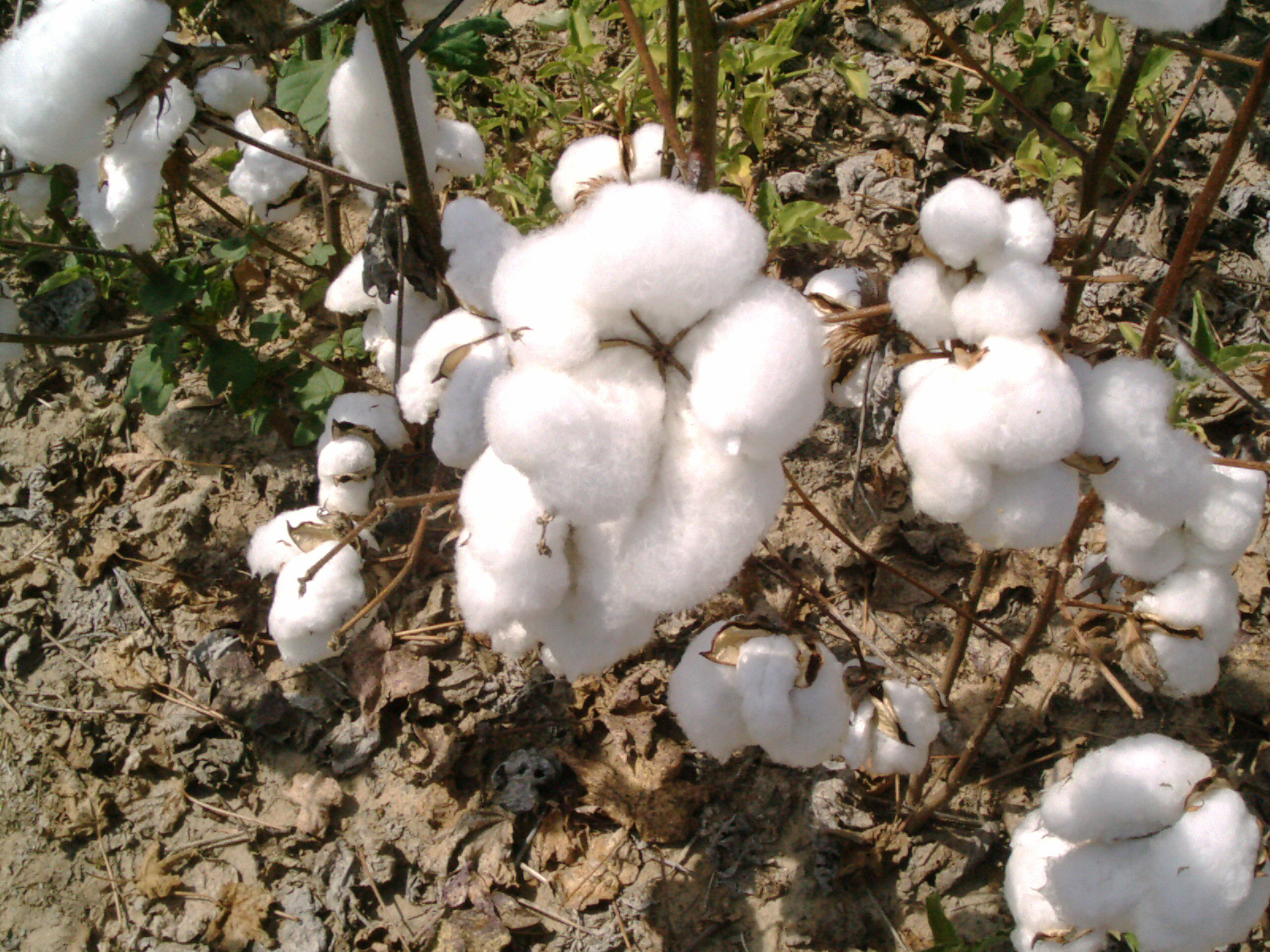
Pés de algodão em fruto, na cidade de Luiz Eduardo Magalhães, Bahia

A Bahia é o 2º maior produtor de algodão do Brasil, só perdendo para o Mato Grosso. Em 2019, colheu 1,5 milhão de toneladas do produto.
A Bahia é também o 4º maior produtor nacional de café, com cerca de 7% da produção nacional.
Pernambuco é o 2º maior produtor de uva do país. Em 2017 o estado produziu 390 mil toneladas. No mesmo ano, a Bahia era o 6º maior produtor, com 51 mil toneladas.
Na soja, o Brasil produziu perto de 120 milhões de toneladas em 2019, sendo o maior produtor mundial. O Nordeste produziu, em 2019, perto de 10,7 milhões de toneladas, ou 9% do total brasileiro. Os maiores produtores do Nordeste foram a Bahia (5,3 milhões de toneladas), o Maranhão (3 milhões de toneladas) e o Piauí (2,4 milhões de toneladas).
Na produção de milho, em 2018 o Brasil era o 3º maior produtor mundial, com 82 milhões de toneladas. O Nordeste produziu cerca de 8,4% do total do país. A Bahia foi o maior produtor nordestino, com 2,2 milhões de toneladas. O Piauí foi o 2º maior produtor do Nordeste, com 1,5 milhão de toneladas, e o Maranhão foi o 3º maior, com 1,3 milhão de toneladas.
Em 2018, a Região Sul foi o principal produtor de feijão com 26,4% do total, seguida pela Centro-Oeste (25,4%), Região Sudeste (25,1%), Nordeste (20,6%) e Norte (2,5%). Os maiores produtores do Nordeste foram o Ceará, a Bahia, Piauí e Pernambuco.

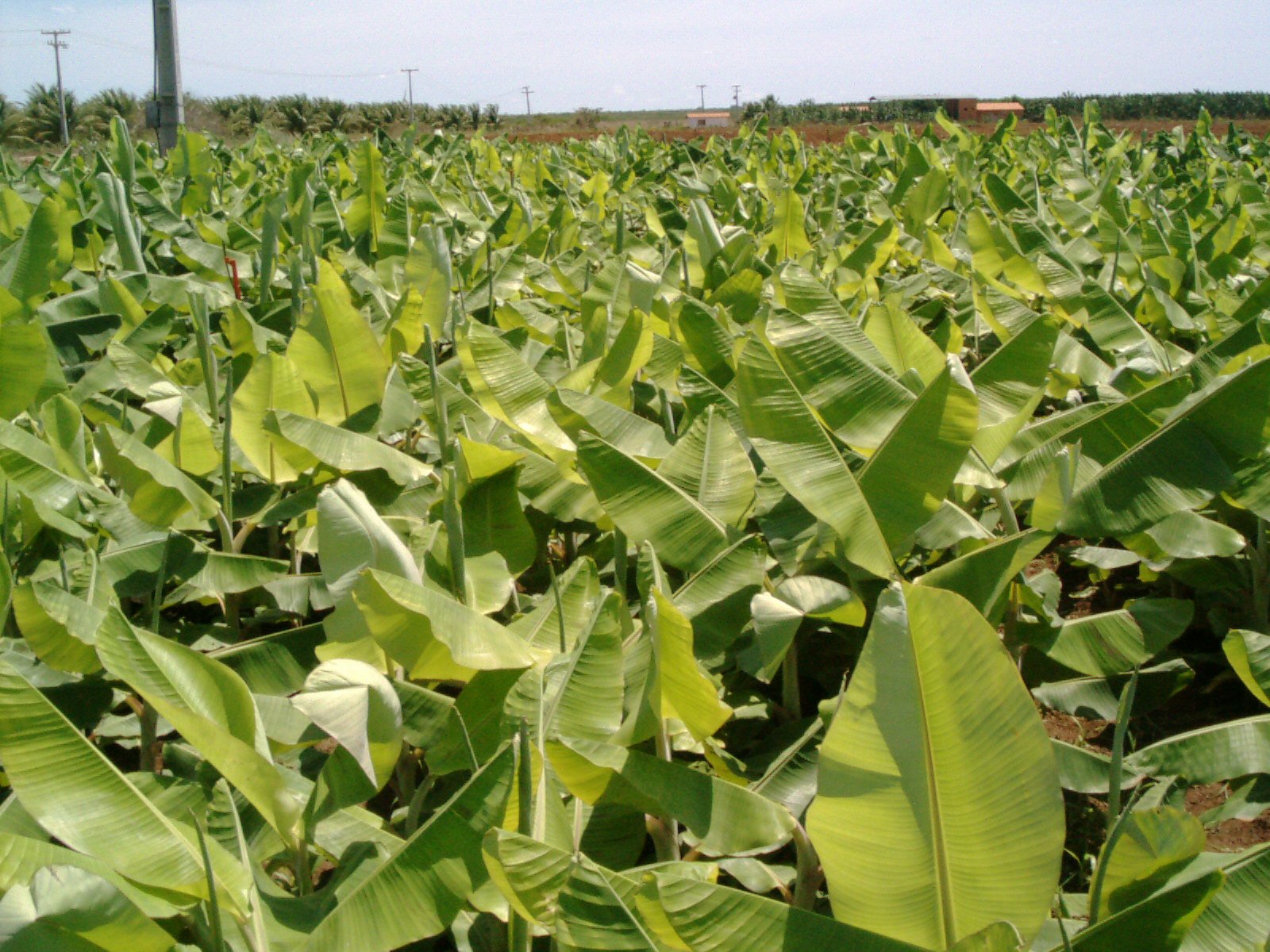
Plantação irrigada de bananas, às margens do rio São Francisco, Bahia

A Bahia é o segundo maior produtor de frutas do país, com mais de 3,3 milhões de toneladas ao ano, ficando atrás apenas de São Paulo. O norte baiano é um dos principais fornecedores de fruta do país. O Estado é um dos principais produtores nacionais de dez tipos de frutas. De acordo com o Censo do IBGE de 2017, a Bahia liderava a produção de amêndoa de cacau, cajarana, coco, fruta do conde ou pinha, graviola, umbu, jaca, licuri, manga e maracujá e está em segundo lugar no cultivo de atemoia, cupuaçu, lima e limão e terceiro em banana, carambola, goiaba, mamão, melancia, melão, pitanga, romã e uva de mesa. Ao todo, 34 produtos da fruticultura baiana têm importante participação na economia nacional.
O Rio Grande do Norte é o maior produtor de melão do país. Em 2017 produziu 354 mil toneladas, distribuídas entre as cidades de Mossoró, Tibau e Apodi. A região Nordeste respondeu por 95,8% da produção do país em 2007. Além do Rio Grande do Norte, que em 2005 produziu 45,4% do total do país, os outros 3 maiores do país foram Ceará, Bahia e Pernambuco.
Na produção de mamão, em 2018 a Bahia foi o 2º maior estado produtor do Brasil, quase empatando com o Espírito Santo. O Ceará ficou em 3º lugar e o Rio Grande do Norte em 4º lugar.
A Bahia era o maior produtor de manga do país em 2019, com produção de cerca de 281 mil toneladas por ano. Juazeiro (130 mil toneladas por ano) e Casa Nova (54 mil toneladas por ano) ocupam o topo da lista das cidades brasileiras que lideram o cultivo da fruta.
Na produção de banana, em 2018 a Bahia foi o 2º maior produtor nacional. Pernambuco ficou em 5º lugar.
Sobre o abacaxi, em 2018 a Paraíba foi o 2º maior estado produtor do Brasil.

### Pecuária

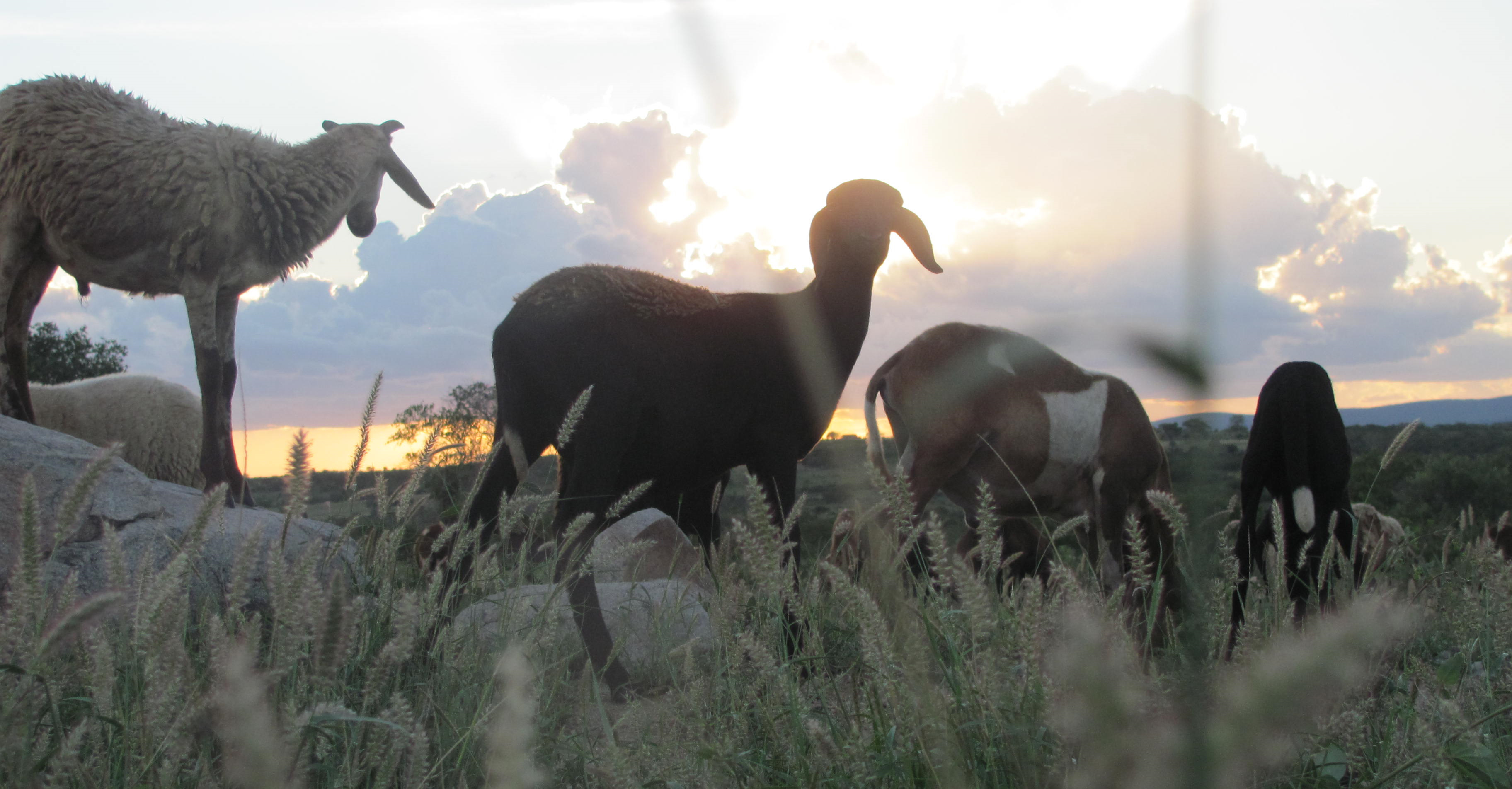
Cabras em Araci

Na região se cria principalmente gado. Os maiores rebanhos bovinos estão na Bahia (10.229.459 cabeças), seguido por Maranhão (5.592.007), Ceará (2.105.441), Pernambuco (1.861.570) e Piauí (1.560.552). Em 2017 o Nordeste tinha 12,9% do rebanho bovino brasileiro. No sertão os produtores têm muitas vezes prejuízos devido às constantes secas. Também existem criações de caprinos, que são mais resistentes, suínos, ovinos e aves.
As feiras de gado são comuns nas cidades do agreste nordestino. Foram estas feiras que deram origem a cidades como Campina Grande, Feira de Santana e Caruaru.
A região Nordeste abrigou 93,2% do rebanho de caprinos (8 944 461 cabeças) e 64,2% do rebanho de ovinos (11 544 939 cabeças) do Brasil em 2017. A Bahia concentrou 30,9% do efetivo de caprinos e 20,9% do rebanho de ovinos nacional. Casa Nova (BA) ficou com a primeira posição no ranking municipal com os maiores efetivos das duas espécies.
Acerca da carne suína, o Brasil tinha quase 42 milhões de suínos em 2017. O Nordeste tinha 13% do total (5,4 milhões). Já na avicultura, o Brasil tinha em 2017 o total de 1,4 bilhão de galináceos. O Nordeste tinha 11,6% do total (164 milhões). Na produção de leite, o Brasil produziu 33,5 bilhões de litros em 2017. O Nordeste produziu 11,6% do total (3,9 bilhão de litros). Na produção de ovos, o Brasil produziu 4,2 bilhão de dúzias em 2017. O Nordeste produziu 16,1% (683 milhões de dúzias).
O Nordeste foi o 2º maior produtor de mel do país em 2017, perdendo para a região Sul. O total produzido no país foi de 41,6 mil toneladas. O Nordeste produziu 30,7% (12,7 mil toneladas).
Em 2017 o Nordeste foi o maior produtor de camarão do país. A produção nacional foi de 41 mil toneladas. Rio Grande do Norte (37,7%) e Ceará (28,9%) foram os maiores produtores. Aracati-CE foi o município com maior participação.

### Mineração
Na mineração da Região Nordeste, destaca-se a Bahia, com 1,68% da participação mineral nacional (4º lugar no país). Em 2017, no ouro, produziu 6,2 toneladas, a um valor de R$ 730 milhões. No cobre, produziu 56 mil toneladas, a um valor de R$ 404 milhões. No cromo, produziu 520 mil toneladas, a um valor de R$ 254 milhões. No vanádio, produziu 358 mil toneladas, a um valor de R$ 91 milhões.
Na extração de pedras preciosas e semipreciosas, a Bahia tem produções em pequena ou média escala de ametista, ágata, diamante, esmeralda, granada, opala, rubi, turmalina e turquesa. Também há produção de água-marinha no Rio Grande do Norte, Ceará, Alagoas e Paraíba; granada em Paraíba, Ceará e Rio Grande do Norte; opala no Piauí e Ceará; turmalina no Ceará e Turmalina Paraíba na Paraíba e no Rio Grande do Norte.

### Indústria
Em 2017, a Região Nordeste tinha perto de 13% do PIB industrial do país. A Bahia tem 4,4%, Pernambuco 2,7%, Ceará 1,9%, Maranhão 1,1%, Rio Grande do Norte 0,9%, Paraíba 0,7%, Sergipe 0,6%, Alagoas 0,5%  e Piauí 0,4%.
É a região menos industrializada do país, em proporção por habitante (apenas 13% da indústria do Brasil em 2017, embora tivesse 27,6% da população).

### Turismo

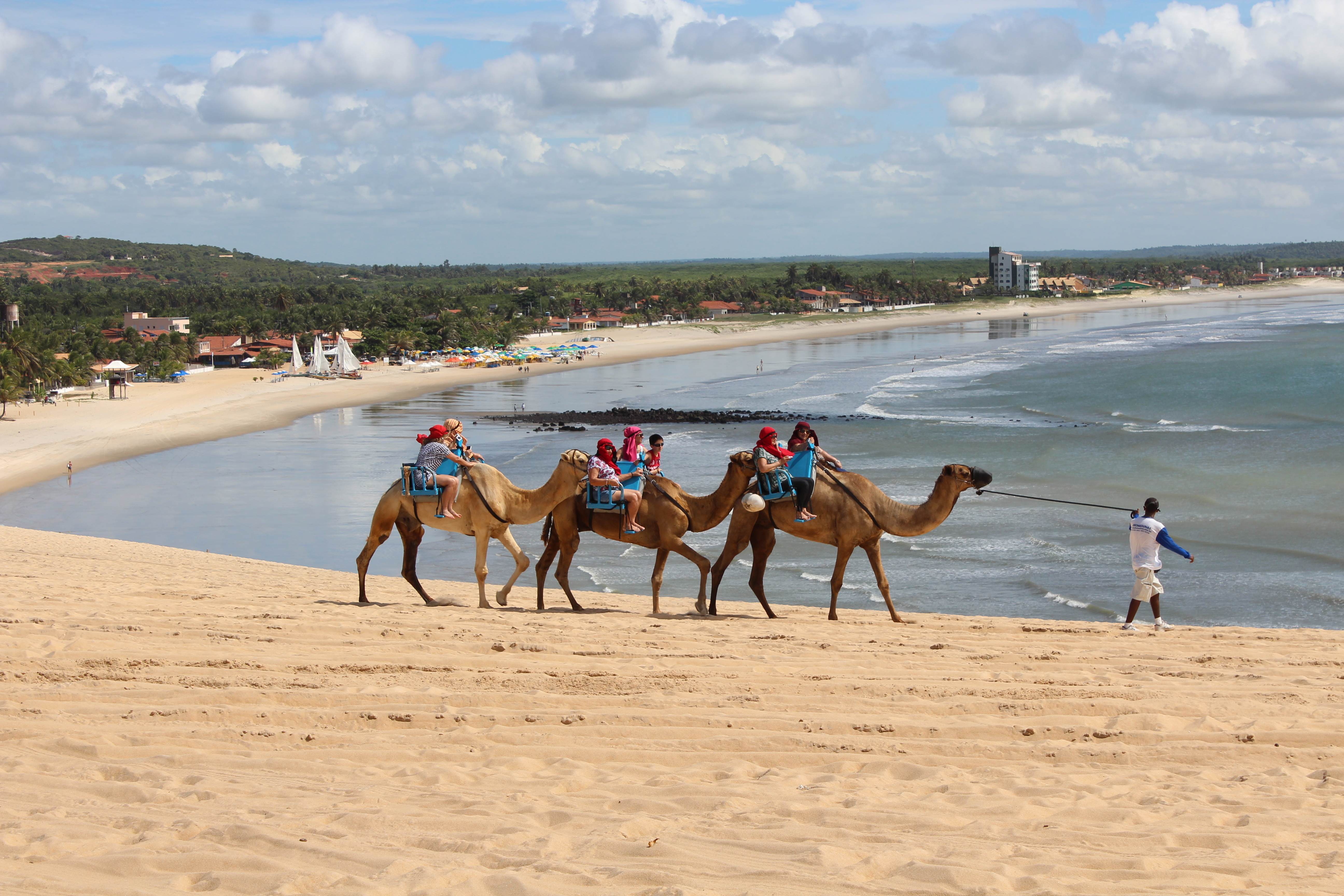
Genipabu, na Região Metropolitana de Natal, Rio Grande do Norte, é famosa internacionalmente por suas dunas, pelos passeios de buggies e de camelos árabes e por sua boa infraestrutura hoteleira.

O litoral é o principal atrativo da região. Milhões de turistas desembarcam nos aeroportos nordestinos. Há alguns anos os estados vêm investindo intensivamente na melhoria da infraestrutura, criação de novos polos turísticos, e alguns no desenvolvimento do ecoturismo.
Segundo a pesquisa "Hábitos de Consumo do Turismo Brasileiro 2009", realizada pelo Vox Populi em novembro de 2009, a Bahia é o destino turístico preferido dos brasileiros, já que 21,4% dos turistas optaram pelo estado. Pernambuco, com 11,9%, e São Paulo, com 10,9%, estão, respectivamente, em segundo e terceiro lugares nas categorias pesquisadas.
Entre as praias mais procuradas do Nordeste estão: Arraial d'Ajuda e Morro de São Paulo, na Bahia; Atalaia e Pirambu, em Sergipe; Pajuçara e Maragogi, em Alagoas; Porto de Galinhas e Itamaracá, em Pernambuco; Cabedelo e Tambaba, na Paraíba; Genipabu e Pipa, no Rio Grande do Norte; Jericoacoara e Canoa Quebrada, no Ceará; Coqueiro e Pedra do Sal, no Piauí; e Curupu e Atins, no Maranhão.
O arquipélago de Fernando de Noronha está ganhando destaque nacional e mundial. Pelas ilhas é possível avistar os golfinhos saltadores. Destaque também para a Chapada Diamantina na Bahia, que encanta seus visitantes e surpreende pelas quantidades de grutas, cavernas, cachoeiras e trilhas que possui, sendo um excelente local de visitação em qualquer época do ano.
Outro lugar de destaque é o Parque Nacional dos Lençóis Maranhenses, um complexo de dunas, rios, lagoas e manguezais. Na Bahia, encontram-se a Costa do Sauípe, maior complexo turístico do Brasil, e o Arquipélago dos Abrolhos, que possui excelente área para mergulho autônomo e livre além de atrações como a temporada das baleias jubarte, que se inicia no mês de julho. No Piauí, encontram-se os parques nacionais Sete Cidades, Serra das Confusões e da Serra da Capivara com formação rochosa e pinturas rupestres; além de seu litoral possuir o Delta do Parnaíba. Outros destaques são o maior cajueiro do mundo e o Forte dos Reis Magos, ambos no Rio Grande do Norte.
Nas últimas pesquisas da TAM VIAGENS, Natal é o destino nacional mais procurado pelos Brasileiros. E quando o ranking considera também destinos internacionais, Natal ocupa o segundo lugar ficando atrás apenas da Flórida. No final de 2015, Natal foi eleita pela revista NATIONAL GEOGRAFIA TRAVELER como um dos 20 destinos mundiais para se conhecer em 2016. Esse foi o único lugar do Brasil apontado pela revista.

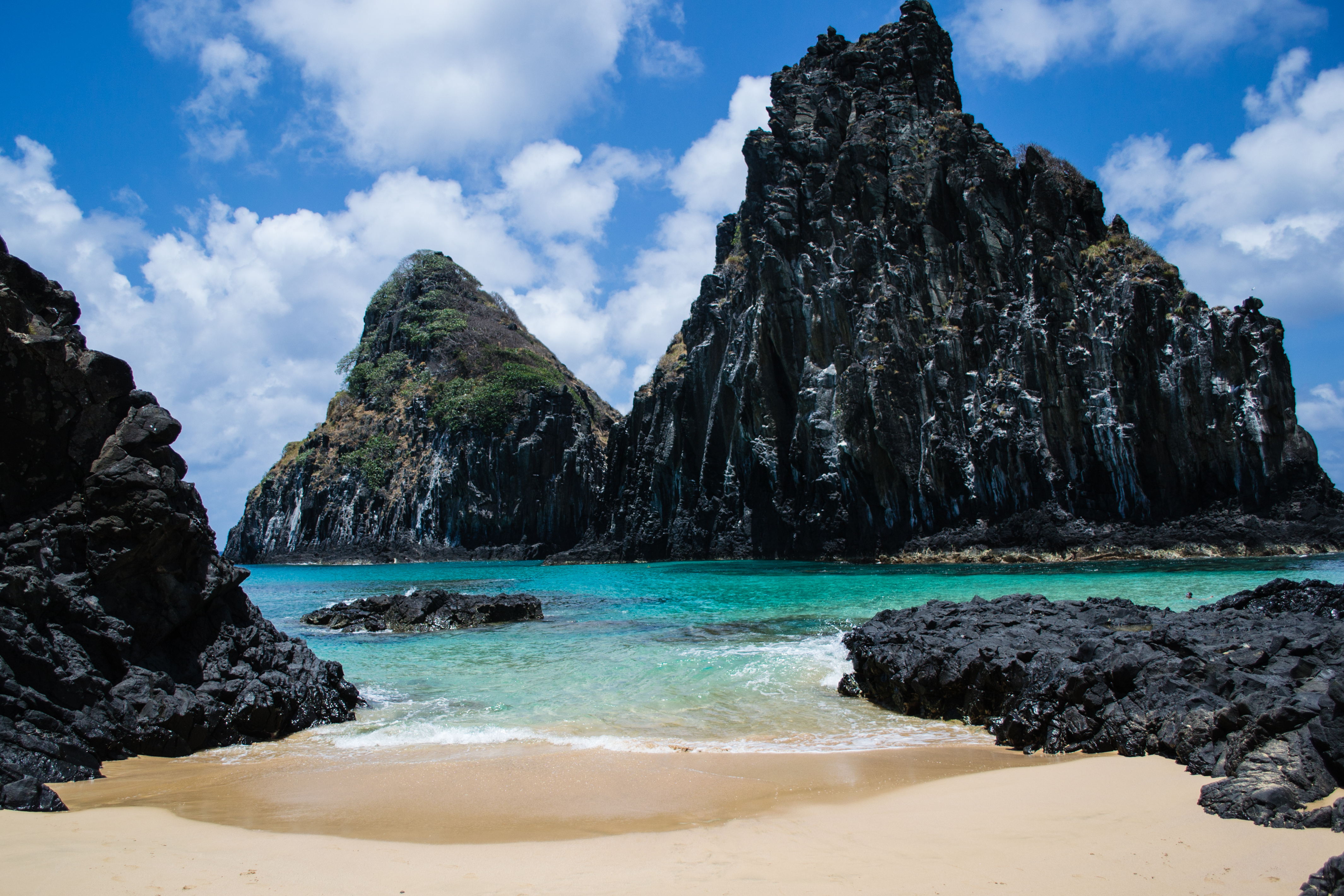
Fernando de Noronha, em Pernambuco, é um dos maiores polos turísticos do país.

O ecoturismo ainda é pouco explorado no Nordeste, mas tem grande potencialidade. Ainda assim, dentre os dez principais destinos ecoturísticos brasileiros, aparecem quatro paisagens localizadas na região Nordeste do Brasil, onde é possível escolher entre ilhas (Arquipélago de Fernando de Noronha em Pernambuco), dunas (Lençóis Maranhenses no Maranhão), mata atlântica em alta altitude (Chapada Diamantina na Bahia) e arqueologia na caatinga (Parque Nacional da Serra da Capivara no Piauí).
A cultura da região é também um atrativo para o turista. Todos os estados têm folguedos e tradições diferentes. Olinda, em Pernambuco, com vestígios do Brasil Neerlandês; São Luís, no Maranhão, com os da França Equinocial; São Cristóvão, em Sergipe, e sua Praça de São Francisco, rodeada de imponentes edifícios históricos; Salvador, na Bahia, com os da sede político-administrativa do Brasil Colonial; e Porto Seguro e Santa Cruz de Cabrália, também na Bahia, com as marcas históricas da chegada das esquadras do descobrimento do Brasil; são alguns dos principais atrativos histórico-culturais da região, sendo os quatro primeiros considerados patrimônios culturais da humanidade pela UNESCO.
O turismo religioso vem crescendo na região, destacando-se os municípios de Juazeiro do Norte e Canindé, ambos no Ceará; e Bom Jesus da Lapa na Bahia. Também merece destaque o município de Santa Cruz no Rio Grande do Norte, com a estátua do Alto de Santa Rita de Cássia, que é a maior estátua da América. Outra cidade que tem se destacado é São José de Ribamar, no Maranhão, que no mês de setembro reúne grande quantidade de fiéis dos estados nordestinos e do Estado do Pará. Há inclusive uma grande estátua de São José, que pode ser acessada por visitantes, que possui uma vista para o mar.

## Infraestrutura

### Ciência e tecnologia

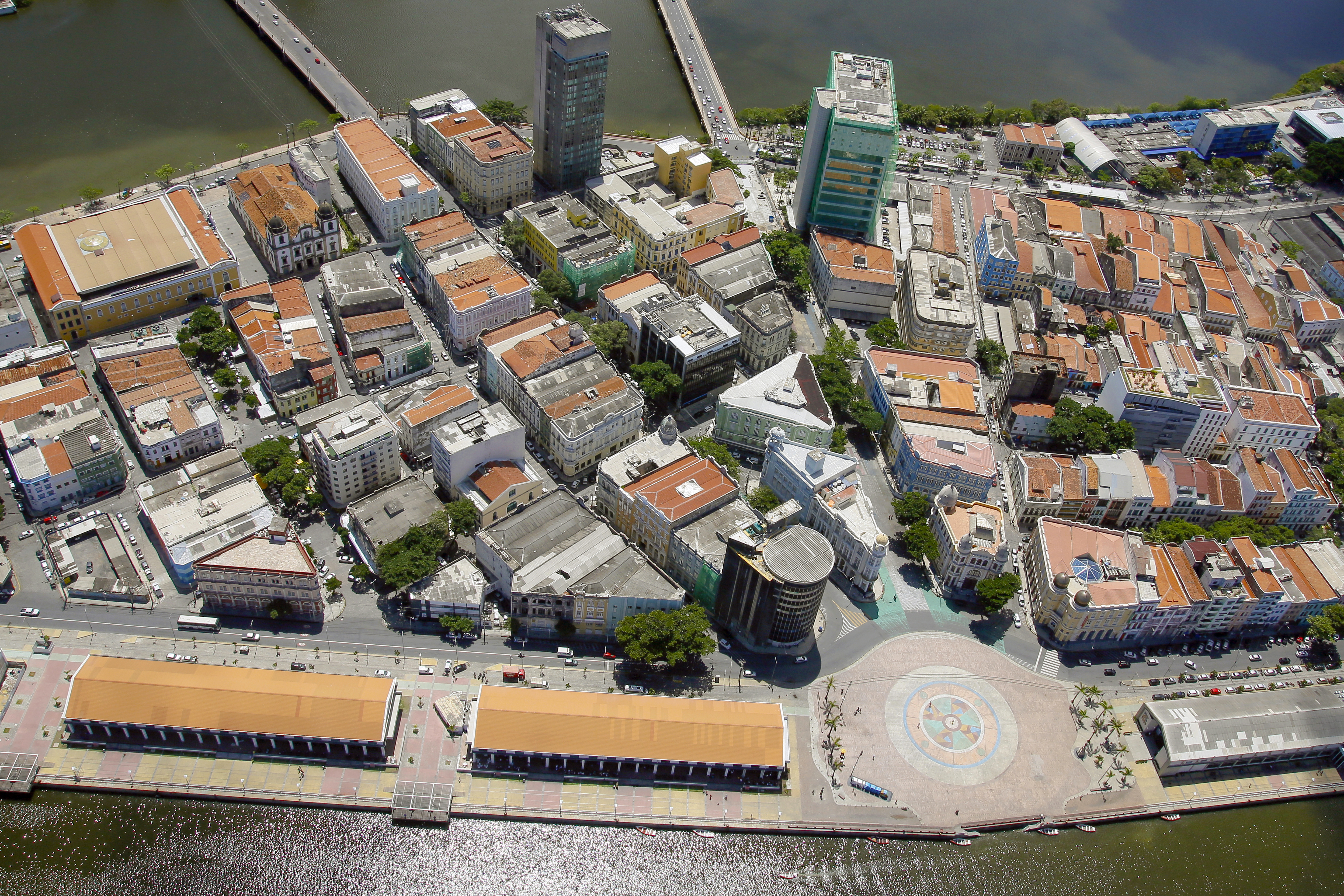
O Porto Digital, localizado no bairro do Recife antigo na capital pernambucana, é o maior parque tecnológico do Brasil e referência mundial na produção de softwares.

O campo da ciência e tecnologia no Nordeste brasileiro está em pleno processo de crescimento e expansão, desde o final da década de 1990 e continuado na década de 2000. Cidades nordestinas estão recebendo reconhecimento nacional e internacional pelos seus polos, centros e institutos tecnológicos. Um exemplo é Recife, que abriga o Porto Digital, um polo de desenvolvimento de softwares criado em julho de 2000. Referência mundial, o polo pernambucano é reconhecido como o maior parque tecnológico do Brasil em faturamento e número de empresas.
Já no interior da Paraíba, Campina Grande ganha relevância como uma das nove cidades de destaque no mundo que apresentam um novo modelo de centro tecnológico, a única citada de toda a América Latina na edição de abril de 2001 da revista estadunidense Newsweek. E em outro estudo, ela aparece ao lado da cidade de São Paulo, as únicas latino-americanas, na área de inovação tecnológica mundial. Todo esse destaque tecnológico de Campina Grande é resultado da formação de uma sólida base acadêmica, iniciada ainda na década de 1960, quando a atual Universidade Federal de Campina Grande (UFCG), então Escola Politécnica, adquiriu um dos cinco primeiros computadores em universidades do país (primeiro do Norte-Nordeste), dando origem aos atuais cursos de graduação e pós-graduação nas áreas de engenharia elétrica e computação.[carece de fontes?]
Outra iniciativa notória é o Instituto Internacional de Neurociências de Natal, inaugurado em 2006 na capital potiguar e idealizado pelo neurocientista Miguel Nicolelis (considerado um dos 20 mais importantes neurocientistas em atividade no mundo). Foi criado para descentralizar a pesquisa nacional, atualmente restrita às regiões Sudeste e Sul do Brasil.
Ratificando o processo de descentralização da pesquisa da ciência e da tecnologia, em Salvador, no dia 17 de julho de 2009, após um ano de construção e um investimento de 30 milhões de reais, foi inaugurado o primeiro centro de biotecnologia localizado nas regiões Norte e Nordeste: o Centro de Biotecnologia e Terapia Celular do Hospital São Rafael (CBTC), o mais moderno e avançado centro de estudos de células-tronco da América Latina. Além disso, em 2010 foi inaugurado o chamado "Campus do Cérebro" em Macaíba no estado do Rio Grande do Norte, que é um centro de pesquisa e desenvolvimento da neurociência e que conta com um projeto de inclusão social, bem como a parte científica. Outros projetos são a Cidade da Ciência e a Metrópole Digital, também no Rio Grande do Norte.

### Transportes

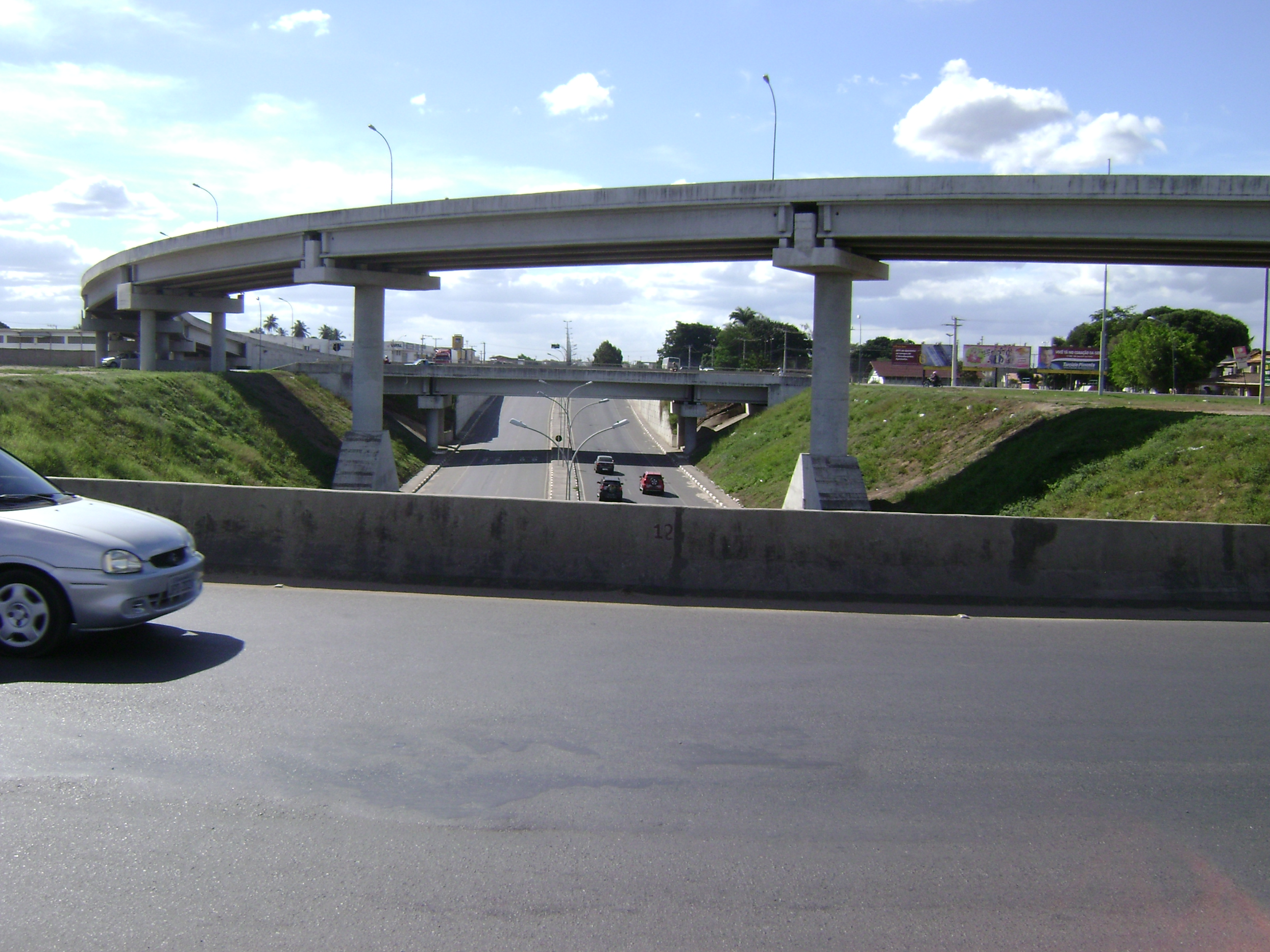
Complexo de viadutos na Avenida do Contorno em Feira de Santana, trecho de divisão entre as BRs 116 e 324.

A malha viária da região tem 394 700 km de rodovias. As principais vias de escoamento e transporte rodoviário são a BR-116 e a BR-101, tendo a cidade de Feira de Santana, na Bahia como o maior entroncamento rodoviário da região.
Seu sistema ferroviário ainda é precário, porém estão em curso obras como a Ferrovia Transnordestina, que ligará o Porto de Suape, na Região Metropolitana do Recife, ao Porto de Pecém, na Região Metropolitana de Fortaleza, cruzando praticamente todo o território de Pernambuco e Ceará e ligando esses dois estados ao estado do Piauí, e permitirá o escoamento da produção agrícola do sudoeste do Piauí e do Vale do São Francisco e a produção do polo gesseiro de Araripina a um menor custo, o que tornará os preços mais competitivos; e a Ferrovia Oeste-Leste, que ligará a cidade de Figueirópolis no Tocantins ao Porto Sul em Ilhéus na Bahia e permitirá o escoamento de soja dos estados de Mato Grosso, Goiás e Tocantins e do oeste da Bahia bem como minério de ferro, urânio, cacau e celulose do sul da Bahia.

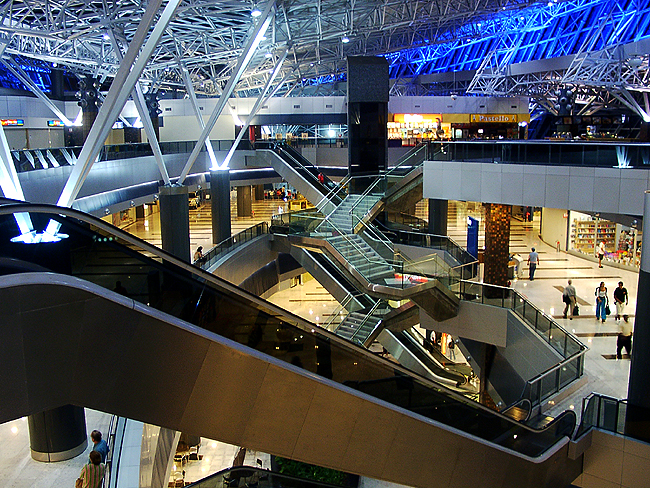
O Aeroporto Internacional do Recife é o maior e mais moderno aeroporto do Norte-Nordeste e um dos cinco melhores do Brasil.

Suas cidades mais importantes dispõem de adequada estrutura aeroportuária, sendo os aeroportos internacionais de Natal/São Gonçalo do Amarante, Recife, Salvador e Fortaleza os maiores. Os principais aeroportos do Nordeste recebem milhões de turistas anualmente e mantêm voos regulares para as principais cidades da Europa e Estados Unidos, sendo o Aeroporto Internacional Recife o mais movimentado terminal aeroportuário da região. Em São Gonçalo do Amarante, na Grande Natal, encontra-se o Aeroporto Internacional Governador Aluízio Alves que é o mais moderno, possui a maior capacidade de pista do Nordeste além de ser o único cem por cento privatizado e o único com pista preparada para aeronaves de grande porte como o A380 (3000x60).[carece de fontes?]
Atualmente, apenas Recife, Salvador e Fortaleza dispõem de sistema de metrô. Há também projetos de VLT em estudo para serem implantados na região. Os VLTs de Maceió, Natal, João Pessoa e Teresina já estão em operação. Outros projetos fora das capitais são os VLT do Cariri em Juazeiro do Norte e o de Arapiraca, além da interligação do centro ao Aeroporto de Natal.[carece de fontes?]

### Educação

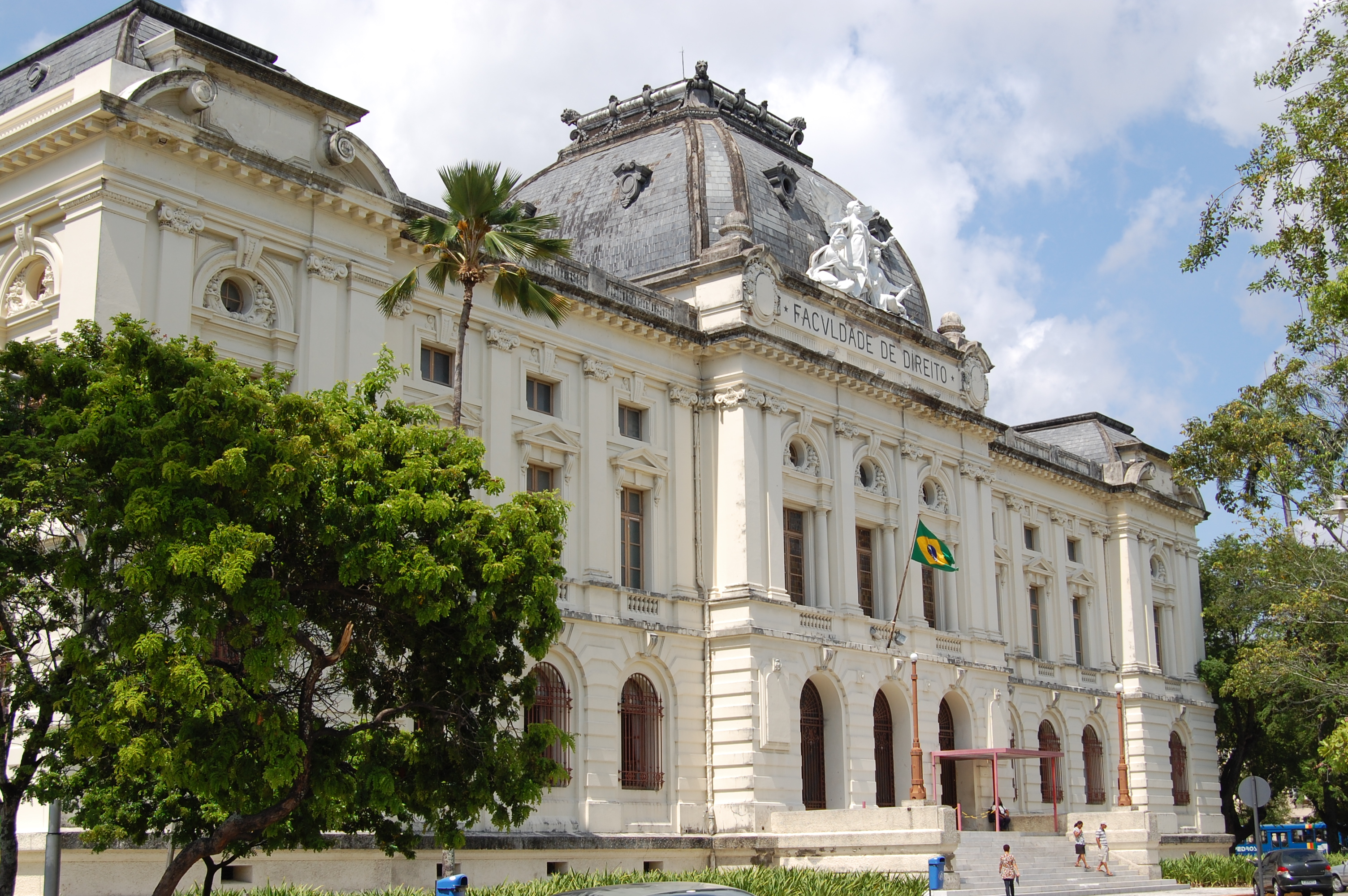
A Faculdade de Direito da Universidade Federal de Pernambuco obteve aproveitamento de 81,3% no Exame de Ordem em 2010.1. A faculdade, que nasceu da transferência da Faculdade de Direito de Olinda, é a mais antiga faculdade de Direito do Brasil.

O Nordeste do Brasil possui um longo histórico na área de educação, desde os primeiros jesuítas, que já no século XVI instalaram escolas nesta região. As principais instalações educacionais estão concentradas nas capitais e nas cidades de médio porte. Ainda assim, a região é reconhecida historicamente por ter o maior número de iletrados do país, mesmo obtendo notáveis avanços nos seus indicadores educacionais nas últimas décadas.
Três universidades da Região Nordeste estão entre as mil melhores do mundo em 2014, de acordo com o estudo do CWUR (Center for World University Rankings): a Universidade Federal de Pernambuco (15ª colocação nacional e 940ª posição no ranking global); a Universidade Federal do Ceará (16ª colocação nacional e 964ª posição no ranking global); e a Universidade Federal da Bahia (17ª colocação nacional e 967ª posição no ranking global).
Segundo os indicadores do ENADE, a Universidade Estadual de Feira de Santana (UEFS) e a Universidade Federal do Rio Grande do Norte (UFRN) estão entre as 20 melhores do país em 2012, na 15ª e 18ª posições, respectivamente. O Scimago Institutions Ranking (SRI) 2012 mostra a Universidade Estadual de Feira de Santana na 181ª posição no ranking Ibero-americano entre as 1.401 instituições de ensino superior, e na 118ª posição no ranking de universidades da América Latina e Caribe no índice de produção científica.

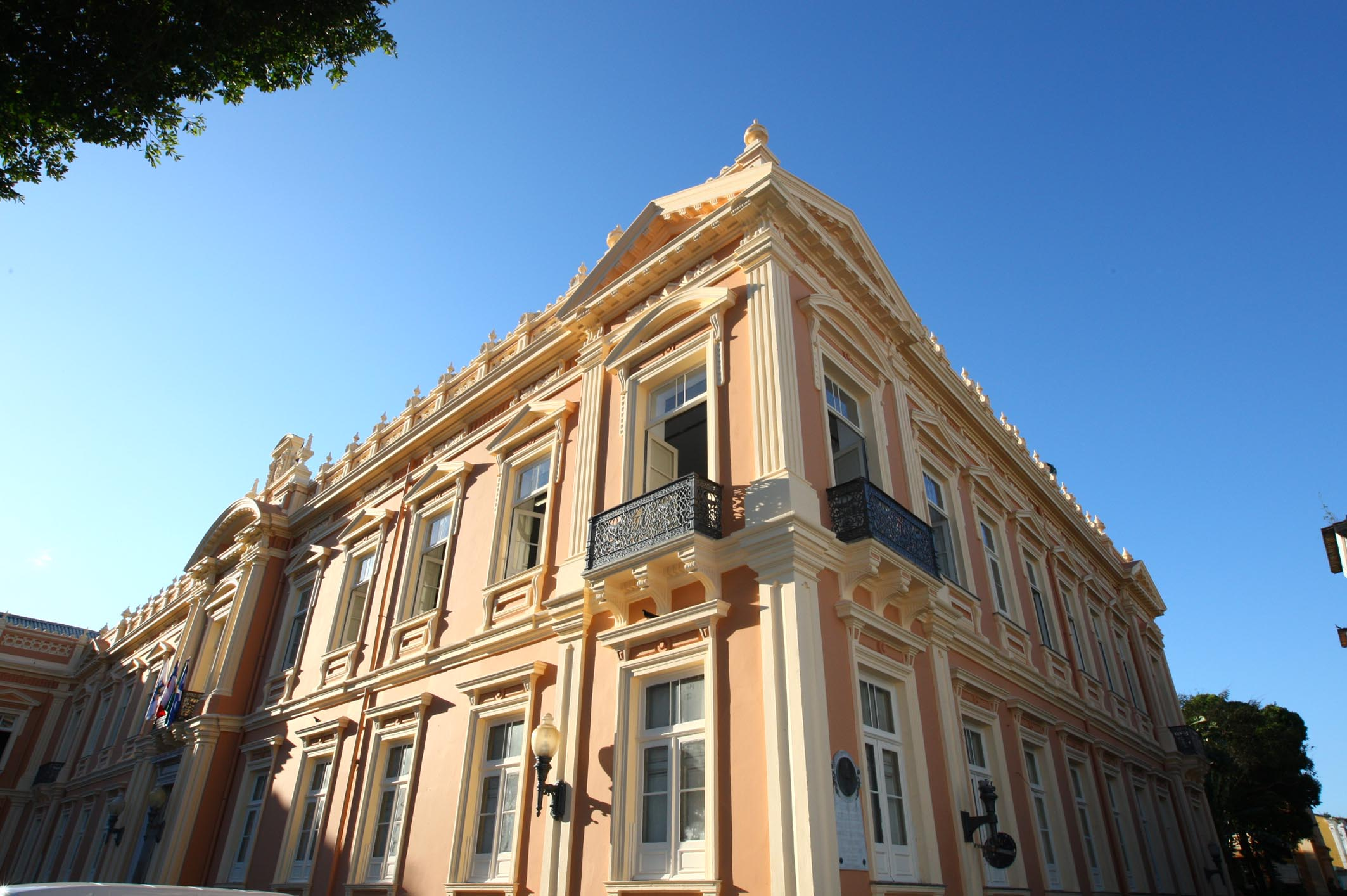
A Faculdade de Medicina da Bahia, escola de medicina mais antiga do Brasil, foi fundada em 1808 pelo médico pernambucano Correia Picanço sob o nome de Escola de Cirurgia da Bahia, logo após a chegada de Dom João VI ao país.

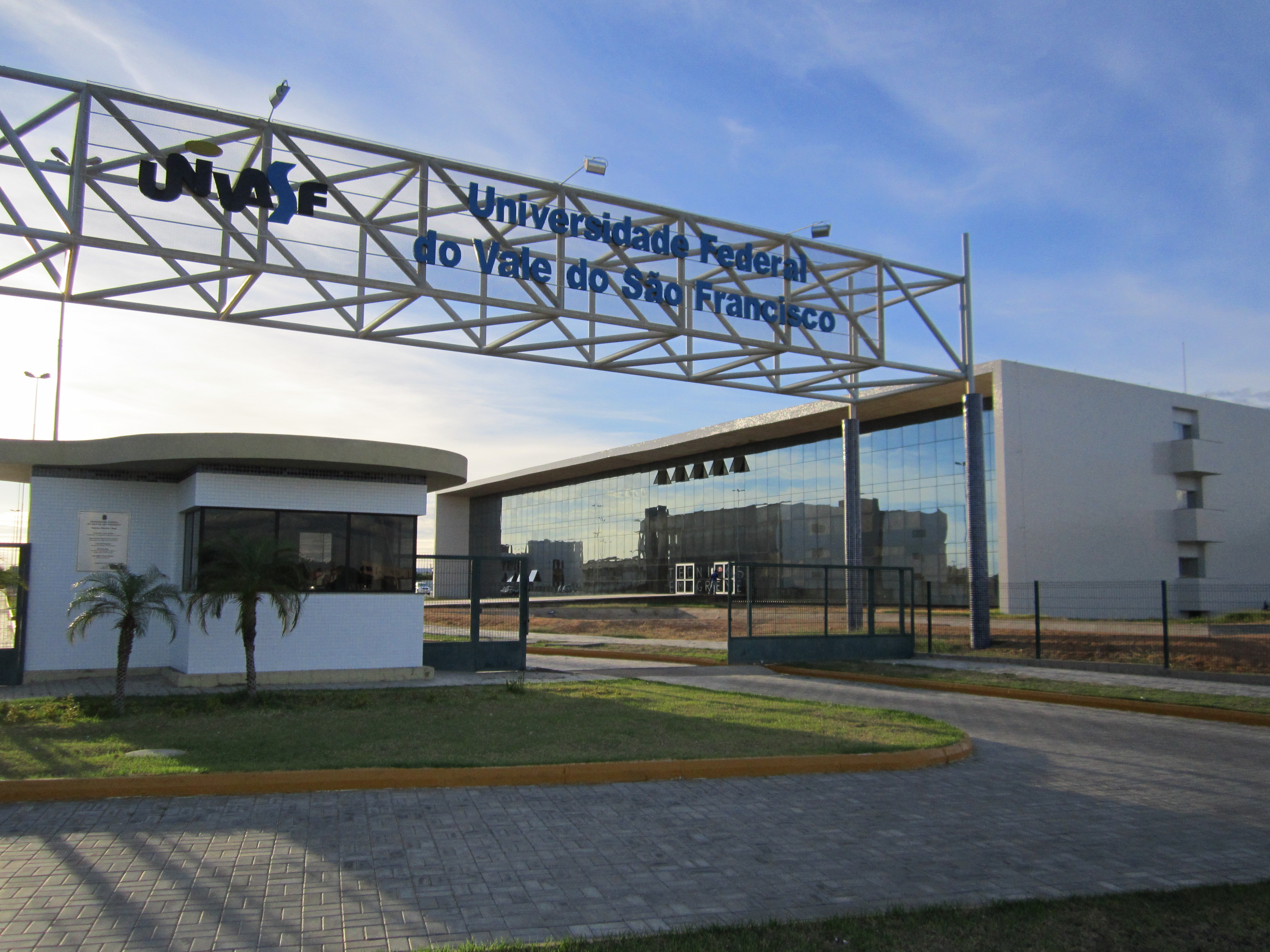
A Univasf é a primeira Universidade Federal implantada no sertão nordestino. Está situada nos estados de Pernambuco, Bahia e Piauí, com sede na cidade de Petrolina. Iniciou suas atividades acadêmicas em 2004.

A Faculdade de Direito da Universidade Federal de Pernambuco, localizada em Recife, obteve o segundo melhor aproveitamento no Exame de Ordem em 2010.1, com taxa de 81,3%, superada pelo curso de Direito da Universidade de Brasília. Na Faculdade de Direito do Recife, importantes nomes da história brasileira estudaram, destacando-se nomes como Ruy Barbosa, Barão do Rio Branco, Castro Alves, Clóvis Beviláqua, Tobias Barreto, Joaquim Nabuco, Eusébio de Queirós, Teixeira de Freitas, Marquês de Paranaguá, Epitácio Pessoa, Assis Chateaubriand, José Lins do Rego e Pontes de Miranda. Outras três faculdades de Direito nordestinas figuram entre as dez melhores do país. São elas, por ordem de alunos aprovados: Universidade Federal da Paraíba (75,2%); Universidade Federal do Rio Grande do Norte (72,3%); e Universidade Federal do Ceará (69,4%).
O estado de Pernambuco se destaca no ensino tecnológico. O Centro de Informática da Universidade Federal de Pernambuco (CIn UFPE), responsável pelos cursos de Ciência da Computação, Sistemas de Informação e Engenharia da Computação, é grande fornecedor de mão de obra especializada em tecnologia para a Microsoft. Seus cursos são considerados dos melhores da América Latina. A UFPE foi uma das cinco instituições de ensino selecionadas em todo o mundo para o programa mundial de pesquisas da Microsoft, o que permitiu o seu acesso ao código-fonte dos componentes do Visual Studio. As outras quatro universidades selecionadas foram a Yale University (Estados Unidos); a Monash University (Austrália); a University of Hull (Inglaterra); além da UNESP, sendo o Brasil o único país que teve duas universidades escolhidas. A UFPE foi homenageada pela Microsoft pela participação dos alunos do Centro de Informática da instituição na Imagine Cup, evento promovido dela empresa. Alunos do curso de Engenharia Mecânica da Universidade Federal de Pernambuco participaram, em 2011, da Competição Baja SAE BRASIL-PETROBRAS e garantiram vaga para a Baja SAE Kansas, nos Estados Unidos. Apenas a UFPE e duas universidades paulistas, USP e FEI, conquistaram o direito de representar o Brasil na edição internacional da competição.
O Ceará é o estado com o maior índice de aprovações no ITA, considerado o vestibular mais difícil do país. Todos os anos cerca de 30% dos calouros desta instituição de ensino superior são deste estado nordestino. O desempenho exemplar em ciências exatas alcançado pelos cearenses se deve ao trabalho realizado em um grupo de escolas da capital do estado, Fortaleza. Outro destaque da Região Nordeste no ITA é o estado de Pernambuco, que teve 12 estudantes aprovados no Vestibular 2011, o que representa quase 10% das 130 vagas oferecidas por esta instituição. Pernambuco foi o 3º colocado em aprovações, superado apenas pelos estados do Ceará e de São Paulo. O ITA, instituição fundada pelo cearense Casimiro Montenegro Filho no estado de São Paulo, foi o embrião da Embraer, e fornece mão de obra para esta que é a terceira maior fabricante mundial de aviões. [carece de fontes?]

### Saúde

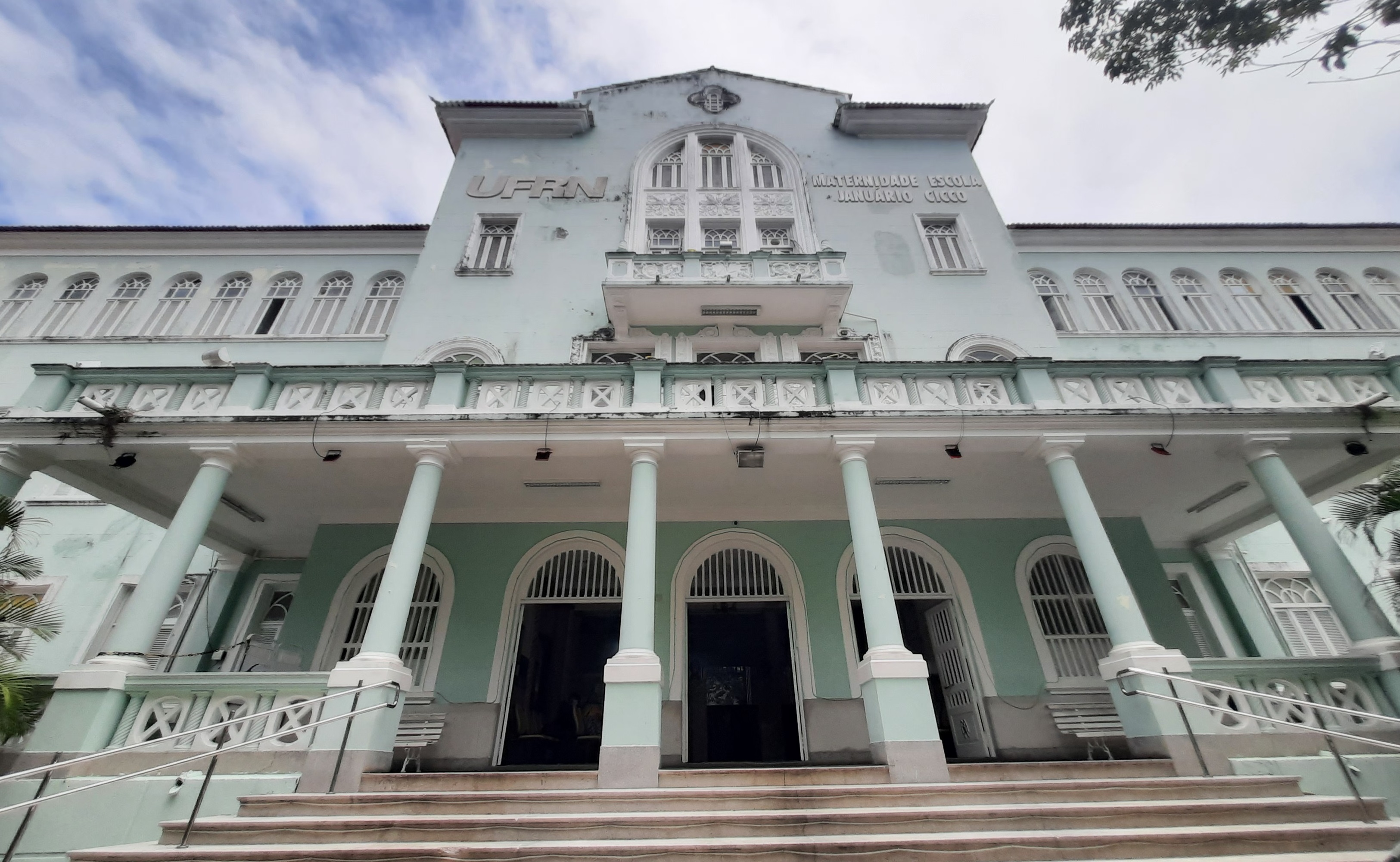
A Maternidade Escola Januário Cicco, obra da arquitetura neoclássica pertencente à UFRN, é a mais importante maternidade do estado

Os principais polos médicos da Região Nordeste são as cidades de Recife, Salvador e Fortaleza.
Dentre os principais hospitais de Recife está o Hospital da Restauração, maior emergência pública e mais complexo serviço de urgência e trauma do Norte-Nordeste, recebendo pacientes de todo o estado e de estados vizinhos. O Hospital da Restauração, referência nas áreas de trauma, neurocirurgia, neurologia, cirurgia geral, clínica médica e ortopedia, possui 482 leitos registrados no Ministério da Saúde (MS), mas, incluindo os extras, funciona com um total de 723 leitos para atender sua demanda. Os hospitais particulares do Recife fazem da capital pernambucana o segundo maior polo médico e hospitalar do Brasil.
Em Salvador, na Bahia, destacam-se o Hospital Geral Roberto Santos (HGRS) – o maior hospital público do estado e também das regiões Norte e Nordeste do país – e o Hospital Geral do Estado (HGE). O HGRS presta em média mil atendimentos ambulatoriais e 350 atendimentos emergenciais em dias úteis; é referência em cirurgias bucomaxilofacial e vasculares e clínica médica em neurocirurgia e nefrologia; e conta com quase 2 600 funcionários. O prédio do Roberto Santos abriga ainda o Centro de Informações Antiveneno, referência no tratamento de intoxicações na Bahia. Outros hospitais que merecem destaque: o Hospital Santo Antônio (fundado por Irmã Dulce); o Hospital Sarah Kubitschek; e o Complexo Hospitalar Universitário Professor Edgard Santos.
Em Fortaleza estão concentrados os principais hospitais públicos do estado do Ceará. Dentre esses hospitais merecem destaque o Instituto Doutor José Frota, mais conhecido como IJF, que é o maior hospital de emergência do estado, administrado pela prefeitura; e o Hospital Geral de Fortaleza, que é o maior hospital público, administrado pelo governo do estado. O atendimento médico privado é bastante desenvolvido, com um total de 127 hospitais, destacando-se os hospitais São Mateus, Antônio Prudente, Unimed, Monte Klinikum e SARAH-Fortaleza.

## Cultura
Tendo sido a primeira região efetivamente colonizada por portugueses, ainda no século XVI, que aí encontraram as populações nativas e foram acompanhados por africanos trazidos como escravos, a cultura nordestina é bastante particular e típica, apesar de extremamente variada. Sua base é luso-brasileira, com grandes influências africanas, em especial na costa de Pernambuco à Bahia e no Maranhão, e ameríndias, em especial no sertão semiárido.
Em João Pessoa, encontra-se um grande projeto arquitetônico projetado pelo Arquiteto Oscar Niemeyer. Trata-se da Estação Cabo Branco de Ciência, Cultura e Artes, onde semanalmente acontecem exposições de projetos de artes, cultura e tecnologia desenvolvidos na região.

### Literatura

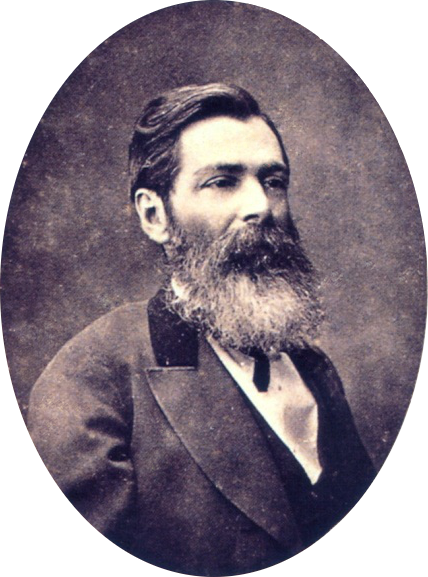
José de Alencar.

A literatura nordestina tem dado grandes contribuições para o cenário literário brasileiro, destacando-se nomes como Jorge Amado, Nelson Rodrigues, José de Alencar, João Cabral de Melo Neto, Rachel de Queiroz, Gregório de Matos, Clarice Lispector, Graciliano Ramos, Gonçalves Dias, Aluísio Azevedo, Manuel Bandeira, Joaquim Nabuco, Tobias Barreto, Arthur Azevedo, Castro Alves, Coelho Neto, Álvaro Lins, Jorge de Lima, Ariano Suassuna, Viriato Correia, Ferreira Gullar, José Lins do Rego, João Ubaldo Ribeiro, Dias Gomes, Raimundo Correia, Josué Montello, dentre muitos outros. Gilberto Freyre representa um marco na história do Brasil, graças ao seu livro Casa-Grande & Senzala, que demonstra a importância dos escravos para a formação do país. No Ceará, o movimento da Padaria Espiritual, no fim do século XIX, antecipou algumas das renovações trazidas com o modernismo, nos anos 20 do século seguinte.
Na literatura pode-se citar ainda a literatura popular de cordel que remonta ao período colonial (a literatura de cordel foi levada pelos portugueses e tem origem na Idade Média europeia) e numerosas manifestações artísticas de cunho popular que se manifestam oralmente, tais como os cantadores de repentes e de embolada.

### Música e dança

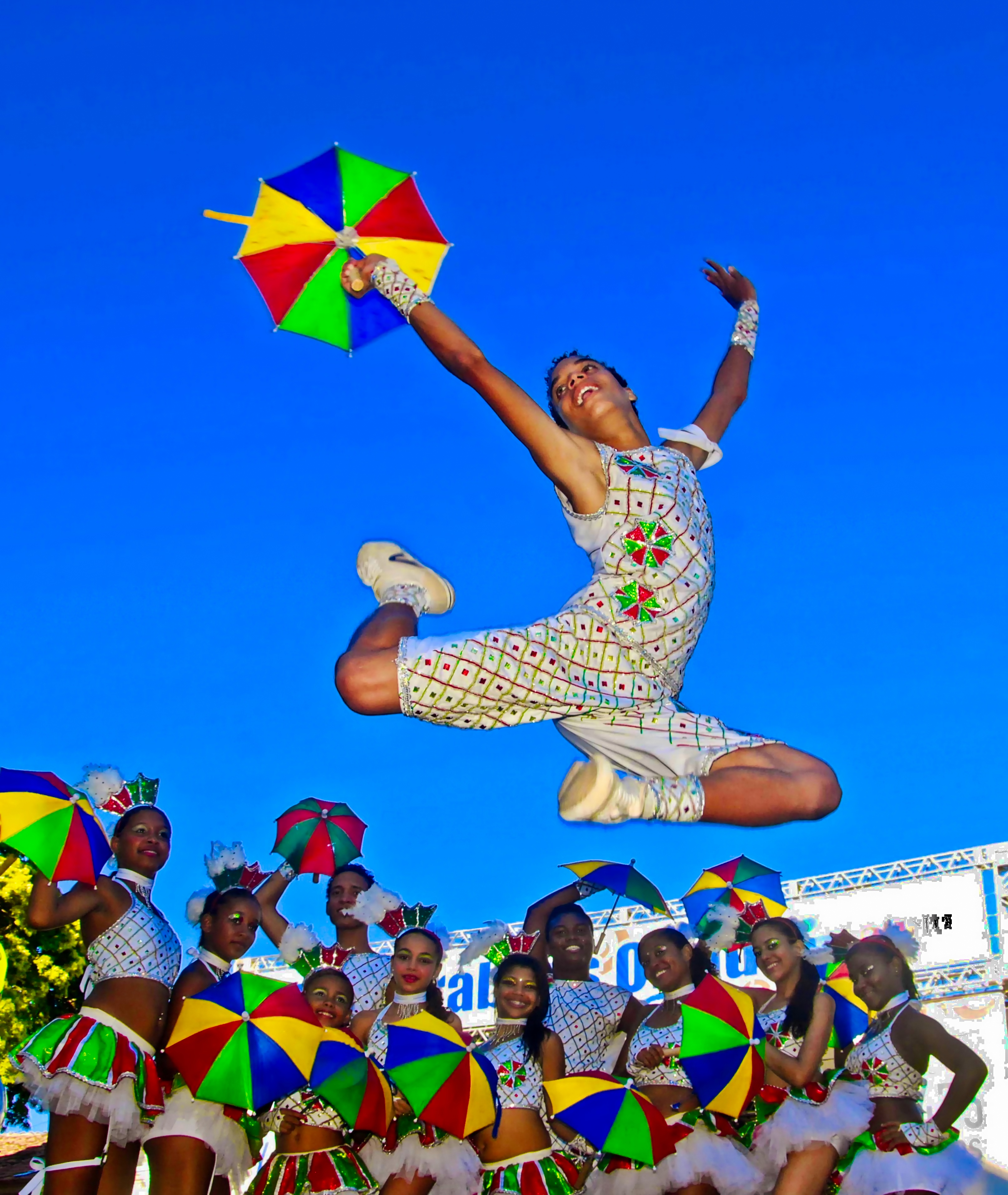
Frevo, manifestação típica de Pernambuco. Enquanto música, é um dos gêneros mais influentes do país: revelou grandes músicos da MPB e, além de símbolo do carnaval de Recife/Olinda, foi o ritmo utilizado no Carnaval de Salvador antes do surgimento da axé music.

Na música erudita, destacaram-se como compositores Alberto Nepomuceno e Paurillo Barroso, assim como Liduíno Pitombeira na atualidade, e Eleazar de Carvalho como maestro. Ritmos e melodias nordestinas também inspiraram compositores como Heitor Villa-Lobos (cuja Bachiana brasileira nº 5, por exemplo, em sua segunda parte - Dança do Martelo - alude ao sertão do Cariri cearense).

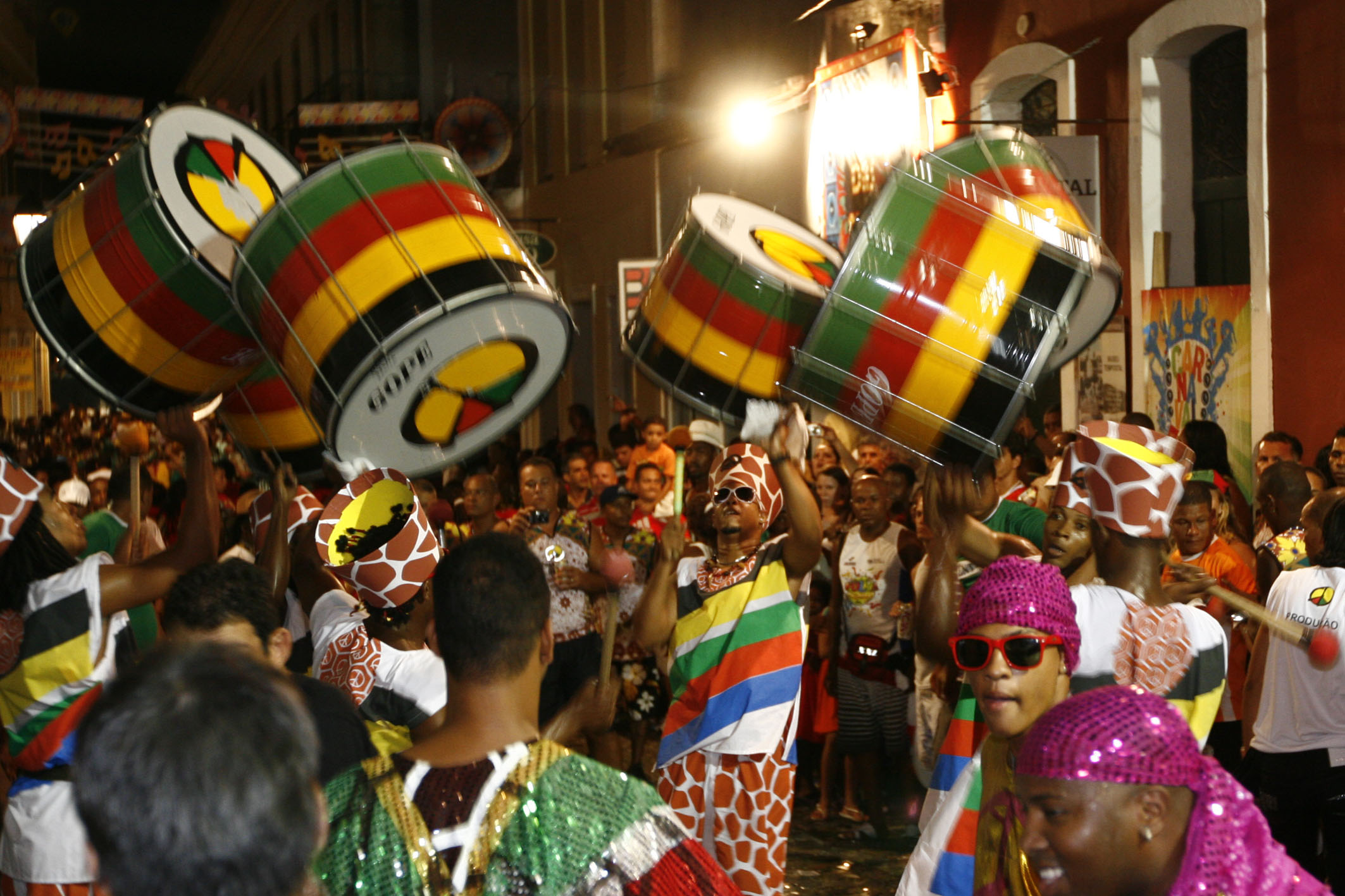
Integrantes do Olodum nas ruas do Centro Histórico de Salvador, 2010.

Na música popular, destacam-se ritmos tais como coco, xaxado, martelo agalopado, samba de roda, baião, xote, forró, axé e frevo, dentre outros ritmos. O Movimento Armorial do Recife, inspirado por Ariano Suassuna, fez um trabalho erudito de valorização desta herança rítmica popular nordestina. Um de seus expoentes mais conhecidos é o cantor Antônio Nóbrega.
Na dança, destacam-se o maracatu, praticado em diversas partes do Nordeste, o frevo, o bumba-meu-boi, o xaxado, diversas variantes do forró, o tambor de crioula (característico do Maranhão), etc. As músicas folclóricas quase sempre são acompanhadas de danças.

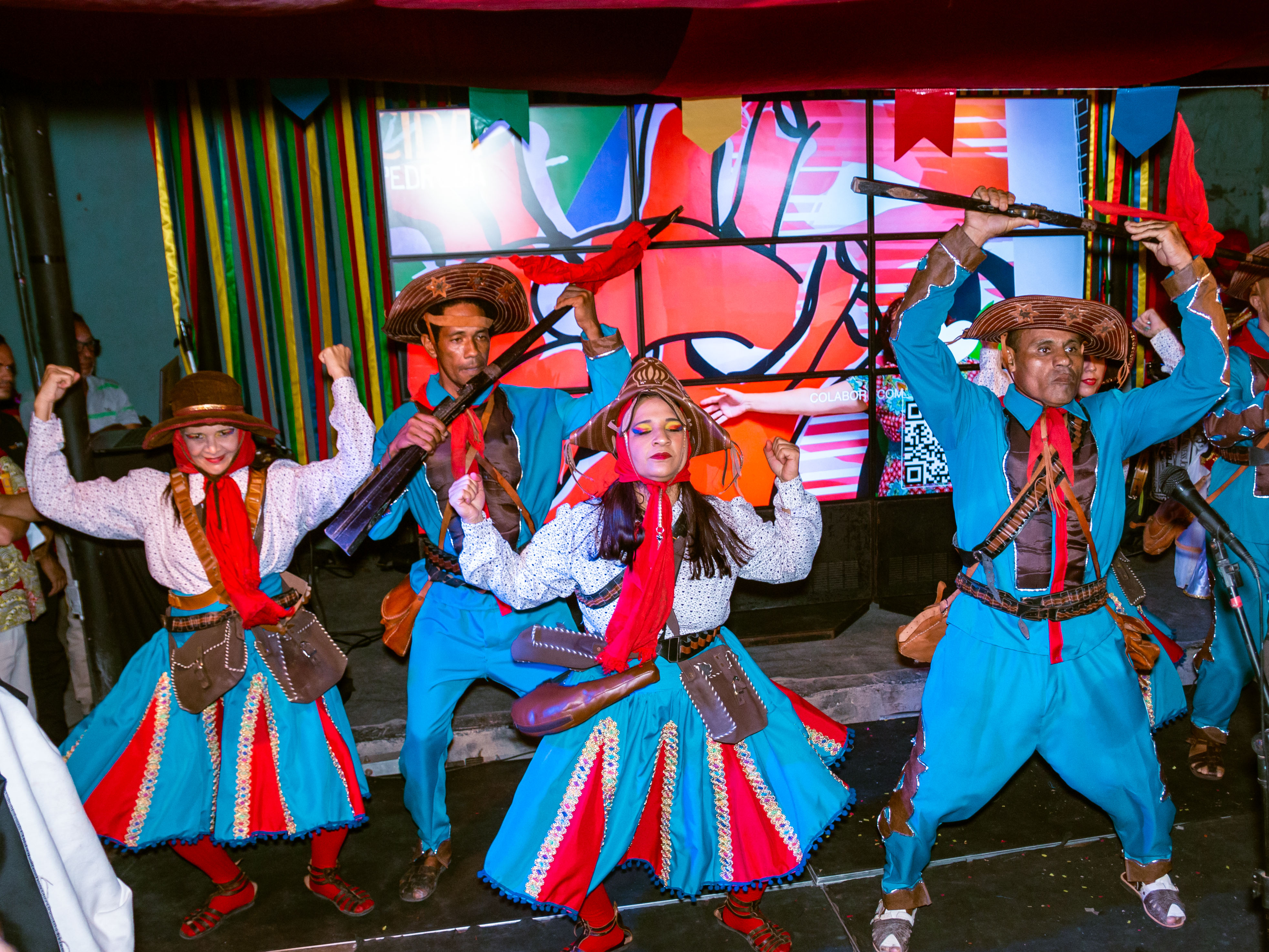
Apresentação de quadrilha junina

### Artesanato
O artesanato é também uma parte relevante da produção cultural do Nordeste, sendo inclusive o sustento de milhares de pessoas por toda a região. Devido à variedade regional de tradições de artesanato, é difícil caracterizá-los em totalidade, mas destacam-se as redes tecidas e, muitas vezes, bordadas com muitos detalhes; os produtos feitos em argila, madeira (por exemplo, da carnaúba, árvore típica do sertão) e couro, com traços bastante particulares; além das rendas, que ganharam destaque no artesanato cearense. Outro destaque são as garrafas com imagens feitas manualmente em areia colorida, um artigo produzido para venda para turistas. No Maranhão, destacam-se artesanatos feitos da fibra do buriti (palmeira), assim como artesanatos e produtos do babaçu (palmeira nativa do Maranhão).

### Culinária

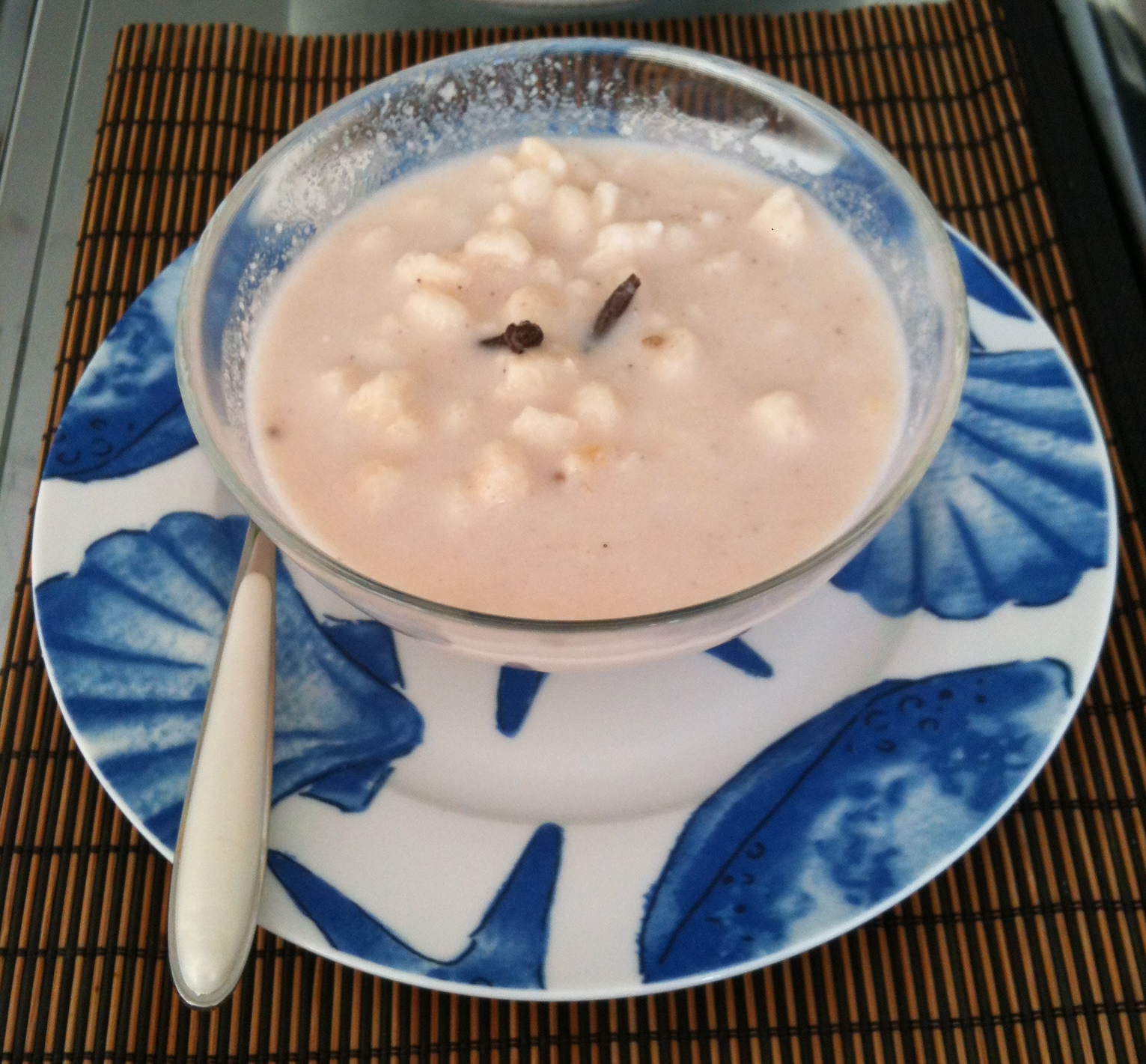
Munguzá, iguaria muito consumida na culinária nordestina.

A culinária nordestina é variada, refletindo as condições econômicas e produtivas das diversas paisagens geoeconômicas dessa região. Frutos do mar e peixes são bastante utilizados na culinária do litoral, enquanto, no sertão, predominam receitas que utilizam a carne e derivados do gado bovino, caprino e ovino. Ainda assim, há várias diferenças regionais, tanto na variedade de pratos quanto em sua forma de preparo. Por exemplo, no Ceará, predomina o mugunzá - também chamado macunzá ou mucunzá - salgado, enquanto em Pernambuco predomina o doce). Na Bahia, os principais destaques são as comidas feitas com azeite de dendê e com camarão, como as moquecas, o vatapá, o acarajé e os bobós; porém não são menos apreciadas comidas acompanhadas de pirão como mocotó e rabada, além de doces como a cocada, a rapadura e o alfenim, que estão presentes em todo o nordeste. No Maranhão, destacam-se o cuxá, o arroz de cuxá, o bobó, o peixe pedra e a torta de camarão. Também no Maranhão se destaca o Guaraná Jesus, patrimônio maranhense de fama nacional. Já o bolo de rolo é patrimônio imaterial de Pernambuco.
Algumas comidas típicas da região são: o baião de dois, a carne de sol, o queijo de coalho, o vatapá, o acarajé, a panelada, a buchada, a canjica, o feijão e arroz de coco, o feijão verde e o sururu, assim como vários doces feitos de mamão, jaca, abóbora, laranja, etc. Algumas frutas regionais - não necessariamente nativas da região - são a ciriguela, o cajá, o buriti, a cajarana, o umbu, a macaúba, juçara, bacuri, cupuaçu, buriti, murici e a pitomba, além de outras.

### Festividades

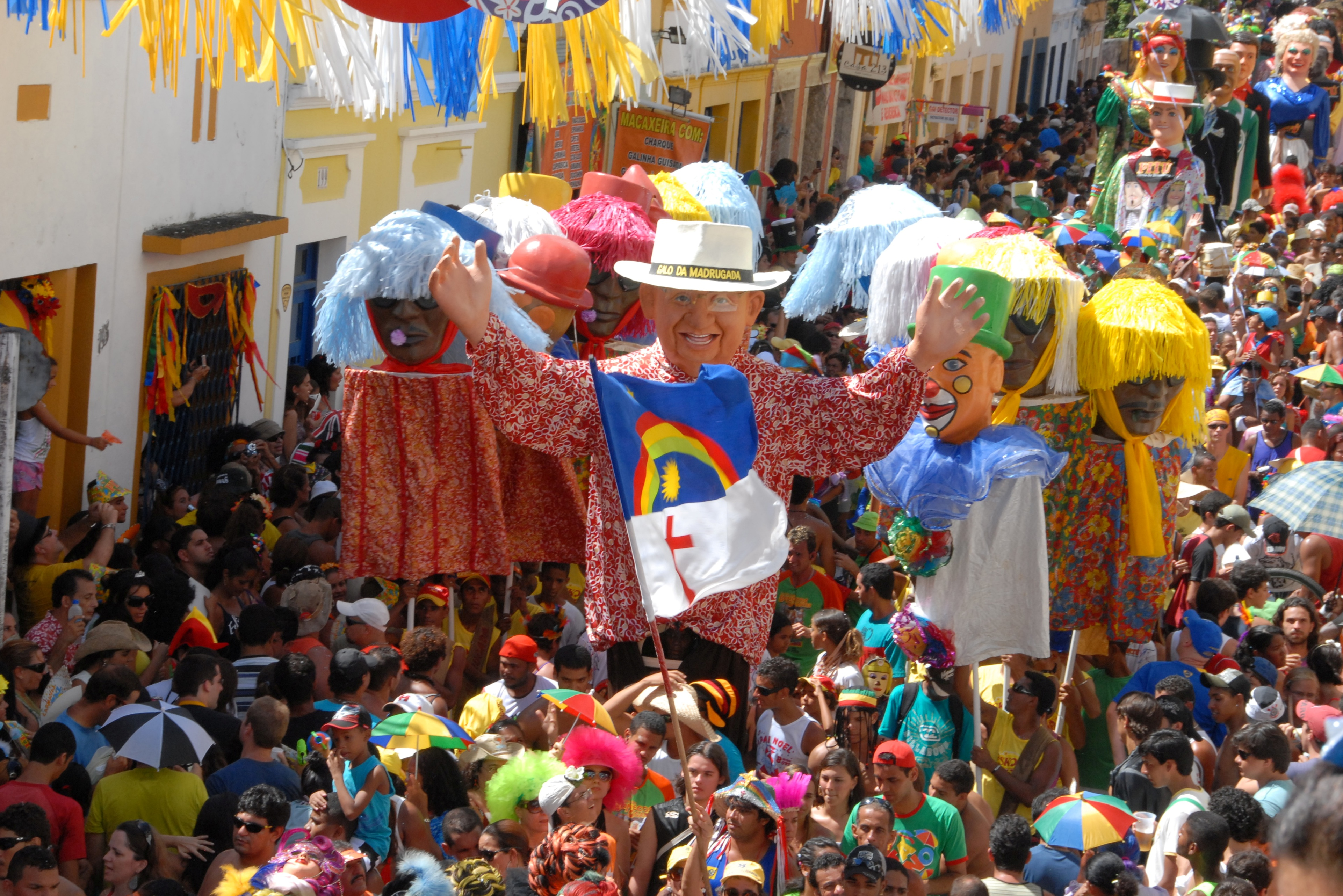
Bonecos de Olinda, em Olinda. O Carnaval Recife/Olinda é considerado o mais democrático e culturalmente diverso do país.

Nas festividades, a região Nordeste dispõe de variados eventos que ocorrem ao longo do ano:
No Carnaval os destaques são as festas de Salvador e Olinda-Recife. O primeiro é a maior festa popular do planeta segundo o Guinness Book, contando com cerca de 2,7 milhões foliões em seis dias de festa (equivalente ao número de moradores da cidade), e internacionalmente conhecido pelos desfiles de artistas famosos nos trios elétricos; e o segundo é considerado popularmente o carnaval mais democrático do país, e é conhecido por seus característicos bonecos de olinda, pelo ritmo do frevo e do maracatu, além de possuir o maior bloco carnavalesco do mundo, o Galo da Madrugada.
As micaretas (carnavais fora de época) de maior destaque são o "Carnatal" em Natal; o "Fortal" em Fortaleza; o "Pré-Caju" em Aracaju; a "Micarande" em Campina Grande. Há também o "bumba-meu-boi" em Maceió e em São Luís do Maranhão, a "Micareta de Feira" em Feira de Santana e a "Lavagem do Kimarrei" em Barreiras.
Quando vai se aproximando o São João, as cidades de Caruaru em Pernambuco e Campina Grande na Paraíba disputam o título de "Capital do Forró", além disso, em Patos, no estado da Paraíba, acontece O Melhor São João do Mundo - considerado o 4º maior do Brasil e do Mundo.
Há também festivais de música, como o "Festival de Verão de Salvador" (maior festival anual do Brasil), o "Piauí Pop" em Teresina,  "Mada" em Natal, o "Abril Pro Rock" no Recife, o "Ceará Music" em Fortaleza, o "Fest Verão Paraíba" em João Pessoa, o "Maceió Fest" em Maceió e o "Festival de Inverno Bahia" em Vitória da Conquista.

### Esportes

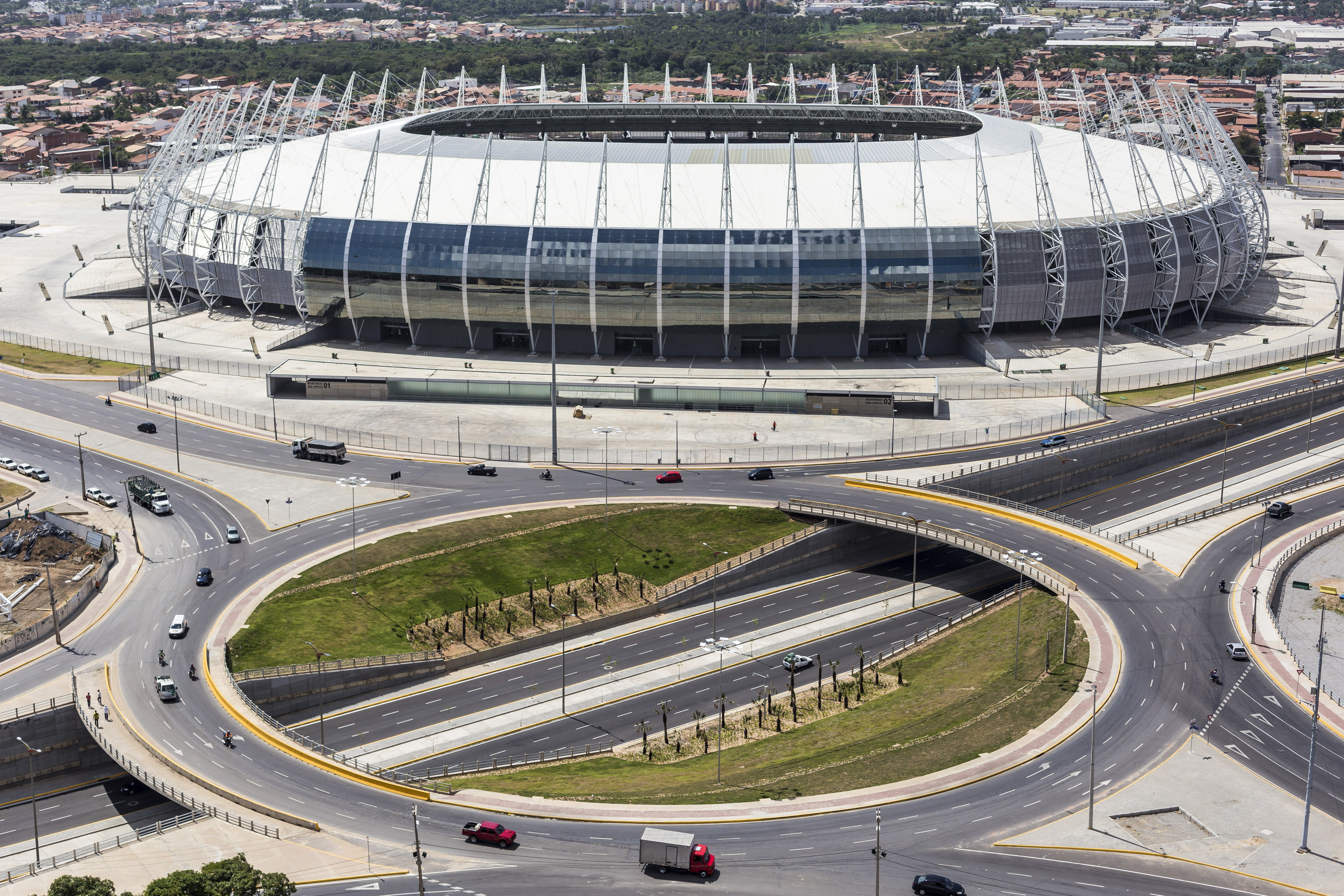
Arena Castelão, em Fortaleza. Está entre os 60 maiores estádios do mundo, é o quarto maior do Brasil e o maior do Norte/Nordeste.

Assim como no restante do país, a região Nordeste tem como principal esporte o futebol. Os principais clubes nordestinos são CSA, CRB em Alagoas; Bahia e Vitória na Bahia; Fortaleza, Ceará e Ferroviário no Ceará; Sampaio Corrêa no Maranhão; Treze, Campinense e Botafogo-PB na Paraíba; Sport, Santa Cruz e Náutico em Pernambuco; River no Piauí; América de Natal e ABC no Rio Grande do Norte; e Sergipe, Confiança em Sergipe.
A seleção brasileira de futebol costuma fazer partidas no Nordeste. O estádio Castelão, em Fortaleza, o estádio do Arruda, no Recife, o estádio Rei Pelé em Maceió e, recentemente, o estádio de Pituaçu, em Salvador, são os locais onde a seleção costuma jogar. O Estádio da Fonte Nova, em Salvador, também recebe tais partidas, porém, ficou marcado por um acidente envolvendo vítimas fatais em 2007.

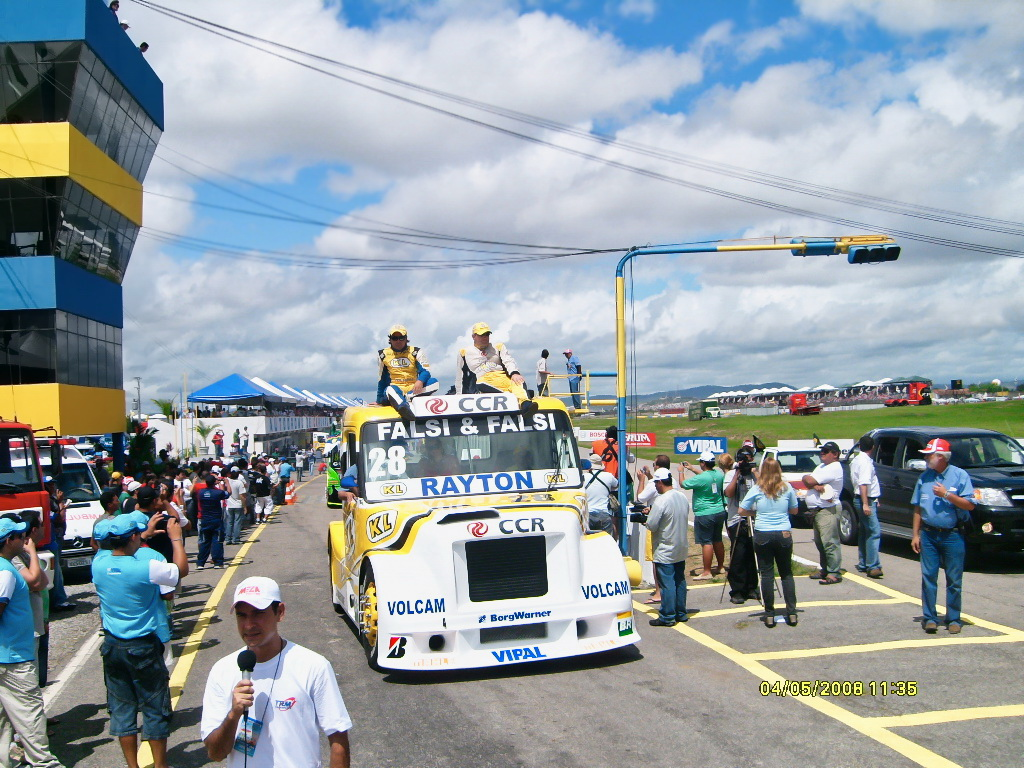
Autódromo Internacional de Caruaru, Pernambuco.

Durante a Copa do Mundo FIFA de 2014, o Nordeste contou com quatro cidades-sede: Salvador, Recife, Natal e Fortaleza. Redes de transportes, hotéis e hospitais foram construídos, ampliados ou reformados, além da reforma e construção de novos estádios. Em Salvador, o Estádio da Fonte Nova foi completamente reformado, assim como o Estádio Castelão, em Fortaleza. Já em Recife, foi construída a Arena Pernambuco, situada em São Lourenço da Mata. Em Natal, o antigo Machadão foi demolido e, em seu lugar, foi erguido o estádio Arena das Dunas. Os quatro estádios foram remodelados ou construídos seguindo o padrão FIFA. Outras capitais nordestinas também se candidataram para sediar a competição: João Pessoa, Teresina e Maceió. Foi a segunda vez que o Nordeste participou de uma Copa do Mundo: em 1950, Recife realizou a partida entre Chile e Estados Unidos, sendo o palco do jogo naquela ocasião a Ilha do Retiro.
No automobilismo, a região Nordeste também recebe duas etapas anuais da Fórmula Truck, uma no Autódromo Internacional Ayrton Senna em Caruaru, e uma no Autódromo Internacional Virgílio Távora em Eusébio, Região Metropolitana de Fortaleza. Além disso, desde de 2009, uma etapa da Stock Car Brasil ocorre na região, mais especificamente no Circuito Ayrton Senna, nas ruas do Centro Administrativo da Bahia, em Salvador.
Localizado na cidade de Fortaleza, no Ceará está o Centro de Formação Olímpica do Nordeste conhecido por sua sigla CFO, um complexo esportivo brasileiro que forma o maior conjunto de instalações esportivas do país, com 313 000 m². O centro conta com um ginásio de treinamento multiesportivo adaptável, pista de atletismo, piscinas olímpicas e de saltos, pista de skate, pista de BMX, quadras de vôlei de praia e de tênis, alojamento para até 248 atletas, academia de ginástica, salas de fisioterapia, salas de federações e confederações esportivas e a maior arena indoor do país, multiuso, com capacidade para 17 100 pessoas em eventos esportivos e 21 000 em eventos culturais. Entre as modalidades de esporte às quais o complexo se dedica, estão: atletismo, natação, badminton, nado sincronizado, basquete, pentatlo moderno, boxe, rúgbi, ciclismo, tênis, handebol, taekwondo, esgrima, tênis de mesa, futebol, tiro com arco, ginástica artística, triatlo, levantamento de peso, voleibol, hóquei sobre a grama, vôlei de praia, judô, polo aquático, lutas e saltos ornamentais.
Nos outros esportes, pode-se citar as seguintes competições esportivas regionais: Campeonato Nordestão Governador Miguel Arraes (enxadrismo), Desafio Costa do Sol (atletismo), Supercopa do Nordeste de Basquete (basquetebol), dentre muitos.